# Alessandro Magno
Alessandro III di Macedonia (in greco antico: Ἀλέξανδρος Γ' ὁ Μακεδών?, Aléxandros trίtos ho Makedόn), universalmente conosciuto come Alessandro Magno (Μέγας Ἀλέξανδρος, Mégas Aléxandros o in persiano اسکندر کبیر‎, Eskandar Kabīr; Pella, 20 o 21 luglio 356 a.C. – Babilonia, 10 o 11 giugno 323 a.C.) è stato un condottiero e militare macedone antico, re di Macedonia della dinastia degli Argeadi a partire dal 336 a.C., succedendo al padre Filippo II. Il termine "magno" deriva dal latino magnus "grande", che traduce il termine greco antico μέγας (mégas). Noto anche come Alessandro il Grande, Alessandro il Conquistatore o Alessandro il Macedone, è considerato uno dei più celebri conquistatori e strateghi della storia.
In soli dodici anni conquistò l'Impero persiano, un territorio immenso che si estendeva dall'Asia Minore all'Egitto fino agli attuali Pakistan, Afghanistan e India settentrionale. Tale straordinario successo fu dovuto sia a una congiuntura storica eccezionalmente favorevole (le crisi dell'Impero persiano e della Grecia delle poleis, unite all'opera espansionistica già incominciata dal padre) sia a una sua innegabile intelligenza militare e diplomatica. Dotato di grande coraggio e carisma, Alessandro aveva un forte ascendente sui suoi soldati, che spronava anche partecipando personalmente ai combattimenti. Inoltre, egli fu uno dei primi condottieri dell'antichità ad aver capito l'importanza fondamentale della propaganda, sia per guadagnare prestigio nelle proprie file, sia per incutere timore ai nemici.
Per assicurarsi ciò, Alessandro costituì un'imponente macchina mediatica (si fece accompagnare per tutta la durata della sua campagna da una quantità di storici e redattori di diari giornalieri, tra cui il greco Callistene) e diede estrema importanza nel corso di tutta la spedizione a gesti di forte valenza simbolica e alla divulgazione di leggende sulla propria discendenza da eroi mitici (Eracle e Achille) o persino da vere e proprie divinità. Infine, si sforzò in ogni modo di fondere e amalgamare le culture delle diverse etnie che abitavano le terre che si trovò a unificare sotto il suo impero, dimostrando una disposizione al sincretismo estremamente inusuale per un greco del suo tempo, nonché un profondo rispetto nei riguardi delle culture e delle etnie da lui assoggettate. Le sue innumerevoli conquiste diedero alla cultura greca una diffusione universale, dando così avvio al cosiddetto periodo ellenistico.
Alessandro morì a Babilonia nel mese di daisios (targelione) del 323 a.C., forse avvelenato, forse per una recidiva della malaria che aveva contratto in precedenza o, secondo teorie più recenti, a causa di una cirrosi epatica, pancreatite acuta o tifo addominale. Dopo la morte del Conquistatore, l'Impero macedone fu suddiviso, non senza molti scontri e guerre, tra i generali che lo avevano accompagnato nelle sue spedizioni. Si costituirono così i cosiddetti regni ellenistici, tra cui quello Tolemaico in Egitto, quello degli Antigonidi in Macedonia e quello dei Seleucidi in Siria e in Asia Minore.
L'eccezionalità del personaggio e delle sue imprese ispirò, già durante la vita ma ancor più dopo la sua morte, un gran numero di leggende (una famosa è quella della costruzione delle mitiche Porte di Alessandro) e una sterminata tradizione letteraria e figurativa, in cui il condottiero venne ritratto in sembianza di eroe (ad esempio è spesso scolpito nudo, un trattamento riservato, nella Grecia classica, esclusivamente agli dei o ai semidei). Nella ritrattistica è spesso accostato ad Achille, di cui Alessandro stesso si considerava diretto discendente per parte di madre.
I racconti storici sul suo conto hanno ben presto assunto colorazioni mitiche, ed è pertanto difficile discernere i fatti storici dalle rielaborazioni fantastiche. Le storie a lui riferite non si ritrovano solo nelle letterature occidentali: nella Bibbia (Primo libro dei Maccabei), ad esempio, si fa esplicito riferimento ad Alessandro, mentre nel Corano il misterioso Dhu al-Qarnayn (il Bicorne o letteralmente "quello dalle due corna") viene talvolta identificato, da alcuni, con il mitico conquistatore macedone senza però evidenze.

## Descrizione fisica
(C. Svetonio Tranquillo, Vita dei Cesari, traduzione di Francesco Casorati, Roma, Newton Compton editori s.r.l., 2011: Il divino Augusto, 18.1.)

Alessandro non era dotato di un fisico particolarmente avvenente: era piuttosto basso, tozzo e di corporatura robusta. Era mancino ed era affetto da eterocromia, aveva cioè gli occhi di colore diverso (uno azzurro e l'altro marrone, o forse nero), e la sua voce ci viene descritta come aspra. Portava sempre il collo leggermente inclinato verso sinistra e soffriva di alcune malformazioni congenite che, alcuni storici affermano, potrebbero in parte aver contribuito alla sua morte. Aveva i capelli ispidi e rossicci, sebbene tendesse spesso a tingerli di biondo utilizzando una mistura di fiori di zafferano, acqua di potassio e fiori di zucca , trattandoli poi con profumi, incenso e mirra. Aveva l'usanza di radersi il volto anche passata la giovane età (cosa piuttosto inusuale tra i greci del suo tempo), probabilmente a causa del fatto che gli crescesse pochissima barba; per non sfigurare in mezzo ai suoi dignitari, indusse anche loro a non portarla. 

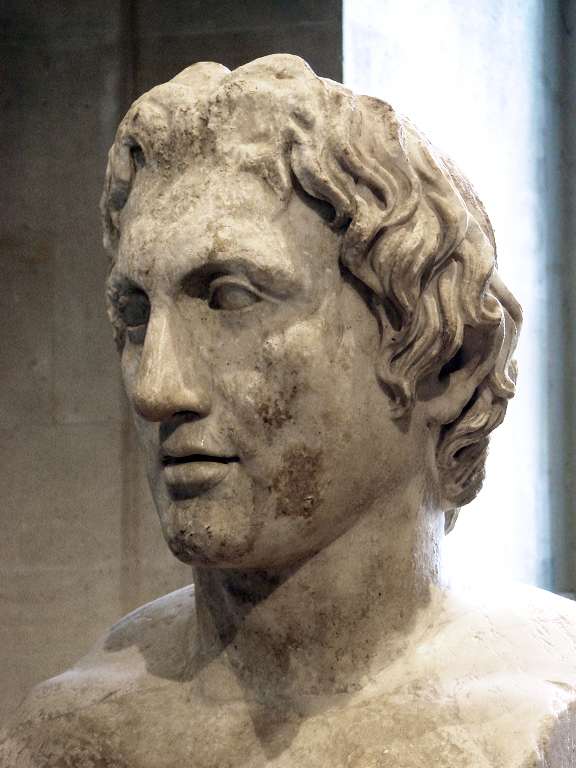
Scultura in marmo di Alessandro (Lisippo).

L'immagine di Alessandro è stata immortalata da molti artisti suoi contemporanei, della cui opera non rimangono, purtroppo, che copie e descrizioni. Il famoso Lisippo fu nominato scultore di corte da Alessandro stesso e ritrasse il grande conquistatore in numerose statue. Pirgotele fu invece l'unico autorizzato dallo stesso Alessandro a scolpire la sua immagine sui sigilli e sulle pietre dure. Sappiamo anche che il pittore Apelle immortalò su grandi tavole lignee numerose effigi e scene di battaglia che ebbero Alessandro come protagonista.
Secondo Aristosseno di Taranto, apprendista di Aristotele, il corpo di Alessandro emanava un profumo gradevole. Lo scrittore Ateneo di Naucrati sottolineava la sua abitudine al bere e all'ubriacarsi. Sappiamo inoltre da Plutarco che Alessandro, almeno a partire dalla battaglia di Gaugamela, usava indossare in battaglia la linothorax, la corazza multistrato di lino in uso alla fanteria leggera e alla cavalleria, invece della classica corazza oplitica di bronzo la quale era molto più pesante e meno resistente alla penetrazione delle frecce (gli strati di lino sovrapposti della linothorax resistono maggiormente della sottile lamina di bronzo). In alcuni mosaici che ci sono pervenuti, Alessandro è raffigurato proprio mentre indossa questo tipo di abbigliamento.

## Personalità
Alcuni dei più evidenti tratti della personalità di Alessandro si erano formati secondo il modello dei suoi genitori. Sua madre, Olimpiade, era una donna forte e enormemente ambiziosa, e lo aveva incoraggiato a credere che fosse il suo destino sconfiggere l'Impero Persiano. L'influenza di Olimpiade instillò la credenza del destino in Alessandro, e Plutarco ci dice che la sua ambizione “mantenne il suo spirito greve e superbo con l'avanzare degli anni”. Tuttavia, suo padre Filippo fu il più immediato e influente modello di Alessandro, il quale sin da bambino l'aveva visto fare campagne militari praticamente ogni anno, vincendo battaglia dopo battaglia, sopravvivendo a gravi ferite. Il rapporto di Alessandro con suo padre forgiò la parte competitiva della sua personalità; egli aveva il bisogno di surclassare suo padre, come si può vedere tramite il suo spericolato comportamento in battaglia. Tuttavia, Alessandro era preoccupato che suo padre non gli avrebbe lasciato “nessuna grande o eccezionale impresa da esibire al mondo”; egli infatti sminuiva le imprese di suo padre davanti ai suoi compagni.
Stando a Plutarco, Alessandro aveva tratti di violento e incauto temperamento; aveva una natura impulsiva, che sicuramente ha influito in alcune delle sue decisioni. Sebbene Alessandro fosse ostinato e non rispondesse bene agli ordini impartitigli da suo padre, egli era aperto al dibattito ben motivato. Aveva inoltre un lato più tranquillo - logico, intuitivo e calcolatore. Aveva un forte desiderio verso la conoscenza, un profondo amore per la filosofia ed era un appassionato lettore; questo era senza dubbio dovuto almeno in parte alla tutela di Aristotele. Alessandro era intelligente e imparava in fretta. La sua intelligenza e razionalità fu ampiamente dimostrata dalla sua abilità e successo come generale. Aveva un grande autocontrollo per i “piaceri della carne”, in contrasto con la sua difficoltà nel porsi limiti quando invece si trattava di alcolici.
Alessandro era un erudito e padroneggiava sia le arti sia le scienze. Egli aveva poco interesse negli sport o nei giochi Olimpici (a differenza di suo padre), cercando solo di eguagliare gli ideali omerici di onore (τιμή, timè) e gloria (κῦδος, kudos). Aveva molto carisma e una forte personalità, caratteristiche che lo resero un grande leader. Le sue abilità uniche furono ulteriormente dimostrate dall'inettitudine dei suoi generali nel mantenere unita la Macedonia e preservare l'impero dopo la sua morte — solo Alessandro riuscì a farlo.
Durante i suoi ultimi anni, e specialmente dopo la morte di Efestione, suo grande amico e amante, Alessandro cominciò a mostrare segni di megalomania e paranoia. Le sue straordinarie conquiste, insieme con il suo stesso ineffabile senso del destino e l'adulazione dei suoi compagni, potrebbero aver causato questo effetto. Le sue illusioni di grandezza sono chiaramente visibili nel suo testamento e il suo desiderio di conquistare il mondo, in quanto, egli è secondo varie fonti definito come possessore di un'illimitata ambizione, un epiteto il cui significato è diventato un cliché storico. Sembra che egli stesso si credesse una divinità, o almeno cercava di farsi trattare come tale. Olimpiade insistette sempre che lui fosse il figlio di Zeus, una teoria a quanto pare confermata ad Alessandro da un oracolo di Amun a Siwa. Egli dunque incominciò a identificarsi come il figlio di Zeus. Alessandro adottò gli elementi tipici del vestiario e dei costumi persiani dell'epoca, pretendendo per esempio l'atto della proskynesis (questa è la prova che Alessandro fosse estremamente rispettoso verso la cultura persiana), una pratica che i Macedoni disapprovavano, ed erano riluttanti ad accettare.
Questo comportamento gli costò l'affetto di molti dei suoi compatrioti. In ogni caso, Alessandro era anche un sovrano pragmatico che comprendeva le difficoltà del governare persone culturalmente differenti, molte delle quali vivevano in regni dove il sovrano era considerato una divinità. Perciò, piuttosto che megalomania, il suo comportamento potrebbe essere stato un tentativo pratico di rafforzare il suo governo e preservare l'unità dell'impero.

### Relazioni personali
Alessandro si sposò tre volte: Rossane, figlia del nobile sogdiano Ossiarte di Bactria, per amore; e le principesse persiane Stateira II e Parysatis II, la prima figlia di Dario III e la seconda figlia di Artaserse III, per motivi politici. Apparentemente aveva due figli, Alessandro IV di Macedonia da Rossane e, possibilmente, Eracle di Macedonia dalla sua amante Barsine. Perse un altro bambino quando Rossane abortì a Babilonia.

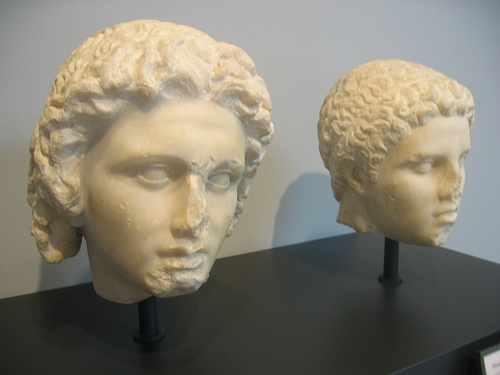
Busti di Alessandro ed Efestione, presso il museo della Villa Getty, a Malibu.

Alessandro ebbe anche una stretta relazione amorosa con il suo amico, generale e guardia del corpo Efestione, figlio di un nobile macedone. La morte di Efestione devastò Alessandro. Questo evento potrebbe aver contribuito alla cattiva salute di Alessandro e allo stato mentale distaccato durante i suoi ultimi mesi.
La sessualità di Alessandro è stata oggetto di speculazioni e controversie nei tempi moderni. Lo scrittore di epoca romana Ateneo di Naucrati afferma, in base allo studioso Dicearco, che era contemporaneo di Alessandro, che il re «aveva anche l'abitudine di cedere a questo modo» (cioè l'omosessualità), e che Alessandro abbracciava sessualmente il suo eunuco Bagoa in pubblico. Questo episodio è anche raccontato da Plutarco, basato sulla stessa fonte. Alessandro ed Efestione erano spesso paragonati ad Achille e Patroclo, che la cultura greca classica dipinse in coppia. Durante la visita a Troia, Alessandro rese omaggio ad Achille posando ghirlande sulla sua tomba, mentre Efestione fece lo stesso su quella di Patroclo. Secondo Claudio Eliano, ciò voleva «significare che [Efestione] era l'erómenos di Alessandro, così come Patroclo lo era stato di Achille». Alcuni storici moderni (ad esempio Robin Lane Fox) credono non solo che la relazione giovanile di Alessandro con Efestione fosse sessuale, ma che i loro contatti sessuali siano continuati fino all'età adulta, il che è andato contro le norme sociali di alcune città greche, come Atene, sebbene alcuni ricercatori moderni abbiano proposto provvisoriamente che la Macedonia (o almeno la corte macedone) potrebbe essere stata più tollerante nei confronti dell'omosessualità tra adulti.
Green sostiene che ci sono poche prove nelle fonti antiche che Alessandro avesse un interesse carnale per le donne; tant'è vero che non ha prodotto un erede fino alla fine della sua vita. Tuttavia, secondo Ogden, Alessandro avrebbe concepito almeno tre figli in otto anni, più di quanto avesse fatto suo padre alla stessa età. Oltre alle mogli, Alessandro aveva molte altre compagne (tra cui l'etera Campaspe), essendo arrivato ad avere un vero e proprio harem, nello stile dei re persiani, ma usandolo comunque con parsimonia, mostrando un grande autocontrollo nei "piaceri del corpo". Tuttavia, Plutarco descrisse come Alessandro fosse infatuato da Rossane complimentandosi con lui per non aver esercitato forza su di lei. Green ha suggerito che, nel contesto del periodo, Alessandro strinse amicizie abbastanza forti con le donne, tra cui Ada di Caria, che lo adottò, e persino la madre di Dario, Sisigambi, che presumibilmente morì di dolore dopo aver sentito della morte di Alessandro.

## Biografia

### La nascita

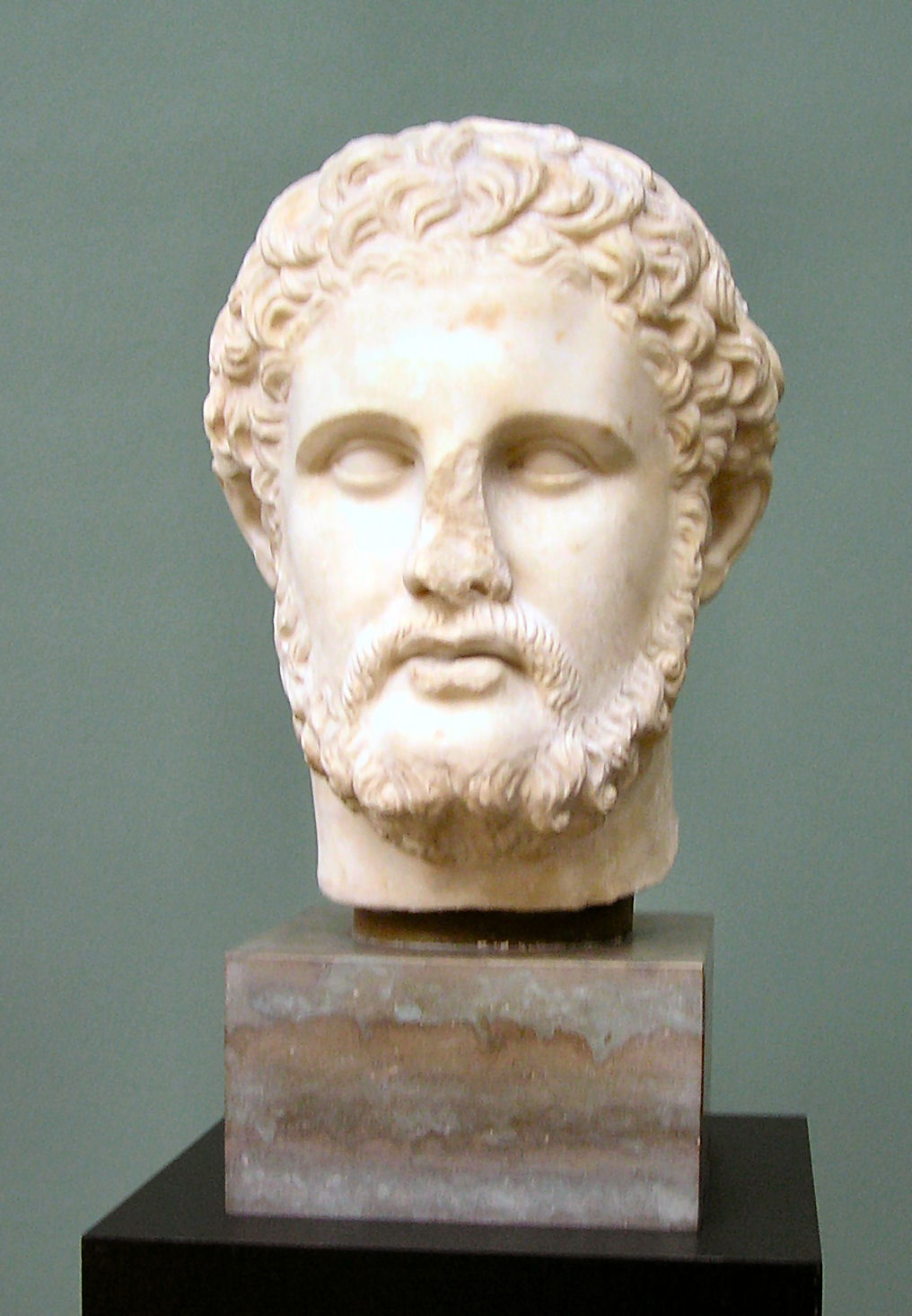
Filippo II, padre di Alessandro.

Alessandro nacque a Pella, seconda capitale del regno di Macedonia (la prima fu Verghina), attorno al 20 o 21 luglio del 356 a.C. (o forse verso il 6 dello stesso mese). Era figlio del re macedone Filippo II e della principessa epirota Olimpiade. Entrambe le famiglie si consideravano discendenti diretti da due famosi eroi mitici: quella del padre Filippo da Eracle, quella della madre da Achille. Alessandro si mostrò sempre affascinato da questa sua origine mitica e, nel corso della sua vita, ebbe in più occasioni a dimostrare di identificarsi con entrambi questi poderosi eroi dell'antichità, specialmente con quest'ultimo.
Inoltre, secondo una leggenda alimentata da lui stesso e dalla madre Olimpiade dopo l'ascesa al trono, e riferitaci da Plutarco, il suo vero padre sarebbe stato lo stesso dio Zeus, che una notte avrebbe preso le sembianze di un serpente e giaciuto con la madre.
Alcune voci, alimentate da Tolomeo I, volevano invece Alessandro figlio illegittimo del faraone Nectanebo II, esiliato dai persiani.

### L'educazione

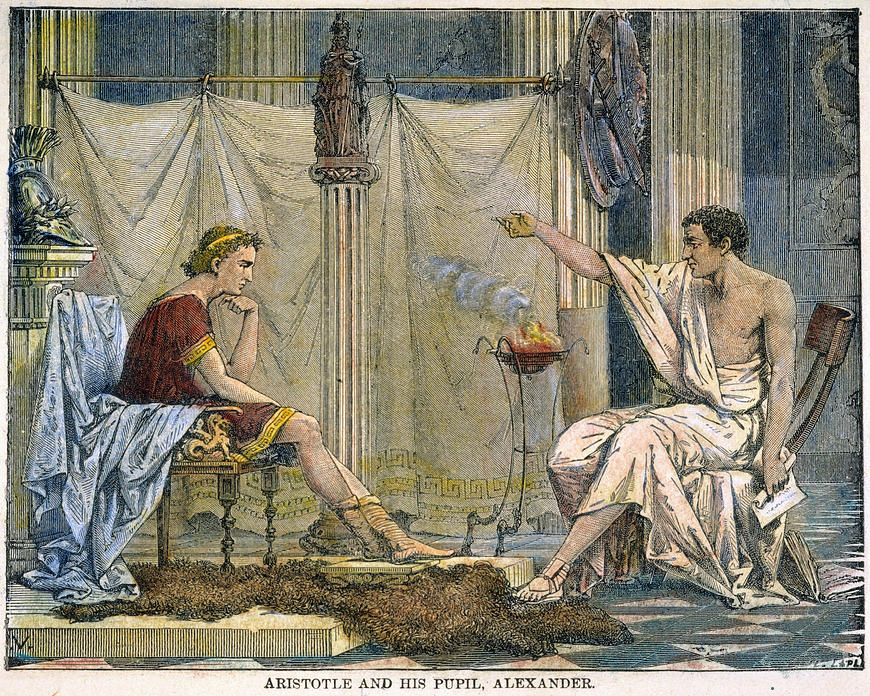
Aristotele insegna ad Alessandro.

All'epoca della nascita di Alessandro, sia la Macedonia sia l'Epiro erano ritenuti dai greci dei regni semi-barbarici, posti all'estrema periferia settentrionale del mondo ellenico.
La sua nutrice fu Lanice, sorella di Clito il Nero che in seguito divenne uno dei suoi più fidati generali. Il padre Filippo volle dare al figlio un'educazione greca e, dopo Leonida (che il suo allievo giudicò avaro) e Lisimaco (con cui Alessandro legò molto rischiando una volta la vita per salvarlo), scelse come suo maestro il filosofo greco Aristotele, che lo educò per 3 anni, dal 343 a.C. al 341 a.C. Aristotele probabilmente insegnò ad Alessandro le scienze naturali, la medicina, l'arte e la lingua greca, e inoltre sappiamo che preparò per lui un'edizione annotata dell'Iliade, che Alessandro portò con sé per tutta la sua campagna in Persia. I rapporti tra allievo e maestro, anche se con alti e bassi, continuarono grossomodo assidui e amichevoli per diverso tempo, anche dopo la partenza di quest'ultimo; solo verso la fine della sua vita, Alessandro cominciò a diffidare di lui.
Aristotele insegnava in una scuola ubicata nei "Giardini di Mida", a Mieza, località ai piedi del massiccio del Bermio (attuale Monte Vermio, nei pressi dell'attuale città di Naoussa, nella Grecia settentrionale.
Non si sa fino a che punto gli insegnamenti di Aristotele abbiano influito sul pensiero di Alessandro. Sembra molto probabile che non potessero esservi molti punti di incontro tra i due: le teorie politiche di Aristotele erano quelle classiche della grecità, fondate sulla concezione antica e provinciale della città-stato, che ad Alessandro, che come il padre sognava di unificare la Grecia intera sotto un'unica guida, dovevano stare ben strette.
Alessandro fu comunque un allievo brillante e capace: la sua abilità nella retorica e nel suonare la lira furono già oggetto di un discorso pubblico di Eschine ad Atene quando Alessandro aveva solo dieci anni. Il principe macedone divenne anche ben presto un buon filosofo; in una lettera inviatagli da Isocrate, l'oratore ateniese si complimenta con lui per la sua competenza e bravura.

### La caccia al leone e l'incontro con Bucefalo

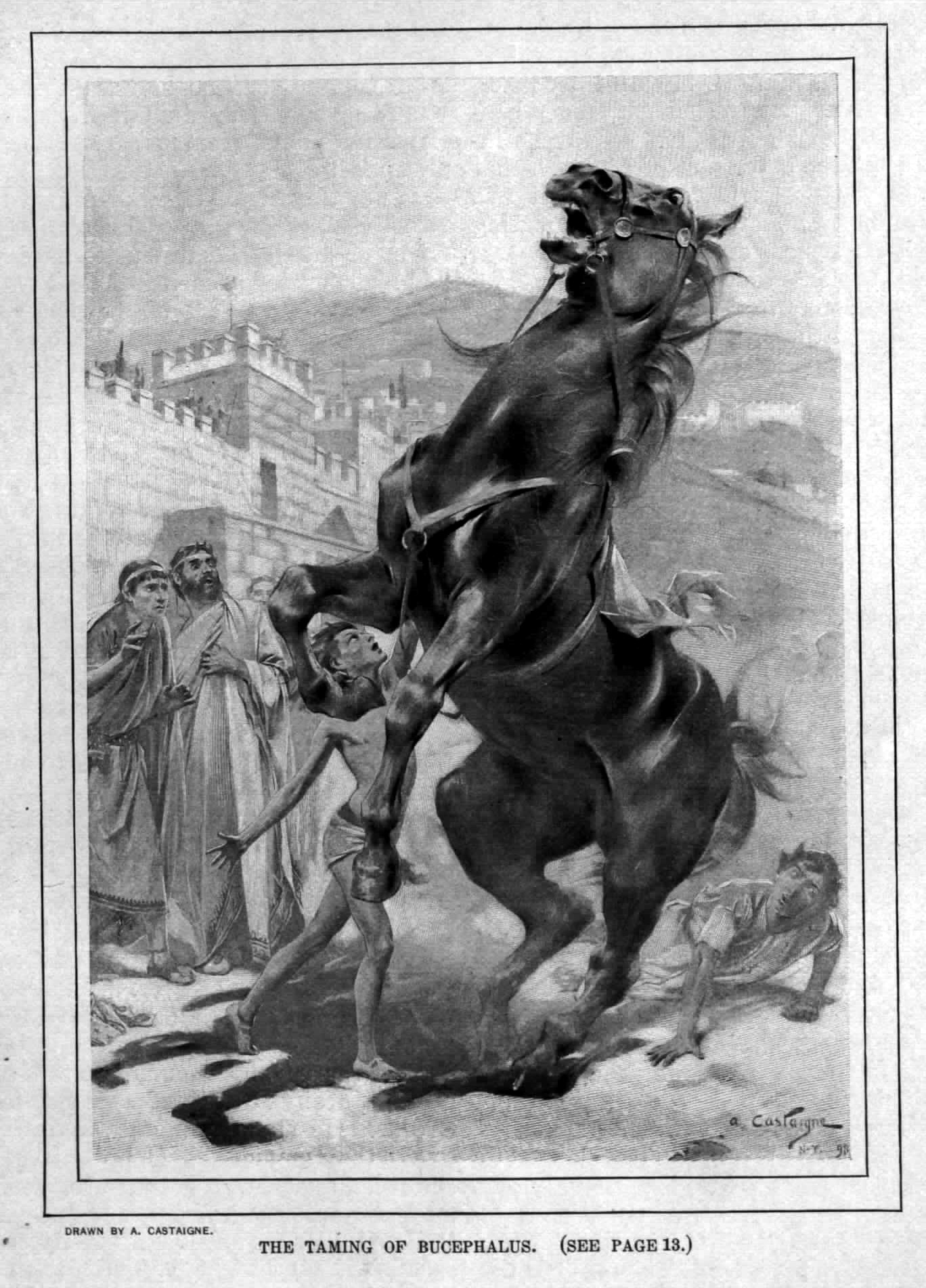
Il giovane Alessandro Magno doma Bucefalo

Alcune fonti ci dicono che il giovane Alessandro già in tenera età possedesse la tempra straordinaria che dimostrò più compitamente negli anni successivi della sua breve e intensa vita. Molti episodi ci raccontano delle mirabili gesta del principe da ragazzo, come la leggendaria caccia al leone in cui Alessandro uccise la temibile bestia da solo. Estremamente importante per la vita di Alessandro fu il suo incontro con l'indomabile cavallo Bucefalo, che le fonti ci raccontano nei particolari.
Quando il principe aveva circa dodici anni, un amico del padre Filippo, il generale Demarato di Corinto, comprò l'animale per l'impressionante somma di tredici talenti con l'intento di farne dono al re. Questi, spaventato dalla apparente indomabilità dell'animale, stava per rinunciare al regalo, quando Alessandro notò che il cavallo era soltanto spaventato dalla propria ombra. Allora gli si avvicinò, gli volse il muso verso il sole, e quindi gli montò in groppa: da allora si dice che Bucefalo non si lasciò più montare da nessun altro che non fosse il principe.
Bucefalo avrebbe accompagnato Alessandro per quasi vent'anni, attraversando insieme con lui mezzo mondo fino alla sua morte, che sarebbe sopravvenuta nel 326 a.C. durante la battaglia dell'Idaspe. In onore del destriero, Alessandro fonderà una nuova città dal nome Alessandria Bucefala.

### Le prime spedizioni
Raggiunti i sedici anni di età, nel 340 a.C., Alessandro terminò la sua formazione con Aristotele. Impegnato in una spedizione contro Bisanzio, Filippo decise che il figlio era pronto a intraprendere la reggenza del regno di Macedonia, che lasciò sotto il suo controllo. Durante l'assenza di Filippo, la tribù tracia dei Maedi decise di ribellarsi al governo di Pella: Alessandro guidò la difesa con velocità e competenza, tanto che in breve tempo disperse i rivoltosi. Nel cuore del loro territorio decise di fondare una nuova città, Alessandropoli, insediandovi coloni greci.

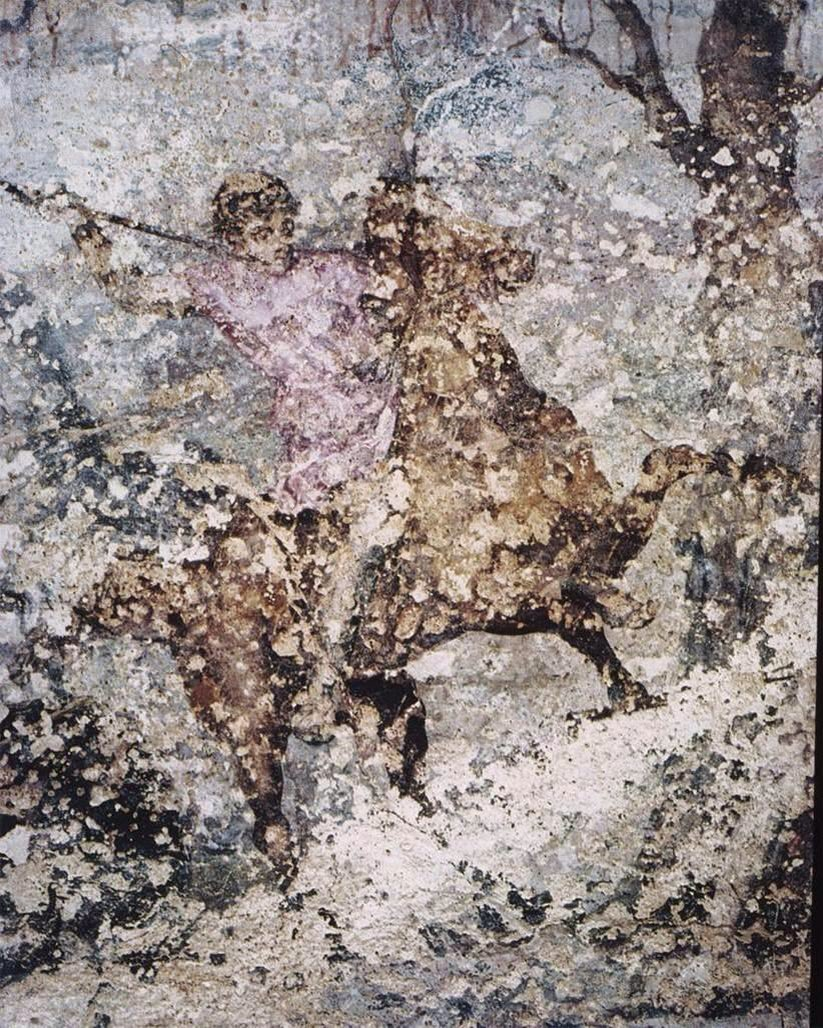
Presunto ritratto affrescato del giovane Alessandro sul cosiddetto fregio della caccia, ingresso della tomba di Filippo II a Ege.

Al suo ritorno, Filippo inviò nuovamente il figlio a sedare alcune rivolte in Tracia. In quei mesi, la città di Amfissa cominciò a coltivare alcune terre che erano sacre al dio Apollo: questa si presentò come l'occasione perfetta per Filippo di intervenire in Grecia, in cui da tempo voleva cominciare a estendere la sua influenza. Egli inviò sul luogo Alessandro a capo di un contingente militare, che raggiunse ben presto nel 338 a.C.; l'esercito macedone, passando dalle Termopili, raggiunse e occupò la città di Elatea, a pochi giorni di marcia da Tebe e Atene. Gli ateniesi, guidati da Demostene, decisero quindi di allearsi con i tebani per fronteggiare il comune nemico macedone.
Gli eserciti si scontrarono nei pressi di Cheronea, in Beozia. La battaglia che ne conseguì prese il nome di Battaglia di Cheronea, in cui la cavalleria macedone, guidata dal giovane Alessandro, ebbe la meglio sui trecento soldati del battaglione sacro tebano, considerato fino a quel momento invincibile. Dopo la vittoria, l'esercito di Filippo discese indisturbato tutta la penisola ellenica fino al Peloponneso, dove solo Sparta si oppose alla sua avanzata. Tuttavia, il re macedone decise di non rischiare una guerra con i Lacedemoni, la cui aura leggendaria di guerrieri invincibili era ancora ben viva nell'immaginario comune, e si ritirò a Corinto.
Qui, nel 337 a.C., costituì una nuova alleanza panellenica chiamata Lega di Corinto, modellata sulla base della Lega panellenica anti-persiana del 481 a.C. e comprendente tutte le polis greche con l'eccezione di Sparta. Filippo ne fu nominato Hegemón, "comandante", ed è in quest'occasione che per la prima volta si fa ufficialmente menzione dell'intenzione del re macedone di invadere la Persia.

### L'esilio di Alessandro e l'assassinio di Filippo

Ricostruzione della mappa del Mondo Antico come immaginato da Ecateo di Mileto nel V secolo a.C.

Tornato a Pella, Filippo si innamorò perdutamente della nipote (e forse figlia adottiva) del suo generale Attalo, Cleopatra Euridice, che divenne la sua settima moglie. Questo matrimonio portò all'accendersi di aspri contrasti tra Alessandro e suo padre; il principe era probabilmente preoccupato della sua posizione di erede, poiché il futuro figlio di Cleopatra Euridice sarebbe stato l'unico figlio legittimo di Filippo che fosse interamente di sangue macedone (la madre di Alessandro, Olimpiade, era epirota).

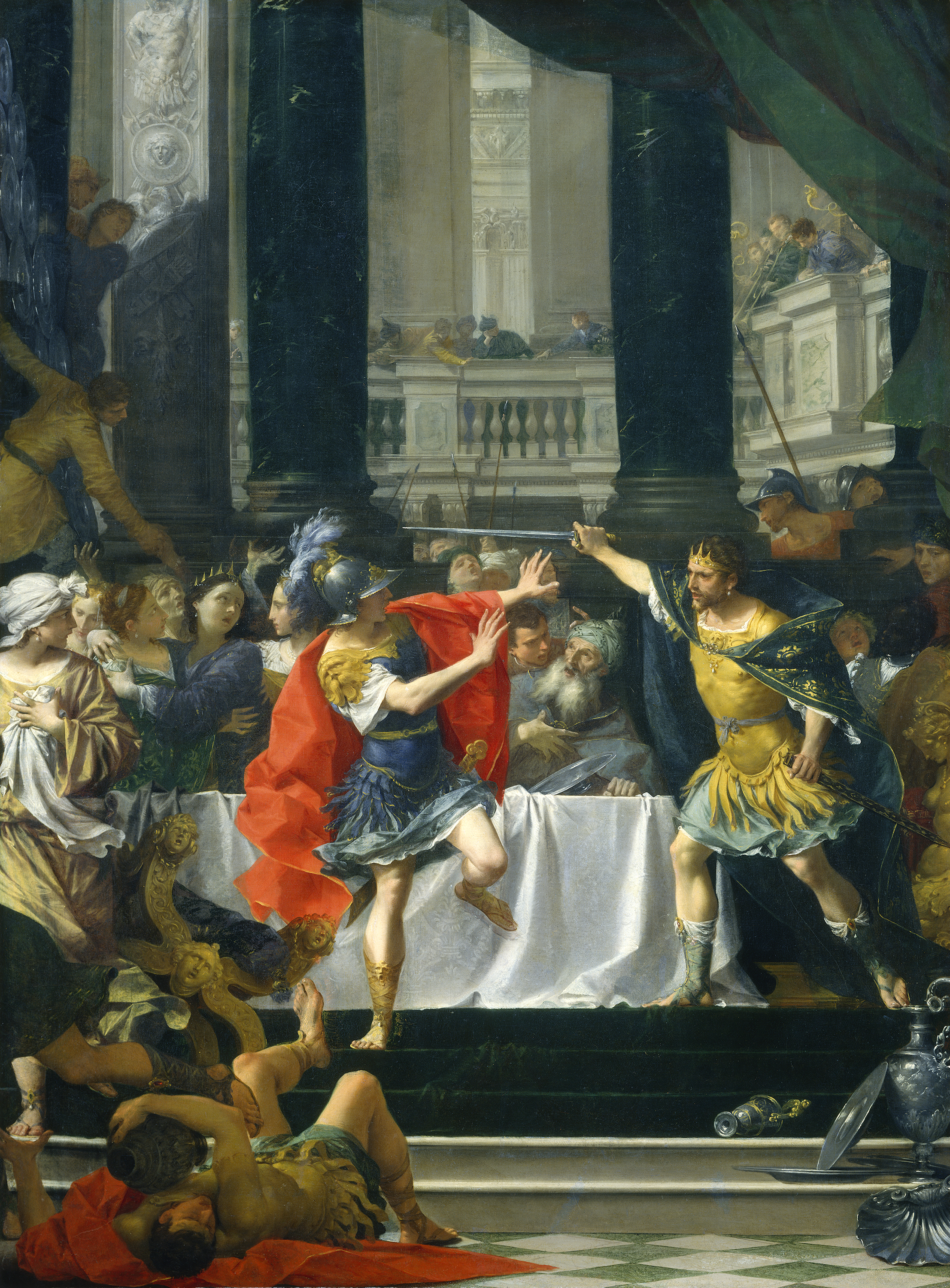
Donato Creti, Alessandro il Grande minacciato da suo padre

I timori di Alessandro furono in qualche modo confermati al banchetto nuziale, quando Attalo, zio della sposa, si augurò in un brindisi che gli dei potessero presto concedere alla Macedonia un erede legittimo. Alessandro, comprensibilmente, si infuriò. Plutarco ci riporta la sua risposta ad Attalo: dopo averlo insultato, gli avrebbe domandato «E io cosa sarei, un bastardo?». Filippo si offese molto del trattamento riservato da suo figlio allo zio della sposa e fece per scagliarsi contro Alessandro, ma scivolò su una pozza di vino. «Guardatelo, amici, colui che si accingeva a conquistare l'Asia! A furia di passare da un letto all'altro è andato a gambe all'aria!».

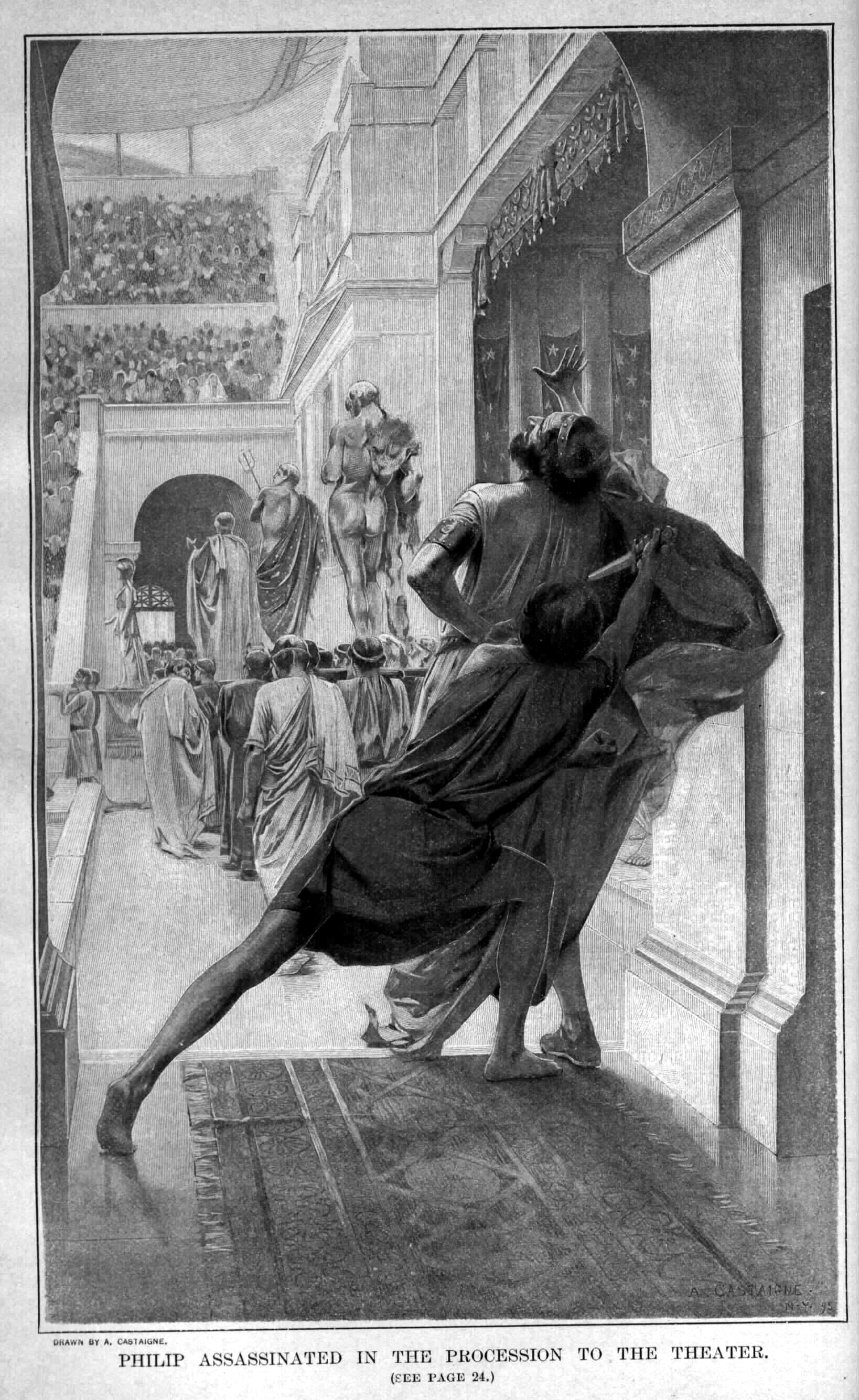
Pausania uccide Filippo II, padre di Alessandro, durante il corteo che lo porta al teatro

Per fuggire l'ira del padre, Alessandro fuggì con la madre a Dodona, in Epiro, dove regnava il fratello di lei, Alessandro d'Epiro. Qui restò pochi giorni, prima di continuare verso l'Illiria, dove trovò rifugio da un re locale. Filippo, tuttavia, decise di perdonare molto presto il figlio, che richiamò a Pella dopo appena sei mesi.
Nell'estate di quell'anno, il 336 a.C., mentre si trovava a Ege, la capitale ancestrale del regno macedone, per assistere al matrimonio di sua figlia Cleopatra con lo zio Alessandro d'Epiro, Filippo fu assassinato da una delle sue guardie, Pausania di Orestide, che fu quasi subito scoperto e ucciso da altre guardie del re, amiche di Alessandro. Non sappiamo quali siano le motivazioni alla base dell'assassinio, e anche le fonti antiche discordano. Alcuni, tra cui Plutarco, accusano Olimpiade o lo stesso Alessandro di essere stati a conoscenza della congiura, se non di avervi addirittura preso parte. Altri pensarono che il mandante dell'assassinio fosse il re di Persia, Dario III, da poco salito sul trono di Persepoli. Secondo Aristotele, infine, Pausania era un amante di Filippo, e avrebbe ucciso il re per vendicarsi di violenze sessuali a lui inflitte da parte dei seguaci di Attalo, zio della nuova moglie di Filippo, e non convenientemente punite dal sovrano. Il fatto, comunque, che si abbiano testimonianze attendibili dell'esistenza di alcuni complici, in attesa di raccogliere Pausania in fuga, tende a escludere quest'ultima ipotesi in favore di un complotto politico.
In ogni caso, alla morte del padre, Alessandro fu immediatamente proclamato re dall'esercito e dai dignitari, all'età di soli vent'anni.

### Il consolidamento del potere

I Balcani meridionali e l'Asia minore nel 336 a.C.

Salito al potere nel 336 a.C., Alessandro si occupò subito di consolidare il suo potere, facendo eliminare fisicamente tutti gli altri possibili rivali al suo trono. Per prima cosa fece giustiziare il cugino Aminta IV, figlio di Perdicca III e suo legittimo successore, fino al momento in cui l'allora reggente Filippo II, il padre di Alessandro, decise di spodestare. Quindi con l'aiuto del generale Antipatro, consigliere del padre, fece uccidere due dei tre principi macedoni della Lincestide. Inviò infine un sicario per uccidere lo zio Attalo, che allora si trovava già in Asia minore a guidare l'avanguardia dell'esercito macedone. La madre Olimpiade, nel frattempo, fece bruciare vive Cleopatra Euridice, la giovane vedova di Filippo, e la di lui figlia Europa.
Consolidato così il suo potere in patria, Alessandro poté cominciare a guardare alla penisola ellenica. Qui, infatti, la notizia della morte di Filippo aveva dato vita a una serie di rivolte e insurrezioni a Tebe, Atene e in Tessaglia. Alla guida di un numeroso esercito, scese nuovamente in Grecia: dapprima causò la resa dell'esercito tessalico, quindi continuò la marcia verso sud fino alle Termopili, dove fu riconosciuto comandante della Lega Anfizionica. A questo punto si diresse verso Corinto, dove incontrò il filosofo cinico Diogene. L'incontro è divenuto celebre grazie allo scambio di battute che sarebbe avvenuto tra i due: Alessandro, che ammirava molto la filosofia cinica, avrebbe chiesto a Diogene cosa potesse fare il re di Macedonia per lui, e il filosofo avrebbe risposto di spostarsi più in là, poiché la sua figura gli nascondeva il sole. Sembra che Alessandro fu positivamente colpito dalla risposta, poiché disse: «Veramente, se non fossi Alessandro vorrei essere Diogene».
A Corinto, Alessandro prese il titolo che fu del padre di Hegemón della Lega Ellenica, e fu messo a capo dell'esercito greco nella imminente spedizione contro l'impero persiano.

### La campagna nei Balcani
Ricevuto l'appoggio dei Greci (con l'eccezione ancora di Sparta), Alessandro decise di rivolgersi a nord, per assicurare i confini del suo regno prima della spedizione in Persia. Nella primavera del 335 a.C. partì alla volta dei Balcani. I primi a essere sconfitti furono i Triballi, una popolazione stanziata in una regione più o meno corrispondente all'odierna Bulgaria settentrionale; dopo una serie di battaglie vittoriose, in cui Alessandro diede prova di grande abilità strategica, i Triballi guidati dal loro re Sirmo furono definitivamente sconfitti sul fiume Ligino ed alla foce del Danubio, (rispettivamente sul fiume Ligino e a Peuce), subendo perdite enormi a fronte della sola cinquantina di morti macedoni. Percorrendo il corso del fiume, Alessandro si ritrovò sulla sponda del Danubio, che seguì per tre giorni fino a che non trovò l'esercito dei Geti, alleati dei Triballi, sulla sponda opposta. Alessandro guadò il fiume di notte, cogliendo di sorpresa l'esercito nemico e costringendolo a battere in ritirata.
Dopo circa 4 mesi di campagna, ad Alessandro giunsero notizie di altre insurrezioni in Illiria, comandate dal re dei Dardani Clito e dal re dei Taulanti Glaucia. Egli decise quindi di marciare verso est, e uno dopo l'altro sconfisse gli eserciti dei rivoltosi, assicurandosi così la pace nel confine settentrionale.

### L'insurrezione delle poleis
Dopo le vittorie nei Balcani, si sparse in Grecia la voce che Alessandro fosse rimasto ucciso in battaglia. Questa notizia provocò una nuova ribellione a Tebe e Atene, probabilmente in parte alimentata dai Persiani.
Con una marcia rapidissima (più di 200 chilometri percorsi in soli quattordici giorni), Alessandro raggiunse Tebe e la circondò. L'esercito macedone travolse ogni fortificazione, e rase quasi al suolo l'intera città, risparmiando solamente i templi e la casa del poeta Pindaro. L'intero territorio della polis fu diviso tra le città beote confinanti. Atene fu risparmiata, a patto che la città consegnasse i capi del movimento anti-macedone: alla fine solo il generale Caridemo fu esiliato, e in seguito si alleò con i persiani di Dario.
Era giunto il momento per Alessandro di partire per la tanto desiderata campagna in Asia. Prima della partenza, però, il macedone si volle fermare all'oracolo di Delfi per ascoltare il vaticinio della Pizia. Per il tempo in cui il re arrivò al tempio, però, l'Oracolo non poteva essere consultato. Alessandro, però, non si perse d'animo: costrinse con la forza la sacerdotessa nel tempio e la obbligò a vaticinare, e solo a questo punto ella avrebbe espresso il suo responso: Alessandro sarebbe stato «invincibile».

### Conquista dell'Impero persiano
Strabone di Amasia, nel V libro della sua opera, "Geografia", descrive un'ambascieria inviata nel 335 a.C. da Alessandro al senato di Roma per minacciare ritorsioni in caso non avesse posto termine alle azioni di pirateria svolte dalla marina della città di Anzio, a loro sottomessa, in ciò accogliendo le richieste di aiuto delle città della Magna Grecia, in primis Taranto, tutte preoccupate del nascente espansionismo aggressivo romano. Per risposta, Roma, che aveva da poco sottomesso la greca Neapolis (odierna Napoli), nella primavera dell'anno seguente, poco prima dell'inizio della campagna contro la Persia, inviò una corona d'oro in segno di ubbidienza.
Nella primavera del 334 a.C. Alessandro, dopo aver lasciato al fidato generale Antipatro la reggenza di Macedonia, passò l'Ellesponto alla guida di un grande esercito.
Le fonti discordano fin dall'inizio sul numero esatto delle truppe di Alessandro: probabilmente si trattò di una fanteria di circa 48000 unità, 6000 cavalieri e una flotta di 120 triremi. Tolomeo, uno dei generali più fidati del condottiero macedone che tenne un diario sulla spedizione, ci dice invece che le armate erano inizialmente composte da 30000 fanti e 5000 cavalieri, Anassimene di Lampsaco descrive 43000 fanti e 5500 cavalieri, mentre Callistene, lo storico ufficiale della campagna, contava una fanteria di 40000 unità e una cavalleria di 4500. Sappiamo per certo, in ogni caso, che i soldati provenivano in gran parte dall'esercito del Regno di Macedonia, ma vi erano anche contingenti greci provenienti da tutte le città che facevano parte della Lega di Corinto.
Giunto indisturbato sulle coste dell'Asia minore, Alessandro si recò subito a rendere omaggio alla tomba dell'eroe Protesilao, secondo il mito il primo guerriero acheo a sbarcare sulle spiagge di Troia in occasione del famoso assedio della città. Ivi giunto, compì un sacrificio e rese palese la sua intenzione di conquistare l'intero Impero di Persia con un gesto di sicuro effetto: gettò la propria lancia e la lasciò conficcarsi nel suolo, nella terra d'Asia.

#### La battaglia del Granico
Il comandante delle truppe del Gran Re di Persia nella regione era un mercenario greco di nome Memnone, nato a Rodi e che aveva sposato una donna persiana. Egli sosteneva che la tecnica migliore per stroncare subito l'avanzata di Alessandro nel continente fosse quella della cosiddetta "terra bruciata": attirare l'esercito macedone verso l'interno, e bruciare e distruggere tutto ciò che c'era nei dintorni, così da rendere per i macedoni impossibile l'approvvigionamento dei rifornimenti. I satrapi persiani, però, non furono d'accordo nell'infliggere al proprio territorio danni così ingenti, e preferirono invece scontrarsi direttamente con le armate di Alessandro il prima possibile. 

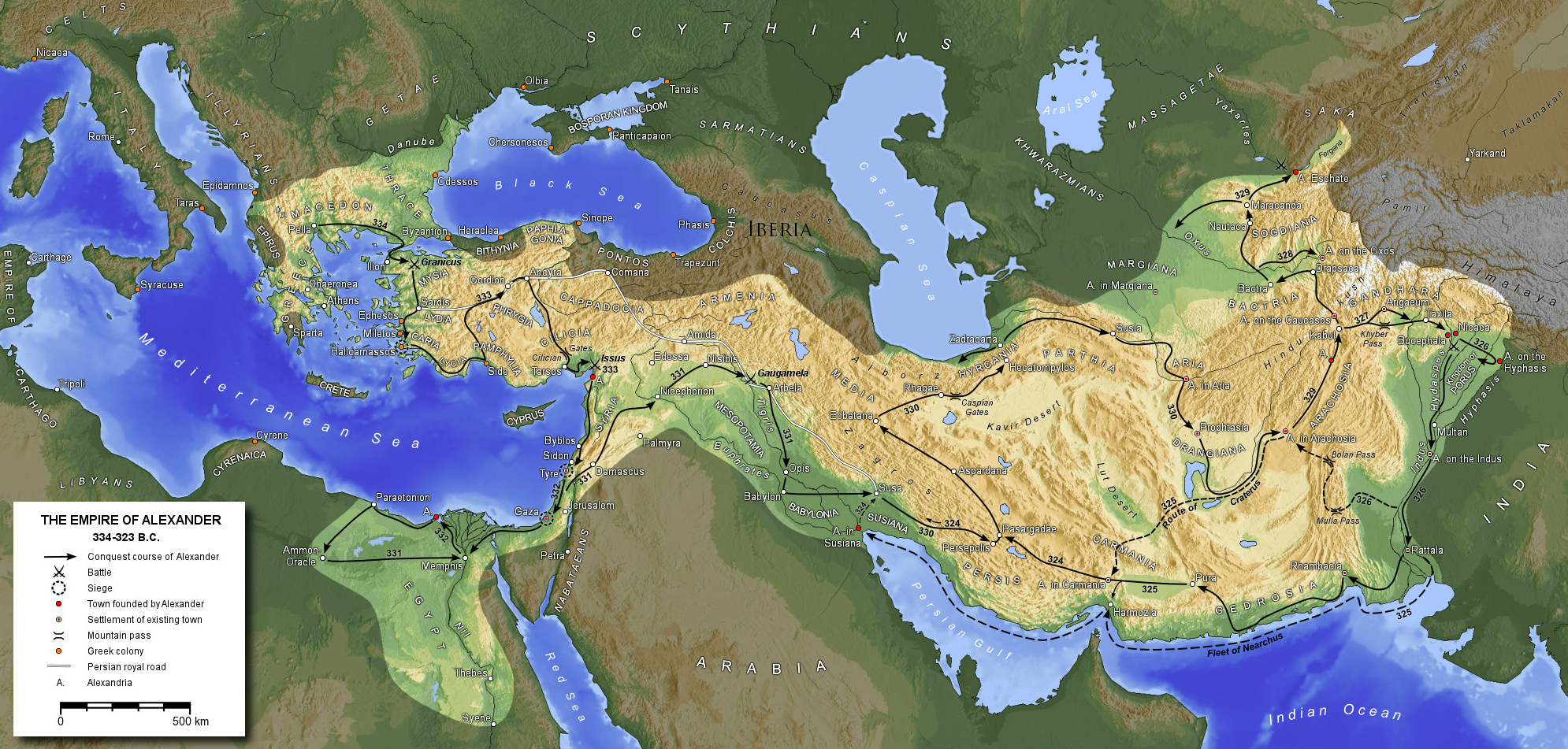
Impero di Alessandro Magno. È riportato il tragitto compiuto dal conquistatore e le principali battaglie.

Lo scontro ebbe luogo presso il fiume Granico, nei pressi del sito dell'antica Troia. La tattica di Alessandro era chiara: aprire dei varchi nella fanteria nemica, lasciando poi spazio alla cavalleria per spezzare l'esercito persiano (che era disposto lungo le ripide rive del fiume) e permettendo così alla falange macedone di caricare con le sarisse e porre fine alla battaglia.
La vittoria fu schiacciante, anche se Alessandro venne ferito, e fu addirittura necessario che Clito il Nero gli salvasse la vita. L'esercito persiano subì perdite tremende, mentre i macedoni contarono appena un centinaio di morti. Alessandro inviò trecento tra le armature nemiche più belle ad Atene per essere esposte sull'acropoli, un ovvio riferimento ai trecento guerrieri spartani di re Leonida che si batterono valorosamente alle Termopili nel 480 a.C.

#### La resistenza di Mileto e l'accordo con la città di Sardi
L'avanzata di Alessandro trovò solo la città di Mileto a opporgli fiera resistenza: pur avendo anche loro inviato in precedenza ai Macedoni una lettera di resa, cambiarono idea non appena vennero a conoscenza dell'arrivo imminente di una flotta amica in loro sostegno. Alessandro occupò quindi il porto, cercando di impedirne l'entrata alle 400 navi nemiche che stavano per giungere, e assaltò le mura, incominciando l'assedio. Dopo tre giorni giunsero i rinforzi ma non venne permesso loro di attraccare: ciò fu possibile grazie allo sforzo di Nicanore e dei suoi soldati che, stanziando nei pressi dell'isola di Lade, controllavano il porto.
Si dice che a questo punto Parmenione suggerì di attaccare la flotta nemica, avendo notato buoni auspici per la vittoria in mare (un'aquila che si era poggiata sulla spiaggia vicino alle loro imbarcazioni); Alessandro, tuttavia, gli rispose che aveva male interpretato i segni e che la vittoria sarebbe venuta per terra, in quanto il volatile si era poggiato sul suolo; l'evento è probabilmente inventato. I Macedoni sconfissero gli avversari e reclutarono trecento uomini nemici nel loro esercito (questo reclutamento indusse alla resa i combattenti nemici più valorosi).
Contro la città di Sardi bastò un accordo con il suo capo, Mitrine, che accolse Alessandro come fosse un amico; il re macedone permise ai cittadini di continuare a regolarsi con le leggi già in uso e concesse inoltre ulteriori privilegi. Raggiunse Efeso, dove i mercenari nemici impauriti erano precedentemente fuggiti, e la occupò instaurando una democrazia al posto della precedente oligarchia, come era avvenuto nelle altre città conquistate. La città entrò a far parte della Lega di Corinto. Questa sua politica portò ad Alessandro molti consensi e provocò la resa spontanea di altre città. Tutte le πόλεις (pòleis) della costa, che avevano mal sopportato le ingerenze persiane, salutarono il macedone come un compatriota liberatore.

#### Il controllo delle zone conquistate
Il governo della Caria fu affidato ad Ada, ultima sorella di Mausolo e di Pissodaro (colui che anni prima aveva progettato un matrimonio fra sua figlia e uno dei figli di Filippo). La donna chiese udienza al conquistatore, lasciando Alinda (luogo dove aveva trovato rifugio) per incontrarlo; nel parlargli lo denominò figlio.
Mentre il grosso dell'esercito svernava in Lidia (terra poi concessa ad Asandro) al comando di Parmenione, Alessandro passò in Licia, in Panfilia, in Pisidia e in Frigia; quest'ultima venne concessa al comandante della cavalleria tessalica (Calate) e in sua sostituzione Alessandro nominò nuovo comandante della cavalleria Alessandro Linceste, scelta poi rivelatasi infausta; Linceste, in seguito, fu da lui fatto arrestare con l'accusa di tradimento.

#### L'assedio ad Alicarnasso

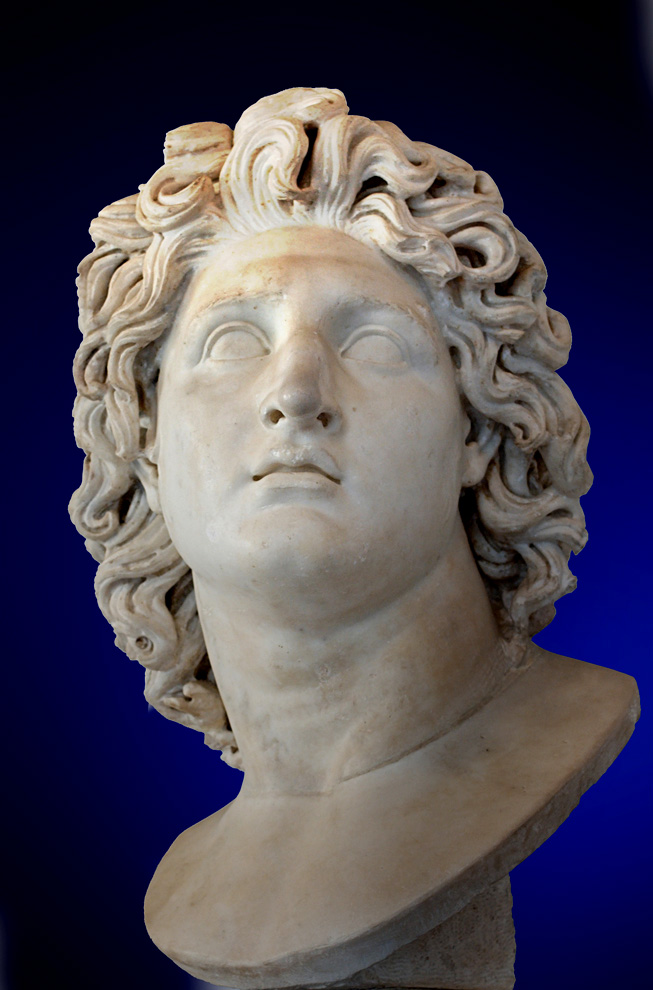
Alessandro Magno ritratto come il dio Elio.

L'intento di Alessandro era quello di conquistare tutte le città costiere impedendo l'attracco alle navi nemiche; nel frattempo si ebbe la notizia della morte di un figlio di Dario, ucciso per ordine dello stesso padre in quanto era in procinto di tradirlo.
Si trovò di fronte ad Alicarnasso, una roccaforte dove si era rifugiato Memnone per aiutare la flotta persiana disposta nelle acque vicine; la città era provvista di un grande fossato e disponeva di scorte sufficienti a resistere a un eventuale lungo assedio. In questa battaglia il macedone utilizzò le macchine che lanciavano pietre per difesa e non per attaccare le mura.
Alessandro attaccò quindi una torre, nella vana speranza che il suo crollo coinvolgesse parte delle mura; ma alla caduta della prima non conseguì la caduta della seconda. Si concentrò allora su un'altra zona, colmando prima il fossato e poi attaccando con le sue macchine, senza grossi esiti. In quell'occasione morì Neottolemo, fratello di Aminta di Arrabeo, insieme a circa 170 soldati, mentre meno di venti (16) furono le vittime fra i macedoni, e 300 i feriti.
I Persiani resistettero ad altri assalti grazie al fuoco che bruciò un'elepoli dei greci.
Furono allora mandati duemila uomini persiani, mille dei quali armati di fiaccole con l'obiettivo di incendiare ogni macchina nemica, mentre gli altri mille dovevano attaccare di sorpresa i Macedoni nel momento in cui sarebbero stati impegnati a spegnere i vari incendi. La loro azione non colse impreparati gli uomini di Alessandro, che fecero strage dei nemici; del secondo contingente si occupò Tolomeo. I soldati persiani rimasti in vita cercarono di tornare nella città, ma, temendo che anche gli invasori entrassero con loro, venne chiuso il cancello e il ponte stesso non resse al peso. Si contarono 1500 morti per i Persiani e 40 dei Macedoni, fra cui il capo degli arcieri Clearco.
Diodoro differisce totalmente da questa versione (narrata fra gli altri da Arriano-Tolomeo); secondo l'autore, soltanto all'inizio stavano avendo la meglio i Macedoni, guidati fra gli altri probabilmente dai battaglioni di Addeo e Timandro, ma di fronte al secondo assalto molti dei greci si spaventarono e la paura aumentò ancora di più all'ingresso dello stesso Memnone, il cui esercito ammutolì per un attimo lo stesso Alessandro. Soltanto grazie ai veterani, al cui comando si pose Atarrias, che spronò i più giovani e inesperti, riuscirono a sconfiggere l'esercito nemico uccidendo Efialte, uno dei comandanti nemici. L'episodio ritrova conferma in un racconto successivo riguardante Clito il Nero e Alessandro, nel quale il primo ricordò al secondo che senza l'intervento di Atarrias i Greci forse sarebbero ancora ad assediare Alicarnasso. Si riportano anche i nomi dei generali nemici, gli stessi Efialte e Trasibulo, che tempo prima vivevano ad Atene e di cui Alessandro chiese la consegna, ma a cui fu dato la possibilità dell'esilio e quindi di allearsi con Dario. In ogni caso la resistenza non superò i due mesi.
La città venne incendiata dai Persiani, mentre il generale nemico Memnone fuggì rifugiandosi temporaneamente sull'isola di Cos. Il re macedone, entrato nella città, ordinò di uccidere chiunque avesse appiccato il fuoco e quando si rese conto dei danni che aveva subito la fece distruggere completamente; visti, però, i resti ritrovati, sembra che questa sia un'esagerazione.
Alessandro lasciò Orontobate, che si era rifugiato nella roccaforte di Salmacide, dando incarico a due dei suoi uomini più fidati (Tolomeo di Filippo e Asandro) di conquistare le restanti città della regione, lasciando a loro parte dell'esercito (3000 fanti e 200 cavalieri). Nel frattempo il re macedone avrebbe proseguito la sua conquista dell'Impero Persiano.

##### I primi tradimenti e il nodo gordiano
A questo punto il re macedone diede il congedo a tutti i militari che si erano sposati poco prima di partire per la spedizione e inviò parte del suo esercito a Perge, mentre lui continuava il suo percorso costiero. Dopo un evento fortuito (il vento cambiò al suo passare rendendo agevole il passaggio in una zona altrimenti impervia) riscosse molti consensi e contributi da parte dei suoi uomini che subito convertì in paghe per i soldati.
Alessandro viaggiò per Termesso, Aspendo e Faselide. Nel frattempo arrivò da Parmenione Sisine, un messaggero persiano inviato da Dario III col proposito di persuadere Alessandro di Lincestide a uccidere il proprio re; se quest'ultimo avesse accettato la proposta avrebbe ricevuto un premio di duemila talenti d'oro (a cui si aggiungeva la corona stessa). Il generale dunque, ritenendo rischioso comunicare la risposta per iscritto, inviò ai persiani un messaggero travestito, evitando così ogni possibile pericolo di intercettazione, per chiedere come avrebbe dovuto agire.
Gli storici non concordano con questo passo per via della presenza di tanti punti oscuri. Anche la sorte di Alessandro di Lincestide viene raccontata in vari modi: Tolomeo dopo la sua cattura non citerà più il suo nome; forse fu ucciso per un tradimento quattro anni dopo le vicende narrate, oppure, come racconta Aristobulo, egli morì addirittura prima della partenza per la conquista dell'Asia, ucciso da una donna a cui chiese del denaro. Dati certi riportano però l'esistenza di un comandante dei Traci con tale nome, sia all'epoca di Tebe sia in Asia.
Altri resoconti identificano Sisine come uomo di fiducia del re macedone, che gli rimase fedele sino a poco prima della battaglia di Isso, quando gli venne commissionato l'omicidio di Alessandro; scoperto, per ordine del re, Sisine venne poi ucciso dagli arcieri.
Dopo aver fatto dono al veterano Antigono Monoftalmo di un ampio territorio, Alessandro giunse nell'antica capitale Gordio, dove si svolse l'episodio del celebre nodo gordiano: pare che esistesse un antico carro, il cui giogo era assicurato da un nodo inestricabile e che un oracolo avesse promesso il dominio dell'Asia a chi fosse riuscito a scioglierlo. Il macedone, dopo alcuni tentativi, risolse il problema estraendo la spada e tagliando il nodo con un colpo netto. Diversamente, Aristobulo afferma che fu facile per il re sciogliere quel nodo, senza l'utilizzo della propria spada, bensì staccando semplicemente la spina che teneva il nodo legato al carro.
A Gordio, nel maggio del 333 a.C., Alessandro aspettò che Parmenione lo raggiungesse insieme con le sue truppe, cui si aggiunsero 4000 soldati (di cui 3000 erano Macedoni). Riuscì a far avere ad Antipatro 500 talenti e 600 ne donò ad Anfotero, per rinforzare la flotta greca, rispettando l'alleanza.
In seguito Memnone, dopo aver conquistato Chio e le città di Lesbo (Mitilene non riuscì mai a conquistarla), tentò di preparare trecento navi con cui partire per invadere Eubea e Attica, ma si ammalò e morì. La sua azione di resistenza fu proseguita da un suo parente, Farnabazo, aiutato da Autofradate. I due ottennero piccole vittorie (fra cui la conquista di Mitilene, Mileto e Tenedo) alternate ad altrettante piccole sconfitte, ma il numero dei loro soldati non impensieriva Alessandro.

#### Battaglia di Isso (333 a.C.)

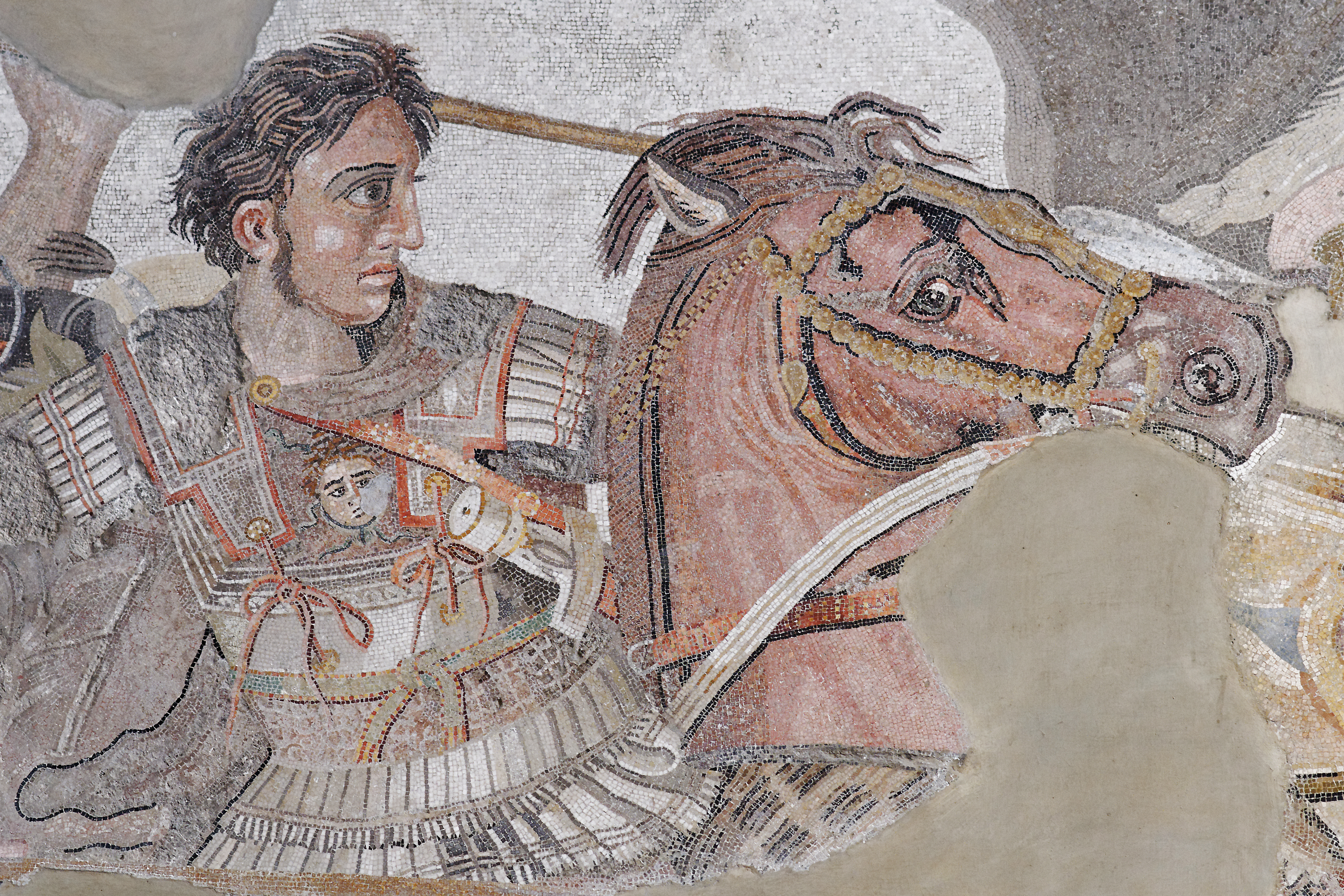
Alessandro Magno in sella a Bucefalo nel mosaico della battaglia di Isso, conservato presso il Museo archeologico nazionale di Napoli.

##### Preludio
Alessandro nel giugno del 333 a.C. entrò nella Cilicia e scese in una radura descritta tempo prima da Senofonte, arrivando dopo molte miglia a Tarso. Nel frattempo Dario III, a Susa, venuto a conoscenza della morte del suo più celebre generale, convocò il consiglio di guerra; Caridemo chiese di essere posto al comando di un esercito di 100000 uomini, ma l'imperatore persiano decise di muoversi personalmente a partire da luglio. Verso la fine di agosto o l'inizio di settembre partì. Le cifre dell'esercito persiano non sono riportate correttamente da nessun cronista storico del tempo: erano 600000 secondo Arriano e Plutarco, 400000 fanti a cui si sommano 100000 cavalieri secondo Giustino e Diodoro, mentre Callistene e Curzio Rufo riferiscono solo di 30000 mercenari greci; altri riportano che il contingente schierato fu di 160000 unità.
In ogni caso Dario aveva radunato un'armata numerosa, tre o quattro volte superiore a quella macedone. I Persiani si schierarono nella pianura a est dei monti Amanos (oggi chiamati Nur), all'uscita del passo denominato "porte siriache", acquartierandosi nella città di Sochi (o Sochoi).
Nel frattempo Alessandro fu colpito da una malattia, forse per aver nuotato nel Cidno. Il medico Filippo di Acarnania si occupò di curarlo, ma alcuni temettero che potesse invece cercare di ucciderlo, visto che da poco si era unito alle schiere di Alessandro. Secondo Arriano e Curzio, Parmenione fece pervenire ad Alessandro una lettera dove si riferiva dell'intenzione del medico di ucciderlo. Alessandro lesse la lettera poco prima di bere il rimedio approntato dal medico e, confidando della sua lealtà, bevve comunque il farmaco e subito dopo gli consegnò la lettera. Il re guarì verso la fine di settembre. Successivamente passò per Anchialo, dove una tradizione diceva che questa città e quella di Tarso furono costruite in un giorno e, dopo la conquista di Soli, corse a Mallo, dove era in atto una guerra civile che fece terminare; qui venne a conoscenza che Dario era posizionato a Sochi e decise quindi di affrontarlo. Alessandro lasciò i feriti e i malati delle sue truppe a Isso, poi riprese la marcia e giunse a Miriandro dove si accampò. Qui decise di attendere Dario attraverso le Porte Assire (oggi chiamato Passo Beilan).

##### La battaglia

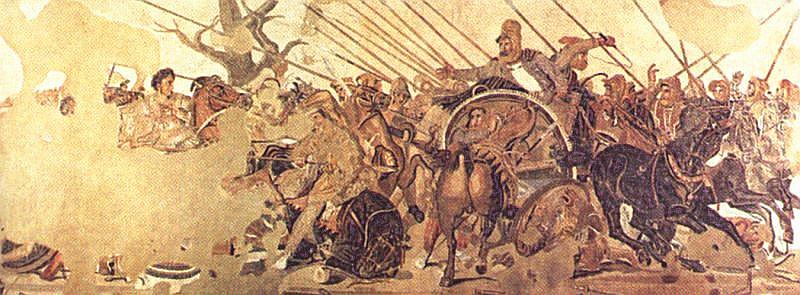
Mosaico della battaglia di Isso proveniente dalla Casa del Fauno (Napoli, Museo Archeologico).

Parmenione fu mandato in avanscoperta e a fatica riuscì a controllare il passo di Kara-kapu, Alessandretta e una parte di Isso; Alessandro lo raggiunse successivamente.
A novembre, infine, il re persiano, temendo che l'inverno lo costringesse a ritirarsi nei quartieri invernali senza aver fermato Alessandro, gli venne incontro. Entrambi non sapevano esattamente dove si trovasse l'altro. Arrivato a Isso, Dario trovò solo gli uomini abbandonati dal re avversario, in quanto non erano più utili all'imminente battaglia perché feriti o malati; il suo nemico si trovava a sole quindici miglia circa più a sud.
Fiducioso della superiorità numerica del suo esercito, Dario si spostò alle spalle del nemico, nella pianura costiera di Isso, l'odierna Dörtyol; la sua idea era quella di spezzare l'esercito macedone, confidando che l'alto numero dei soldati reclutati lo avrebbe portato alla vittoria anche su un terreno meno favorevole, nella ristretta pianura chiusa tra i monti del Tauro, il mare e il fiume Pinar, dove poterono essere schierati non più di 60000 fanti, 30000 cavalieri, altri 20000 uomini e dietro a loro 30000 mercenari greci. Il tutto equivaleva per capacità alla falange macedone. Ancora più dietro vennero schierati altri soldati, mentre Dario occupava il centro come loro usanza, su un carro con 3000 uomini posti a guardia. Alla sinistra si posero 6000 arcieri e 20000 fanti sotto il comando di Aristomede.
Lo scontro ebbe inizio alle cinque e mezzo del primo novembre. Alessandro guidò direttamente la carica con la cavalleria leggera sull'ala destra: superò gli sbarramenti posti dalle truppe persiane mentre la falange, meno veloce nei movimenti, cedeva lentamente al nemico che l'attaccava da ogni parte. Nel suo slancio, Alessandro raggiunse quasi il sovrano persiano e si dice cercò di colpirlo, non riuscendoci, con una lancia. Dario decise di ritirarsi, costretto a lasciare il suo carro e a darsi alla fuga su un cavallo, mentre suo fratello Ossatre rimase a combattere sino alla morte.

##### Dopo la battaglia

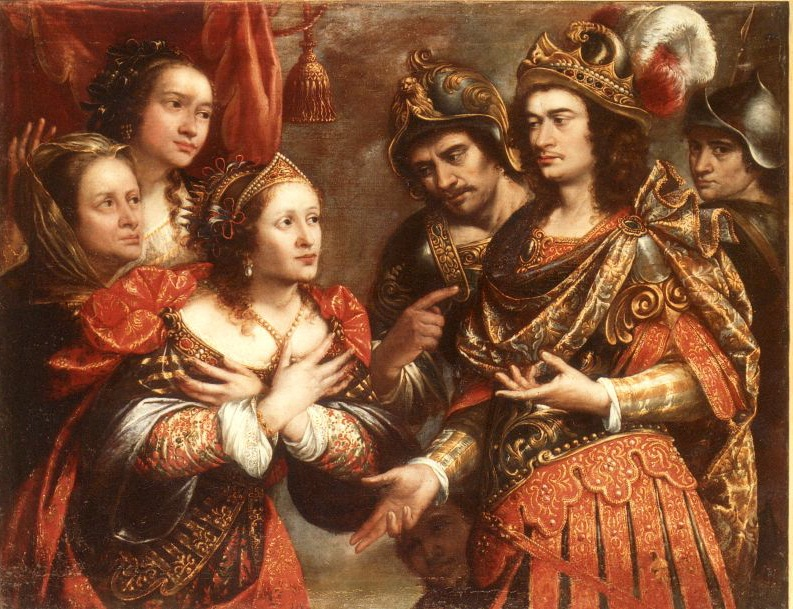
La famiglia di Dario davanti ad Alessandro, Justus Sustermans.

La battaglia si concluse con una completa disfatta dei Persiani, tra i quali si contarono oltre 110000 morti fra cui ufficiali quali Savace (satrapo d'Egitto), Arsame, Reomitre e Atize, i quali avevano già combattuto in passato contro l'avanzata macedone uscendone in salvo. Il Grande Re perse le sue migliori truppe, quasi tutti i più validi ufficiali del suo esercito e soprattutto il proprio prestigio di condottiero, distrutto dalla sua precipitosa fuga davanti al nemico.
Fra i Macedoni si contarono 150 perdite, tra cui 32 fanti, mentre i feriti erano oltre 500. Lo stesso Alessandro venne ferito a una coscia. Vennero catturati, oltre a un immenso bottino, anche alcuni familiari di Dario tra cui sua madre Sisigambi, sua moglie Statira I e le sue figlie Statira II e Dripetide.
Il giorno successivo Alessandro andò con Efestione a far visita alle prigioniere. In quell'occasione Sisigambi non seppe riconoscere chi dei due fosse il re, rendendo omaggio alla persona sbagliata. Un servo le fece notare l'errore e il conquistatore macedone per evitarle l'imbarazzo le disse di non preoccuparsi in quanto entrambi erano Alessandro; il condottiero, adeguandosi a come già aveva fatto con Ada tempo addietro, incominciò a rivolgersi alla regina persiana chiamandola madre.
Visitò i feriti, pur essendo lui stesso uno di loro, e onorò ogni soldato che si fosse distinto durante la battaglia offrendo ricompense adeguate.

##### L'ambasciata di pace
Giunto a Marato, il conquistatore macedone ricevette alcuni ambasciatori inviati dal re persiano; questi chiedevano la pace e il riscatto dei prigionieri. Gli ambasciatori erano accompagnati da una lettera con la quale si ricordava ad Alessandro che, ai tempi del padre Filippo, la Macedonia e la Persia erano state alleate e furono i Macedoni a infrangere per primi tale alleanza.
Alessandro rifiutò le proposte di pace di Dario preferendo la via della conquista all'accontentarsi dei numerosi territori fino a quel momento assoggettati. Invece di proseguire immediatamente verso l'Asia preferì entrare in Egitto al fine di coprire le spalle al suo esercito prima della spedizione successiva.

#### Damasco e Tiro

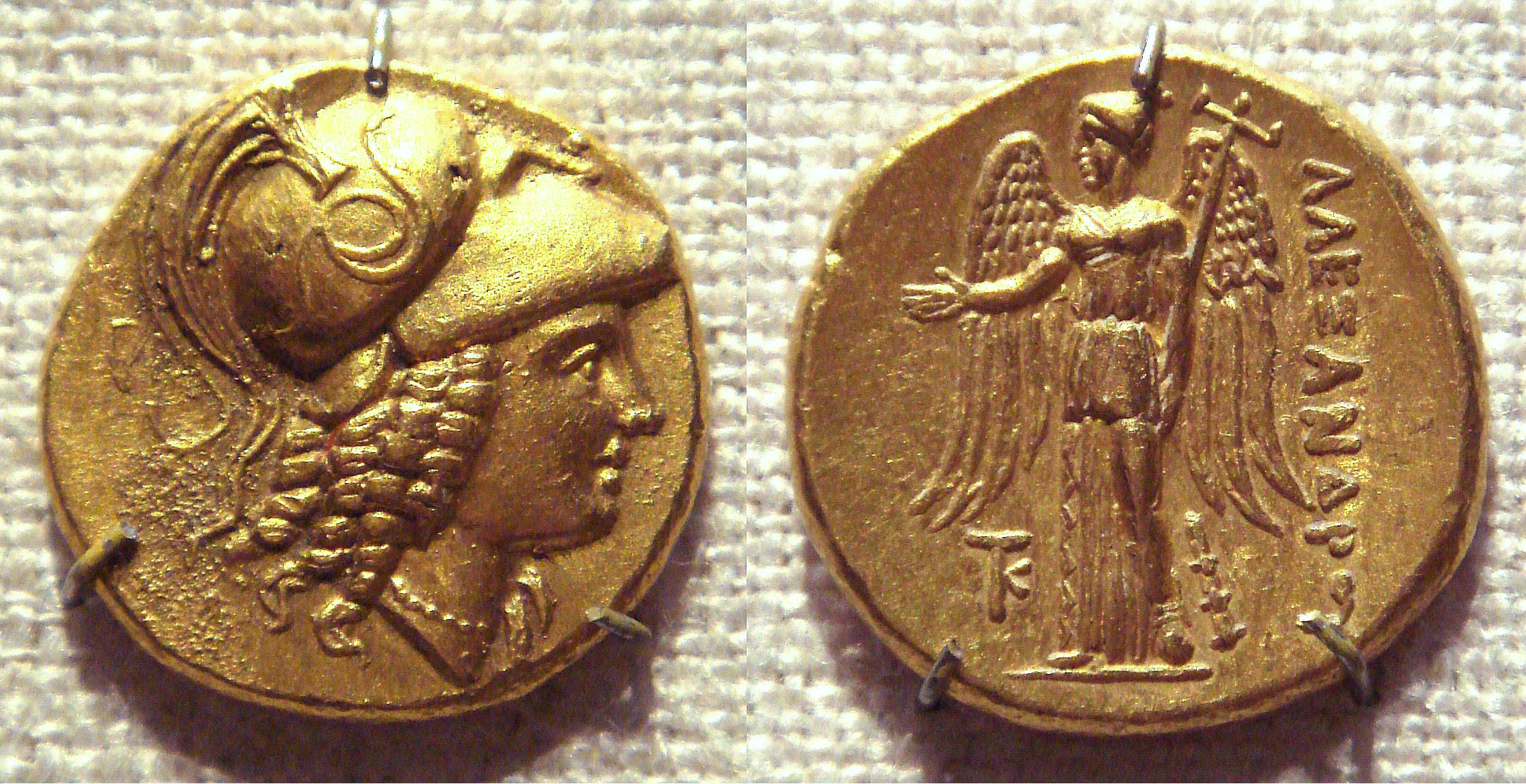
Moneta d'oro di Alessandro.

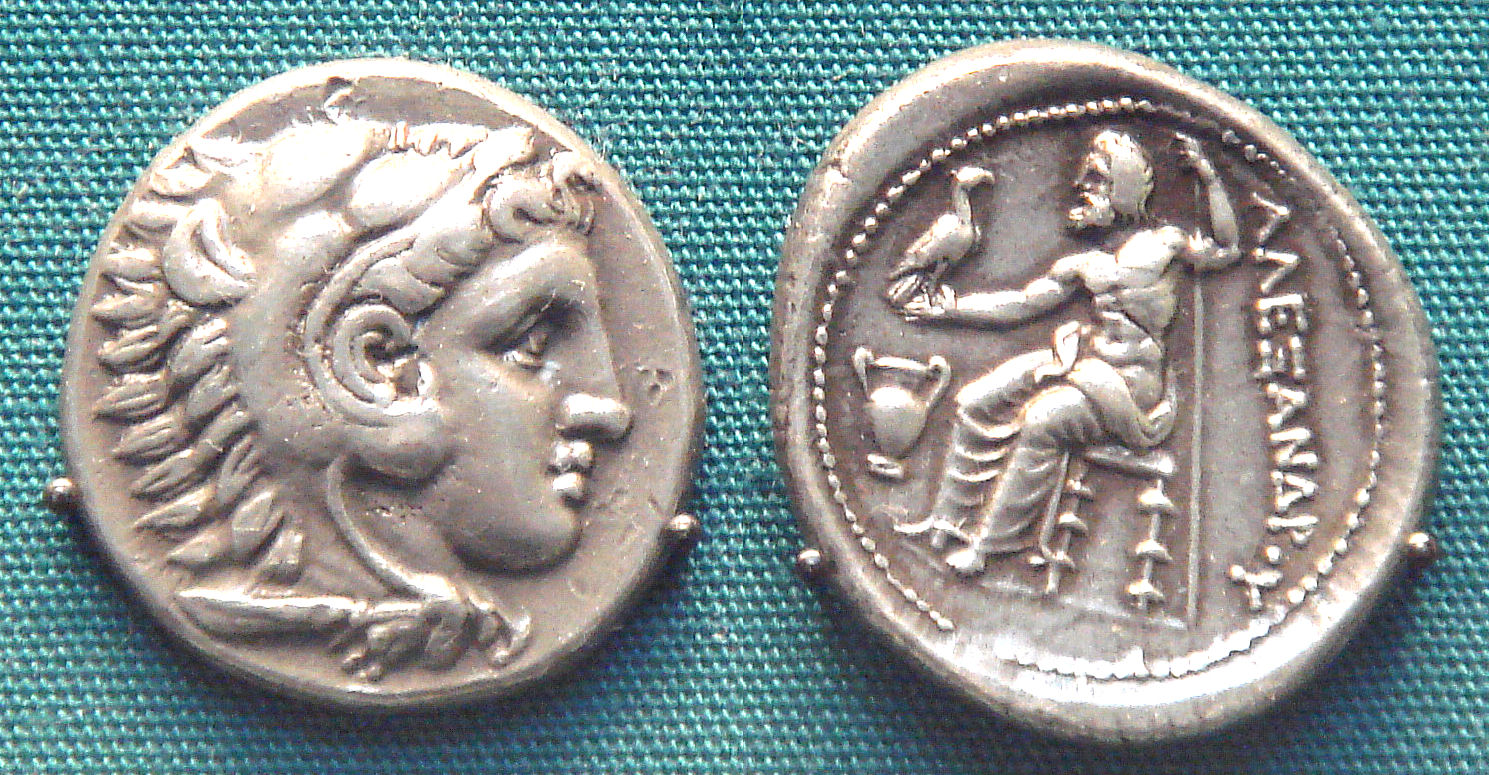
Moneta d'argento di Alessandro.

Parmenione poi fu inviato a Damasco, dove riuscì a racimolare 2600 talenti e 500 libbre d'argento, con i quali riuscì a pagare ogni debito contratto con l'esercito. Parmenione riportò con sé anche 329 musiciste e quaranta «fabbricanti di profumi», oltre a uno scrigno in cui Alessandro nascose la sua copia dell'Iliade e Barsine, figlia di Artabazo (che discendeva da una figlia di un re) e vedova del generale Memnone, che divenne una delle compagne dello stesso re macedone, da cui ebbe un figlio, Eracle.
Dopo la vittoria lo stesso Alessandro scrisse una lettera a Dario con la quale gli comunicò che avrebbe dovuto chiamarlo «signore di tutta l'Asia» e che avrebbe potuto ottenere il riscatto della moglie e dei figli se fosse venuto di persona a chiederlo. Nel caso in cui il sovrano persiano non l'avesse riconosciuto superiore a lui ci sarebbe stato un nuovo combattimento.
Alessandro si dedicò quindi alle città costiere per eliminare le ultime basi della flotta persiana. Si sottomisero senza opporre resistenza Arado, Biblo e Sidone con le loro flotte navali, mentre Tiro, che per allearsi o meno attendeva di capire chi stesse vincendo fra i due schieramenti, non fu benevola come le precedenti. Il re cercò in un primo momento di convincerli a farli entrare in città con il pretesto di voler rendere omaggio a una loro divinità, Melqart; loro tuttavia non acconsentirono e gli venne suggerito di recarsi nella parte vecchia della città dove vi era un tempio dedicato. In questo modo avrebbero quindi evitato la parte nuova, quella che invece interessava al macedone. Il conquistatore inviò loro dei messaggeri che furono tutti uccisi, violando il codice non scritto. Era il mese di febbraio dell'anno 332 a.C.
La città oppose un'accanita resistenza, forte anche del fatto che Cartagine aveva promesso di inviare presto soccorsi. La parte nuova era ubicata su un'isola vicino alla costa (si parlava di una distanza di 700 metri); Alessandro pensò dunque di utilizzare dei detriti dell'antica città continentale, distrutta due secoli prima da Nabucodonosor II (dopo un assedio di tredici anni), per unire l'isola alla costa rendendola dunque una penisola, usando anche alberi, legname a cui venivano alternati strati di macigni e detriti. Intanto racimolò, durante un viaggio che lo portò anche a Sidone, una piccola flotta composta da 224 navi, fra cui alcune quinqueremi del re Pnitagora, sovrano dei ciprioti a cui il conquistatore donò una miniera di rame. Oltre a loro riuscì ad aggiungere alle sue file anche 4000 mercenari comandati da Cleandro.
L'assedio durò sette mesi (dal febbraio del 332 a.C. sino a luglio-agosto). Fra le varie idee utilizzate vi fu quella di due navi unite a prua che trasportavano degli arieti. La resistenza dei Tiri fu eroica: riparavano ogni breccia creata, gettavano pietre contro le navi che trasportavano gli arieti (anche se tali massi furono raccolti e catapultati lontano dagli assalitori), tagliavano le corde che reggevano le ancore anche con l'uso di palombari (in seguito furono sostituite da catene). Inoltre, dato il gran numero di tecnici e ingegneri presenti nella città, costruirono facilmente tante nuove macchine da guerra per opporsi con più efficacia all'assedio; a loro si contrapponeva, nella costruzione di macchine all'avanguardia, un solo inventore tessalo, Diade.
Giunse un'altra lettera da Dario, una proposta di pace, probabilmente durante l'assedio a Tiro. Questa volta alla proposta erano allegati molti doni fra cui 10000 talenti, la mano di sua figlia e il possesso di un vasto territorio sino all'Eufrate. Vi fu qui una celebre conversazione fra Parmenione e Alessandro: «Se io fossi Alessandro, accetterei la tregua e concluderei la guerra senza più correre altri rischi». «Lo farei se fossi Parmenione; ma io sono Alessandro e come il cielo non contiene due soli, l'Asia non conterrà due re».
Fu probabilmente la notizia della morte della moglie, avvenuta durante il travaglio di un nuovo nascituro, a far cambiare idea al re. Infatti, saputo del secondo rifiuto, Dario si dedicherà a radunare un esercito ancora più vasto del precedente. Nel frattempo la flotta navale macedone sconfisse molti dei suoi nemici, fra cui Carete, fuggito tempo addietro dalla Grecia stessa.
Gli abitanti di Tiro vennero informati che i rinforzi da Cartagine non sarebbero giunti e di conseguenza escogitarono altre difese ancora più cruente, fra cui quella di gettare dalle mura sabbia e fango bollente che una volta entrate nelle armature degli assedianti avrebbero causato ustioni. Si dice che Alessandro abbia avuto dei dubbi sulla prosecuzione dell'assedio; alla fine scelse di continuare ciò che aveva incominciato, dato che una rinuncia sarebbe stata una testimonianza troppo grande della sua non invincibilità.
Plutarco racconta che, giunti all'ultimo giorno del mese di agosto, l'indovino Aristandro predisse, dopo aver interpretato i segni che il cielo stava dando, la conquista della città entro la fine del mese; Alessandro quindi decise che quel giorno non era più il trenta ma il ventotto del mese. Alla fine di agosto le navi di Alessandro subirono un pesante attacco e quelle di Pnitagora, Androclo e Pasicrate, dopo essere state speronate, affondarono l'una dopo l'altra. Non appena il macedone si accorse di quanto stava accadendo ordinò alle navi più vicine di avvicinarsi al molo nemico impedendo così l'uscita di altri convogli e permettendo di concentrare l'azione su quelli rimasti. I Macedoni utilizzarono a quel punto varie tattiche: l'attacco a entrambi i porti, un diversivo con una piccola unità navale e l'attacco decisivo alle mura. L'offensiva fu inizialmente guidata da Admeto, ammiraglio della nave del re, poi ucciso in quella battaglia. Successivamente l'attaccò fu guidato da Alessandro in persona. Per paura della sconfitta imminente ci fu chi preferì uccidersi. La città infine cadde e le perdite macedoni furono in quell'attacco circa una ventina, che si sommano alle circa quattrocento nel corso di tutto l'assedio.
In quest'occasione si vide la furia del re: fece uccidere 8000 cittadini (di cui 2000 vennero crocifissi) e molti di più furono ridotti in schiavitù o venduti; si mostrò tuttavia benevolo con chi aveva trovato riparo nei templi, fra cui il re di Tiro, Azemilco. Alessandro fu dunque di parola e sacrificò, come aveva chiesto di fare in precedenza al dio locale, la catapulta che aveva fatto per prima breccia nella città.
La data della caduta della città è controversa: Arriano cita il mese di luglio, all'epoca in cui si distingueva come magistrato d'Atene Aniceto, che aveva cambiato nome in Nicerato per festeggiare la vittoria di Alessandro.

#### La conquista di Gaza

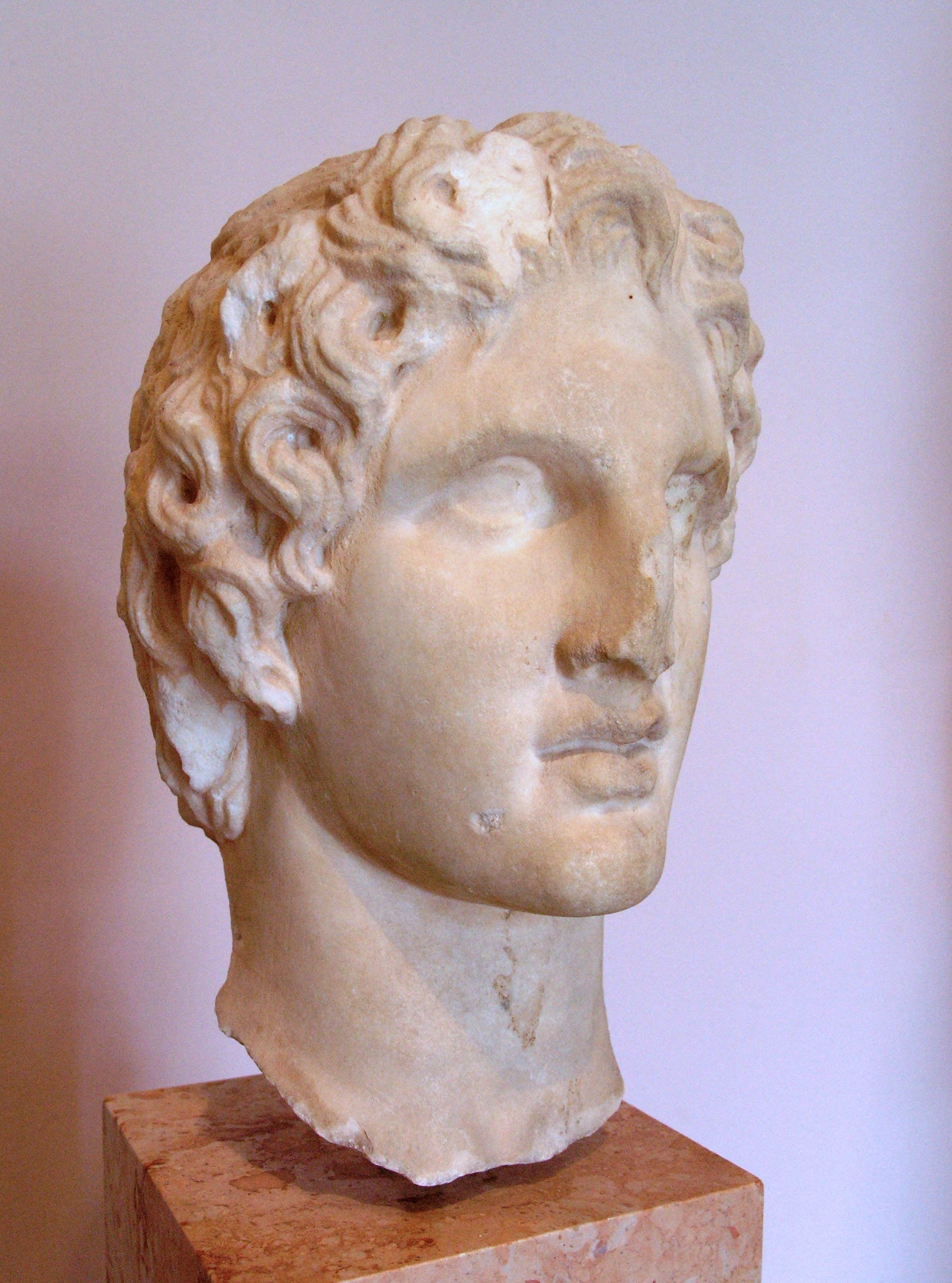
Busto di Alessandro Magno attribuito a Leocare, 330 a.C. circa, Museo dell'Acropoli di Atene

Dopo Dor e Ashdod arrivò il turno di Gaza, comandata da Batis (o Bati), che si oppose alla conquista. Alessandro fece trasportare le macchine da guerra utilizzate in precedenza e alle proteste dei suoi uomini replicò, dopo aver osservato le possenti mura della fortezza scoscesa, che più un'impresa appariva impossibile a maggior ragione doveva essere compiuta per stupire alleati e nemici. Incominciò dunque la costruzione di gallerie, impresa facile vista la conformità del terreno.
Nel contempo decise di fare costruire torri più alte delle mura nemiche in modo da poterle colpire dall'alto grazie all'utilizzo di catapulte (le elepoli non riuscivano ad avvicinarsi abbastanza). Per utilizzarle occorreva prima costruire un terrapieno; nonostante i Macedoni avessero a disposizione solo fango e sabbia vi riuscirono in pochi mesi, secondo Diodoro in due. Batis diede l'ordine ai suoi uomini di incendiare le macchine nemiche, ma i soldati che uscirono dalla fortezza furono attaccati. Durante questa azione Alessandro fu raggiunto da un colpo di catapulta. Si riparò con lo scudo ma l'impatto fu così forte da romperlo, trafiggendo l'armatura e ferendolo a una spalla. Questo episodio era stato predetto dall'indovino che aveva visto la vittoria del macedone.
Il re non aspettò che la ferita guarisse, ma ritornò alla battaglia; durante l'assedio la ferita riprese a sanguinare e a gonfiarsi, ma il condottiero abbandonò il campo solo quando stava per svenire. Il terrapieno che venne costruito raggiunse un'altezza di 75 metri, una piccola montagna eretta durante l'estate; da quell'altezza, anche se si cercò di alzare le mura della città, i nemici furono facili bersagli delle macchine nemiche. Inoltre, grazie alle gallerie scavate, le mura vennero fatte cadere. Quasi tutti gli uomini della città morirono mentre i restanti diventarono schiavi. Si racconta che il destino di Batis, che durante i combattimenti venne ferito più volte, ricordasse per similitudine quello di Ettore; infatti, analogamente al condottiero troiano, venne legato al carro di Alessandro e trascinato; molte aggiunte apportate ai resoconti dopo la morte di Batis rendono l'accaduto più tragico. La città venne poi ripopolata.
Gerusalemme aprì le porte e si arrese. Secondo Flavio Giuseppe, ad Alessandro sarebbe stato mostrato il libro biblico di Daniele, si pensa l'ottavo capitolo, dov'è indicato che un potente re macedone avrebbe assoggettato l'Impero Persiano; tuttavia tale informazione non è da considerarsi storicamente esatta, in quanto il Libro di Daniele fu composto probabilmente solo nel II sec. a.C.

#### Egitto
Nel novembre del 332 a.C. Alessandro incominciò il viaggio verso l'Egitto; superato dopo tre giorni il deserto e il lago Serbonide, giunse in quelle terre venendo accolto come un liberatore e facendosi consacrare faraone: qui, infatti, il giogo persiano era maggiormente avvertito e poco accettato, poiché solo dodici anni prima il popolo era libero dal potere dei Persiani.
La conquista dell'Egitto non era stata concordata con la lega di Corinto quindi il re macedone non poté unirla con il resto delle sue conquiste. Inoltre si astenne dal nominare un satrapo al quale preferì la collocazione strategica di alcune sue guarnigioni in posti chiave come Menfi e Pelusio. Per la gestione amministrativa del territorio furono scelti due nomarchi, Doloaspi e Petisi, mentre l'amministrazione delle finanze fu affidata a un greco residente in Egitto, Cleomene di Naucrati. Assegnò ai suoi uomini cariche militari ma non civili. Durante la sua marcia apprese delle varie vittorie riportate dagli alleati: Lesbo, Tenedo e Cos erano ora in mano sua.
Dimostrò grande rispetto per gli dei egiziani e una profonda devozione per Ramses II, suo mito e icona, in onore del quale costruì una stele; a Menfi fece un sacrificio al bue Api, ingraziandosi così i sacerdoti egiziani: tempo addietro, durante la riconquista persiana del territorio egiziano, Artaserse III aveva ucciso un toro sacro e ne aveva divorato la carne, mentre il re macedone con questo gesto conquistò la fiducia del popolo.

##### La costruzione di Alessandria
Alla fine del 332 a.C., sulle rive del Nilo, Alessandro decise di edificare una grande città che testimoniasse la sua grandezza; si racconta però che dopo un sogno, nel quale gli furono recitati alcuni versi dell'Odissea sull'isola di Faro, decise di costruirla nella regione del Delta del Nilo su una stretta lingua di terra tra la palude Mareotide e il mare. Egli stesso disegnò la disposizione di piazze e mura da costruire (le linee del disegno furono tracciate sul suolo utilizzando della farina).
La città venne chiamata Alessandria d'Egitto. Il progetto topografico fu realizzato dal celebre architetto dell'epoca Dinocrate di Rodi con la collaborazione di Cleomene da Naucrati. Le indicazioni fornite dal re macedone vennero rispettate. Fu la prima delle molte città a cui diede il suo nome.

##### L'oracolo di Amon
In seguito Alessandro (o forse prima, secondo alcuni studiosi) decise di andare a far visita al celebre santuario oracolare di Amon (l'equivalente di Zeus nella mitologia egizia). Per raggiungerlo dovette percorrere 200 miglia fino a quella che in seguito verrà chiamata Marsa Matruh, recandosi dunque all'oasi di Siwa nel deserto libico. Del viaggio si raccontarono gli episodi più incredibili, come i corvi che gracchiavano avvertendo i viaggiatori che avevano intrapreso la strada sbagliata o quello, riferito da Tolomeo, dei serpenti parlanti che gli avrebbero fatto da guida.
Questo viaggio fu forse intrapreso perché Alessandro sapeva che lo avevano compiuto in precedenza Perseo ed Eracle. I resoconti vennero scritti venti mesi dopo l'accaduto, quindi il dialogo intercorso potrebbe essere stato inventato conoscendo i successivi avvenimenti favorevoli al Dio Alessandro.
Le domande che pose furono più di una: inizialmente, chiese se avesse vendicato la morte del padre, ma gli venne risposto che non si trattava di suo padre in quanto lui era una divinità; allora riformulò la domanda chiedendo se degli uccisori di Filippo vi era rimasto qualcuno ancora in vita e se sarebbe diventato signore degli uomini. La risposta fu positiva per entrambe le richieste. Si narra che in quell'occasione l'oracolo compì un piccolo errore di pronuncia dicendo «paidios» (figlio di Zeus) invece di «paidion» (figlio), offrendogli in tal modo un punto di partenza per l'istituzione di un culto divino incentrato sulla sua persona. Davanti ai suoi alleati non volle però vantare questa discendenza.
Arriano differisce da questa narrazione rivelando che il re macedone non pose le domande sopra citate, ma supponeva che avesse chiesto, per via di indizi lasciati quattro anni dopo l'incontro, quali divinità avesse dovuto ingraziarsi per trionfare sui suoi nemici.
Dopo un anno di sosta nel regno egiziano ritornò in Asia. Nel frattempo giunsero rinforzi inviati da Antipatro (circa 900 uomini).
Alessandro adottò anche la tradizionale titolatura dei sovrani egizi.
| G5 |

| G5 |

|       |
| \| \| |
|       |
|       |

|  |

|       |
| \| \| |
|       |
|       |

|  |

| G16 |

| G16 |

|  |

| G8 |

| G8 |

|  |

| M23 · X1 | L2 · X1 |

| M23 · X1 | L2 · X1 |

| N5 | A28 | ib | i | mn · n | U21 · n |

| N5 | A28 | ib | i | mn · n | U21 · n |

| N5 | A28 | ib | i | mn · n | U21 · n |

| N5 | A28 | ib | i | mn · n | U21 · n |

| N5 | A28 | ib | i | mn · n | U21 · n |

| N5 | A28 | ib | i | mn · n | U21 · n |

| N5 | A28 | ib | i | mn · n | U21 · n |

| N5 | A28 | ib | i | mn · n | U21 · n |

| G39 | N5 |

| G39 | N5 |

| i | E23 · V31 · O34 | i | D46 · r · O34 |

| i | E23 · V31 · O34 | i | D46 · r · O34 |

| i | E23 · V31 · O34 | i | D46 · r · O34 |

| i | E23 · V31 · O34 | i | D46 · r · O34 |

| i | E23 · V31 · O34 | i | D46 · r · O34 |

| i | E23 · V31 · O34 | i | D46 · r · O34 |

| i | E23 · V31 · O34 | i | D46 · r · O34 |

| i | E23 · V31 · O34 | i | D46 · r · O34 |

#### Battaglia di Gaugamela (331 a.C.) e la fine di Dario

##### Preludio

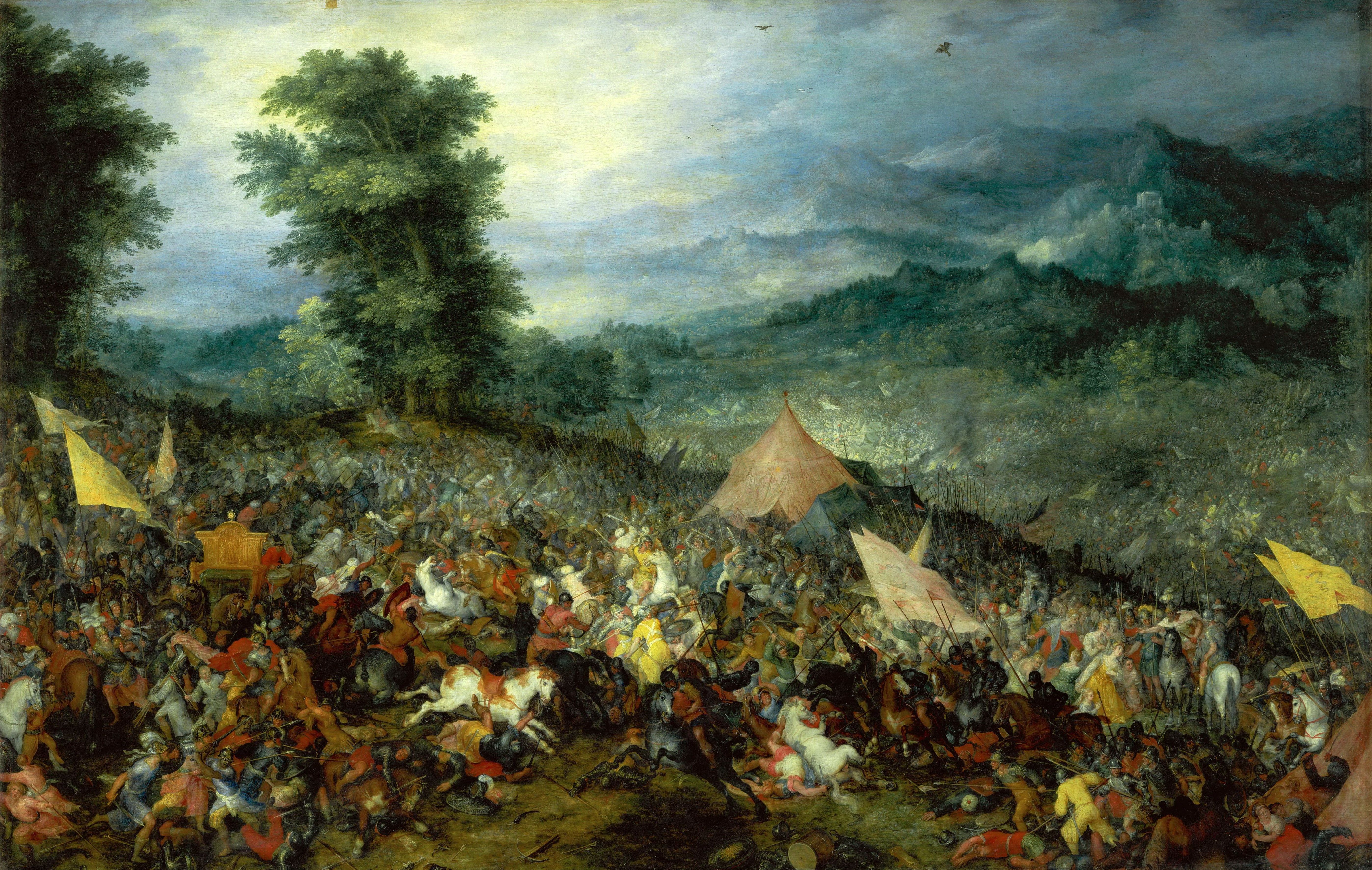
La battaglia di Gaugamela in un dipinto di Jan Brueghel il Vecchio.

Nella primavera del 331 a.C. Alessandro riprese la marcia verso oriente dove Dario aveva radunato un esercito nelle pianure dell'Assiria. Qui il sovrano persiano avrebbe potuto sfruttare al meglio la propria superiorità numerica.
L'armata macedone doveva attraversare l'Eufrate e quindi passare per Tapsaco. Al satrapo Mazeo venne affidato il compito di impedire all'esercito di Alessandro di prendere la via per Babilonia e di bloccare i rifornimenti di cibo ai Macedoni. I due eserciti si diedero battaglia fino a che Mazeo si ritirò. Nonostante il ritiro dei soldati persiani l'esercito macedone andò comunque verso nord cercando un clima più favorevole. Alessandro infine decise di attaccare l'esercito avversario temendo che potesse rifugiarsi in terre a lui maggiormente ostili.
Il 20 settembre ci fu un'eclissi lunare e il re macedone ne approfittò per opportuni sacrifici. Il Tigri fu guadato dall'esercito di Alessandro senza subire alcun attacco dal nemico. Durante la prosecuzione della marcia più volte si ebbero falsi avvistamenti dell'esercito persiano, come quello del 25 settembre; nello stesso giorno, grazie alla confessione di alcuni prigionieri, i soldati macedoni vennero a sapere che Dario e i suoi uomini erano vicini.
Alessandro si fermò a organizzare i suoi uomini per quattro giorni, fino alla sera del 29 settembre. Il re, nonostante i suoi consiglieri gli avessero suggerito di effettuare le prime mosse di notte, attese l'alba per intraprendere l'attacco, affermando che «non ruba le vittorie», e uccidendo una persona la sera stessa con un rituale misterioso. Successivamente cadde in un sonno talmente profondo che Parmenione si preoccupò a tal punto da chiedere al proprio re come mai dormisse come se avesse già vinto lo scontro imminente. Alessandro rispose che la battaglia era già praticamente vinta in quanto ci si doveva scontrare con un esercito che cercava di evitare ogni contatto.
Il contatto con l'esercito di Dario avvenne all'alba del 1º ottobre, Lo scontro avvenne presso il villaggio di Gaugamela (poi Tell Gomel), nei pressi delle rovine di Ninive e non ad Arbela come qualcuno sosteneva.

##### Forze in campo
La battaglia fu di vitale importanza per Alessandro. Si racconta che egli avesse solo 30000 fanti e 3000 cavalieri contro un milione di Persiani. Il numero di Persiani, imprecisato in realtà, è secondo alcuni storici di numero molto inferiore a quanto si racconta e variava a seconda della fonte riportata:
- Giustino: 600000 soldati[152]
- Diodoro Siculo: 800000 cavalieri e 200000 fanti[153]
- Quinto Curzio Rufo: 600000 fanti e 45000 cavalieri
- Arriano: 1000000 di fanti, 40000 cavalieri, 200 carri e 15 elefanti armati[154]

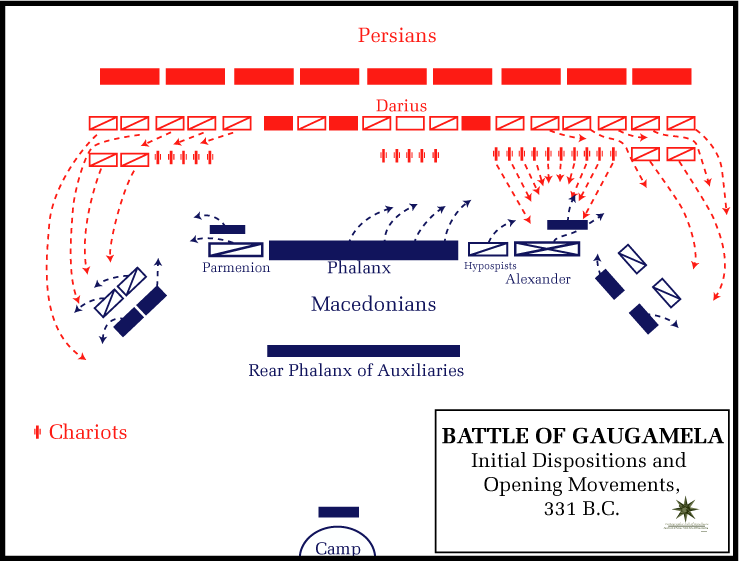
Battaglia di Gaugamela: disposizione iniziale e primi movimenti.

L'armamentario persiano venne sostituito completamente nel tentativo di adeguarlo a quello macedone. Il punto debole dell'esercito di Dario rimaneva comunque la fanteria che non poteva rivaleggiare in abilità con la controparte. Questa unità militare venne abbandonata dai mercenari greci mentre i cardiaci non si dimostrarono all'altezza. Dario schierò al centro gli elefanti come ultima risorsa di difesa della propria persona. Le forze in campo stavolta erano schierate al meglio grazie anche alla conformità del terreno che il re volle perfetta, arrivando persino a spianare ogni rialzo del terreno Alle sue forze si erano uniti Besso dalla Battriana con 8000 uomini, Mauace che guidava gli arcieri a cavallo, Barsaente al comando di circa 2000 uomini, Frataferne con i Parti, Satibarzane, Atropate con i Medi, Orontobate, Ariobarzane e Orxine con la gente proveniente dalle sponde del Mar Rosso, Oxatre con gli Uxii e i Susiani (forse 2000 uomini), Bupare con i Babilonesi, Ariace con i Cappadoci e infine Mazeo con parte dei Siriani, posizionato alla destra dello schieramento.
A tale esercito Alessandro aveva frapposto gli eteri (circa 10000) con le sarisse al centro, i portatori di scudo (circa 3000) che coprivano la loro destra, i cavalieri (fra cui il re) ancora più a destra, poi arcieri (circa 2000), frombolieri e lanciatori di giavellotto. Il lato sinistro affidato a Parmenione era quasi unito agli eteri. A entrambi i lati, per prevenire un possibile accerchiamento, vi erano due piccole unità nascoste e poste in obliquo rispetto al resto delle forze, pronte ad attaccare; se non fosse bastato avrebbero potuto ritirarsi per lasciare spazio alle riserve. Alessandro cercò solo di utilizzare al meglio le sue risorse, eliminando il superfluo nell'armamento. I suoi uomini più fidati, Clito il Nero, Glaucia, Aristone, Eraclide, Demetrio, Meleagro ed Egeloco, erano tutti ai comandi di Filota, figlio di Parmenione, mentre l'altro suo figlio, Nicanore, si trovava al centro insieme con Ceno, Perdicca, l'altro Meleagro, Poliperconte e Simmia. Nella parte più interna vi erano Cratero, Erigio, Filippo il figlio di Menelao, arrivando infine a Parmenione. Oltre a loro Andromaco guidava la cavalleria dei mercenari.
Per evitare di essere accerchiato da un esercito tanto più numeroso del suo e disteso su un fronte lunghissimo, Alessandro aveva schierato una seconda linea dietro il fronte di battaglia. La vittoria fu decisa dall'attacco della cavalleria all'ala destra, da lui stesso guidata, mentre il generale Parmenione teneva fronte alla cavalleria nemica sul lato opposto.
Alessandro si preparò in grande stile per la battaglia: portava una veste tessuta in Sicilia, il pettorale che faceva parte del bottino di Isso, l'elmo di ferro creato da Teofilo, la spada donatagli da uno dei re di Cipro, e un manto elaborato da Elicone, regalo della città di Rodi.

##### La battaglia

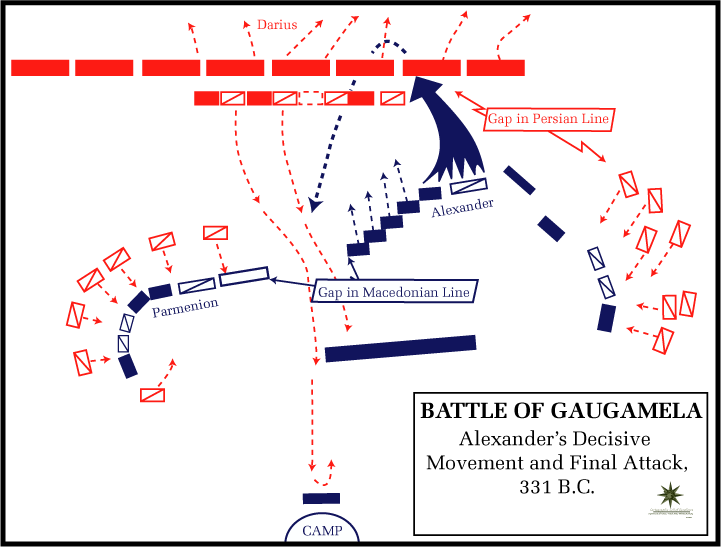
Battaglia di Gaugamela: movimenti decisivi di Alessandro e attacco finale.

Dello scontro nessuno storico poté dare un resoconto certo per via dell'enorme confusione creatasi, tanto è vero che si concorda sulla conclusione in una nuvola di polvere: durante lo scontro la visibilità era ridotta di molto in quanto si poteva vedere a una distanza di 4-5 metri ma non di più.
L'attacco persiano degli Sciti e dei Battriani, volto ad aggirare il nemico, venne effettuato ma trovò il secondo sbarramento macedone come aveva previsto Alessandro nella sua tattica. I carri falcati vennero sommersi dai giavellotti, da frecce e altre armi da lancio e molti di essi rallentarono a tal punto da permettere ai macedoni di prenderne possesso balzandoci sopra uccidendo i guidatori. Altri furono bloccati prima che riuscissero a partire. C'è chi racconta della perdita di arti e di alcune teste che rotolavano per terra, e chi si sofferma sui cavalli che rovesciavano spaventati i carri.
Le truppe di Mazeo si scontrarono con quelle di Parmenione arrivando in prossimità del campo dove erano segregati i prigionieri; fra questi spiccava la regina di Persia, madre di Dario, che non venne liberata in quanto i soldati si diedero alla fuga alla notizia della ritirata del loro re.
Ci fu un attacco diretto da parte di Alessandro nei confronti del re nemico: il macedone colpì il cocchiere di Dario con una lancia uccidendolo. Il sovrano persiano, perso il carro, fuggì su una giovane cavalla. Il conquistatore inseguì il nemico ma fu richiamato da alcuni messaggeri inviati da Parmenione che chiedeva aiuto per affrontare un gruppo nemico. Il re macedone, anche se terribilmente seccato da questa richiesta, fece finta di nulla e acconsentì permettendo all'avversario di salvarsi nuovamente. L'episodio del messaggero è molto discusso fra gli storici in quanto non è certa la sua collocazione temporale e non è chiaro nemmeno come abbia fatto a individuare e raggiungere il proprio re in quella nuvola di polvere; forse era un modo per evidenziare l'incapacità di Parmenione. Altri discutono sull'atteggiamento di Dario: questa sarebbe la sua seconda fuga davanti al nemico e pare un'esagerazione se si pensa al coraggio che ha mostrato all'inizio del suo regno.
Senza il comando reale le truppe rimanenti furono facile preda dei Macedoni. Inizialmente i Persiani pensavano che fosse il re a essere stato trafitto dalla lancia. Successivamente, prima che si potessero riorganizzare, furono attaccati dalle truppe guidate da Arete. Se da un lato dello schieramento si inseguivano e uccidevano i nemici, dall'altro ancora si combatteva e Mazeo stava prevalendo sui Macedoni, a tal punto che solamente la tattica prefissata di Alessandro li salvò da morte certa. Ci fu un pesante scontro di cavalleria dove i Persiani cercarono un varco per fuggire dal campo, combattendo ormai solo per salvarsi. Lo scontro si spostò sul fiume Lico dove molti persiani furono inghiottiti per via dell'armamentario troppo pesante che possedevano e quando si fece buio la lotta terminò. Mazeo si ritirò a Babilonia dove successivamente si arrese agli invasori.
I morti furono molti: se ne contavano circa 1200 fra le file dei Macedoni. Molti di più i feriti fra cui Parmenione, Perdicca e in seguito anche Efestione. Per Arriano si contarono circa 300000 morti fra i Persiani e solo un centinaio circa fra gli alleati di Alessandro, mentre Diodoro ne cita 90000 fra i Persiani e 500 fra la coalizione macedone.

#### Dopo Gaugamela
Alessandro riprese l'inseguimento del re nemico appena le acque si furono calmate. Da poco superata la mezzanotte, partì alla volta di Arbela dove, giunto sul far del giorno, non trovò Dario (fuggito nei territori montuosi della Media) ma solo parte del suo tesoro. Non poté proseguire oltre poiché i cavalli erano esausti, tanto da doverne uccidere un migliaio. Durante il tragitto di ritorno verso il campo, il conquistatore fu attaccato da alcuni cavalieri e dovette trafiggerne qualcuno con la propria lancia prima di venire aiutato dai suoi uomini. Durante questo scontro Alessandro si espose in prima persona e, secondo Curzio Rufo, fu grazie al suo valore e non alla fortuna che ottenne la vittoria.
Caddero nelle mani del re macedone magazzini, preziosi e decine di migliaia di prigionieri. Decise di informare i Greci che le loro città non erano più soggette alla tirannia e da ora in poi si sarebbero governate con leggi proprie (affermazione vera solo in parte considerando la Grecia del tempo). Divise quindi il bottino inviandone una parte ai Crotoniati, in Italia, come riconoscimento per il coraggio mostrato da Faillo di Crotone nel secolo precedente, durante la seconda guerra persiana.

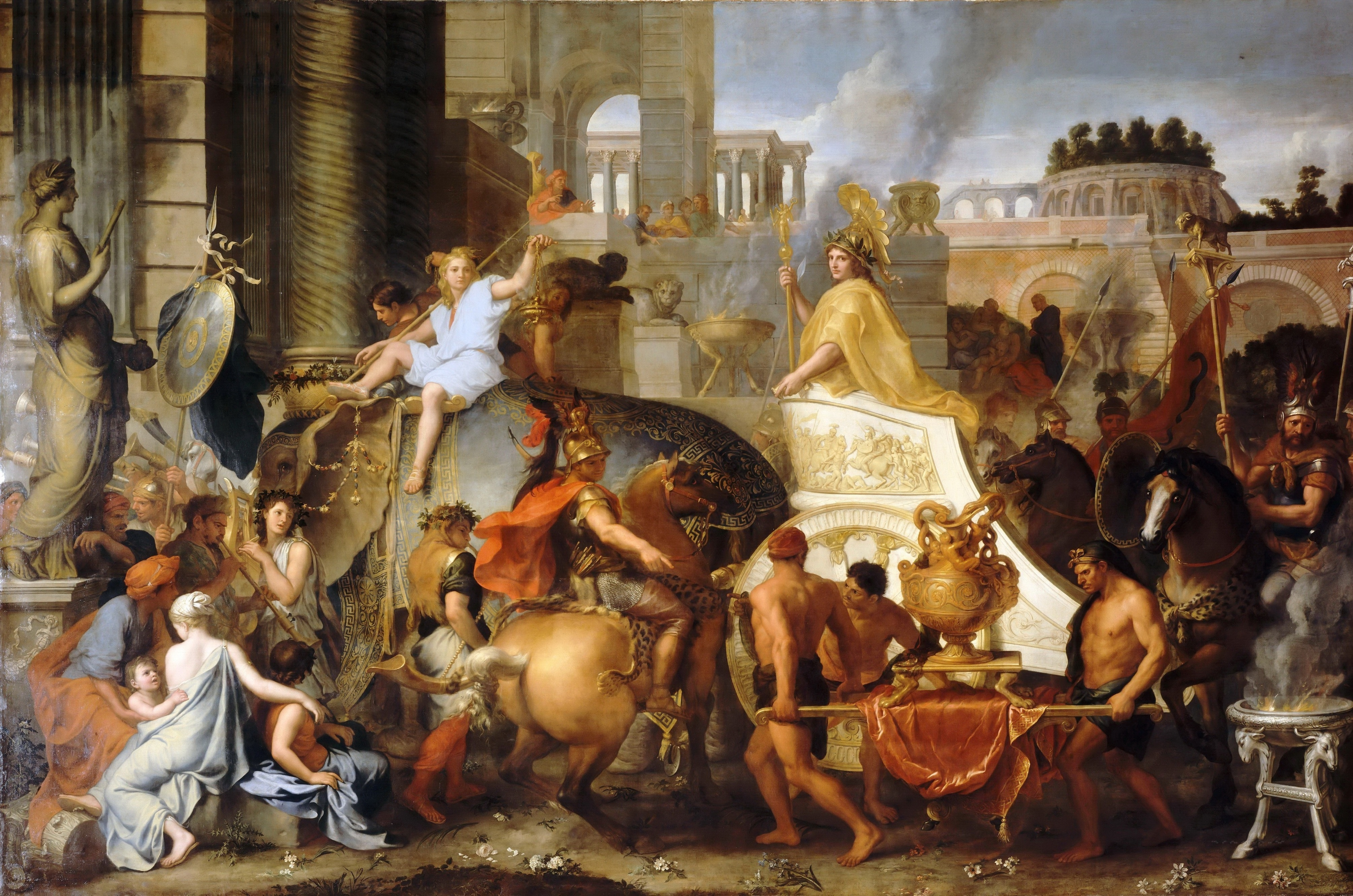
L'ingresso di Alessandro Magno a Babilonia, di Charles Le Brun (1665)

Continuò la marcia, questa volta senza alcuno scontro. Degno di nota durante il tragitto fu l'incontro di una voragine da cui continuamente usciva fuoco e nella quale si poteva osservare una corrente di uno strano liquido (nafta). Si trattava dei fuochi eterni di Baba Gurgur.
Alla fine di ottobre Alessandro entrò in Babilonia dove ottenne la sottomissione del satrapo Mazeo. Quest'ultimo fu lasciato al governo della provincia affiancato da un comandante militare e da un tesoriere greco. Qui riposò circa cinque settimane ed ebbe tempo per osservare i giardini pensili costruiti da Nabucodonosor, cercando di far inserire in quella meraviglia anche piante di origine greca; con l'eccezione dell'edera quest'idea non ebbe fortuna.

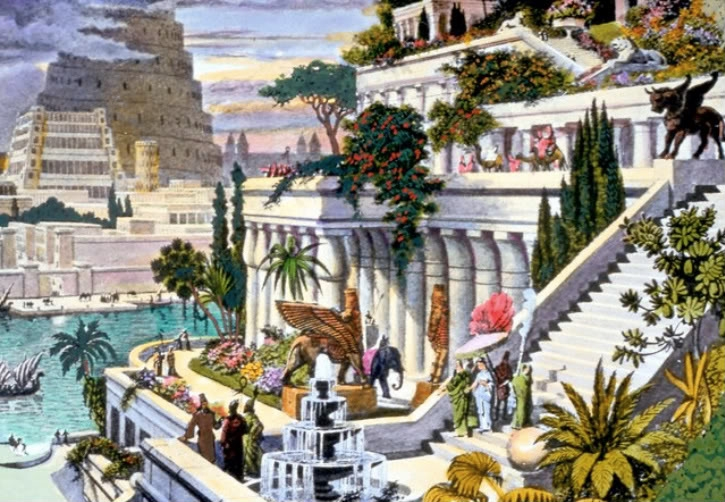
Riproduzione (probabilmente ottocentesca) dei Giardini pensili di Babilonia

Si diresse quindi a Susa, raggiungendola in venti giorni, per impadronirsi dei tesori che vi si conservavano. La città era sprovvista di mura. Qui Alessandro poté anche recuperare diverse opere d'arte sottratte da Serse in Grecia nel 480 a.C., tra cui il famoso gruppo statuario dei tirannicidi Armodio e Aristogitone, che fece rispedire ad Atene; recuperò anche ingenti somme, come quarantamila talenti e forse altri cinquemila provenienti da altro luogo. A Susa lasciò i familiari di Dario. Il macedone si volle sedere sul trono del re persiano, evento tanto atteso dai sudditi a tal punto che Demarto non riuscì a trattenere le lacrime pensando ai morti lungo il percorso che persero tale spettacolo. Durante questo soggiorno diede molte ricompense ai suoi soldati: a Parmenione diede la sontuosa casa di Bagoa (il ministro che aveva avvelenato Artaserse III e la sua famiglia, ed era stato a sua volta avvelenato da Dario III; da non confondere con l'altro omonimo eunuco amico di Alessandro). Scrisse a sua madre e ad Antipatro, rimasti lontano, e sapendo che il secondo odiava la prima scrisse all'amico che le lacrime di una madre cancellavano il contenuto di mille lettere. Lasciò Susa verso la metà di dicembre.
Dopo aver superato il fiume che all'epoca si chiamava Pasitigris (in seguito Karun), entrò poi nel territorio degli Uxii, a circa sessanta chilometri da Susa, che in parte non si arresero al nuovo re. Chiesero ad Alessandro un tributo da versare se avesse avuto intenzione di passare per le loro terre. La risposta del macedone fu quasi di sfida, chiedendo loro di farsi trovare pronti al momento del suo passaggio; poi li attaccò di notte, forte degli 8000 uomini della falange, radendo al suolo ogni loro possedimento. Gli Uxii sopravvissuti attaccarono ancora ma furono sconfitti ogni volta. In una giornata il macedone risolse un problema che affliggeva il regno persiano da quasi due secoli.
Restava ancora Ariobarzane, governatore della Perside, che voleva fuggire con il tesoro rimasto, sapendo che l'intero esercito macedone era più lento del suo. Alessandro divise in due parti i suoi uomini, avanzando con la metà più veloce e raggiungendolo in cinque giorni presso le Porte persiane, nelle attuali montagne dello Zagros. Qui la lotta lo vide impegnato contro un congruo numero di nemici (40000 uomini a cui si aggiungevano 700 cavalieri secondo Arriano, 25000 soldati secondo Rufo, a cui Diodoro aggiunge 300 cavalieri). Per evitare di incappare in una sconfitta, Ariobarzane fece edificare un muro che ostruiva in parte l'unica strada percorribile dai Macedoni. Alessandro tentò un primo assalto che non diede alcun risultato, anche per via della frana provocata dagli stessi Persiani; si ritirò dunque qualche miglio più a ovest, raggiungendo la radura denominata Mullah Susan. Qui vi era un'altra strada da prendere, a prima vista più ovvia, ma Alessandro la evitò non volendo lasciare i suoi morti «insepolti».
La resa dei conti arrivò, grazie anche a un pastore della zona, il quale rivelò ai macedoni un percorso che potevano intraprendere per aggirare i Persiani. Le truppe di Alessandro incominciarono l'attacco e successivamente vennero in sostegno quelle di Cratero. Ariobarzane riuscì comunque ad arrivare con pochi uomini sino a Persepoli ma i cittadini non gli aprirono le porte, costringendolo a tornare al combattimento trovando la morte.

#### Persepoli
Nel mese di gennaio dell'anno 330 a.C. Alessandro entrò infine a Persepoli (che poi divenne Takht-i Jamshid), capitale dell'Impero Persiano, dove trovò circa centoventimila talenti di metallo prezioso non coniato. Il re nemico aveva intanto trovato rifugio ad Hamadan (conosciuta all'epoca come Ecbatana), dove fu raggiunto dai suoi uomini di fiducia (Besso, Barsaente, Satibarzane, Nabarzane, Artabazo) e da 2000 mercenari greci. Alessandro rimase per un lungo periodo a Persepoli, inviando dei soldati a Pasargade e chiedendo a Susa l'invio di una grande quantità di animali da soma per il trasporto del denaro. Partì con una piccola parte dell'esercito, per circa trenta giorni, alla conquista delle tribù che si trovavano vicino alle colline della regione, sottomettendo i nomadi e il resto della provincia. Quando tornò, continuò a far dono, a chi lo aveva aiutato, di beni proporzionati all'aiuto offerto, come era nel suo stile. Prima di lasciare la città restituì il potere locale al governatore della città e affidò 3000 macedoni ad un suo uomo di fiducia.
Si dice che verso la fine della primavera Alessandro abbia dato l'ordine (o forse lui stesso fu direttamente l'artefice) di provocare un incendio, che devastò i palazzi, bruciando in parte anche il tesoro. In seguito furono analizzati i resti della sala delle cento colonne di Serse dove si comprese che le travi caddero e il fuoco si alimentò a dismisura. Si dice, secondo il racconto di Tolomeo, che contraddicendo un consiglio di Parmenione vendicò in tal modo l'incendio di Atene e la sorte di Babilonia. Plutarco, citando l'episodio, aggiunge che di questo atto si pentì immediatamente, dando ordine di spegnere l'incendio. Un'altra versione, tardiva rispetto alle precedenti, ritiene che l'incendio stesso possa essere nato per errore, sotto suggerimento di Taide, una donna greca che aveva viaggiato con Alessandro e i suoi uomini. Anche se l'episodio di Taide non trova gli storici concordi, la donna è, come si racconta nei Deipnosofisti, la compagna di Tolomeo, da cui avrà tre figli.
In Grecia intanto Antipatro aveva sconfitto nella battaglia di Megalopoli (autunno del 331 a.C.) il re di Sparta Agide III, eliminando definitivamente l'ultima opposizione delle città greche al dominio macedone.

#### L'inseguimento di Dario
Nel maggio del 330 a.C. Alessandro marciò verso Ecbatana, che si trovava a 450 miglia di distanza da Persepoli. Durante il tragitto ricevette alcuni rinforzi, arrivando a un totale di 50000 uomini. Dario, sapendo della velocità con cui il suo nemico si stava muovendo, cambiò i suoi piani, non dirigendosi più verso Balkh (in Afghanistan) come aveva in precedenza previsto, ma verso le Porte Caspie, anche se fra i suoi uomini incominciarono a manifestarsi i primi dissensi. Durante la marcia l'esercito macedone patì la sete e molti soldati morirono lungo la strada.
Il re macedone venne a conoscenza dei movimenti di Dario quando si trovava a Rei, vicino a Teheran. Raggiunse quindi il passo ma ad attenderlo c'erano due messaggeri che lo informarono di una rivolta incominciata da Besso, Barsaente e Nabarzane contro il loro re. Dario venne arrestato. Alessandro decise di raggiungere Besso, riuscendoci in un giorno e mezzo. Continuò poi la sua corsa essendo a conoscenza del luogo dove Dario era tenuto prigioniero; scelse 500 opliti, che fece montare a cavallo al posto dei cavalieri, e galoppò di notte percorrendo ottanta chilometri, arrivando poi all'alba a Damghan, dove giunsero in 60.
Spaventati, i due satrapi rimasti, Barsaente e Satibarzane (o Nabarzane), pugnalarono il prigioniero e fuggirono. Alessandro non fece in tempo a vedere in vita il suo rivale un'ultima volta. Di diversa opinione, Plutarco riferisce che il re persiano riuscì a parlare con il soldato Polistrato bevendo dell'acqua da lui offerta e ricordando la clemenza verso i familiari catturati ringraziò attraverso lui il suo nemico.
In ogni modo il conquistatore macedone, dopo aver coperto il cadavere con il suo mantello, lo riportò indietro e lo fece seppellire con tutti gli onori nelle tombe reali. A Ecbàtana, Alessandro congedò i contingenti delle città greche, poiché il compito di vendicare l'invasione della Grecia da parte di Serse era ormai concluso. Reclutò il fratello di Dario (Essatre) e strinse amicizia con Bagoa.

#### Il destino degli assassini di Dario

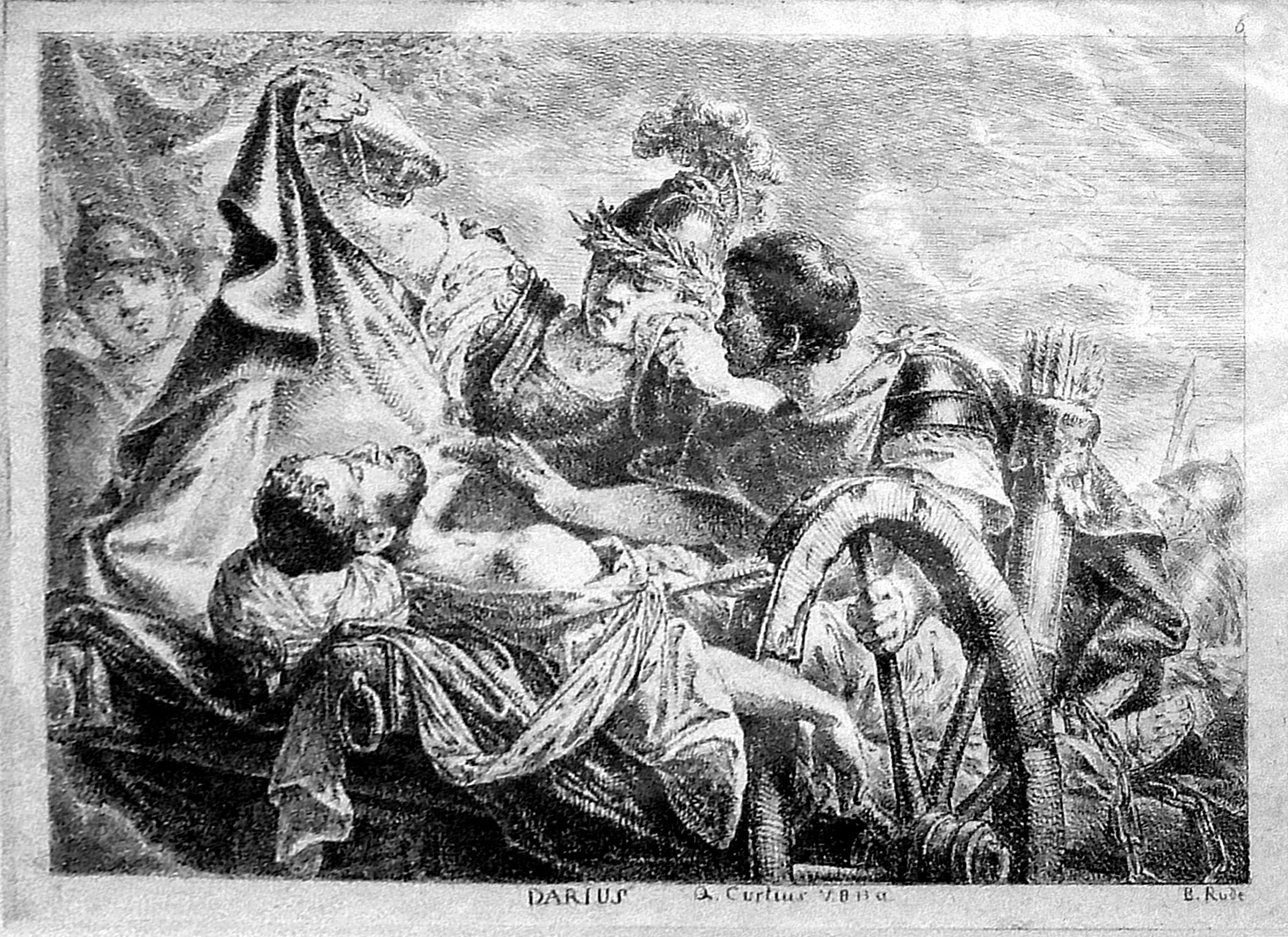
Alessandro dà sepoltura al corpo di Dario.

Besso si proclamò re di tutta l'Asia e con il nome di Artaserse V fu inseguito attraverso le regioni dell'Ircania. Durante il tragitto Bucefalo, che veniva utilizzato da Alessandro solo per le grandi occasioni e quindi normalmente veniva tenuto in custodia da alcuni soldati, venne catturato da alcuni barbari. Appena venne a conoscenza del fatto, il re macedone inviò ai barbari un araldo con cui minacciò di morte ognuno di loro e le rispettive famiglie. Questi ultimi, impauriti, restituirono subito il cavallo arrendendosi e Alessandro li trattò con onori, dando anche una ricompensa a chi gli riportò il fidato compagno.
Durante il viaggio Alessandro arrivò a Zadracarta, capitale del Gurgan, con Cratero (che aveva sostituito sul fronte, per anzianità, Parmenione), e ottenne la sottomissione di Autofradate, di Frataferne e Nabarzane; Artabazo (il padre di Barsine) preferì invece trattare con il re macedone, il quale rimase qui per quindici giorni. In questo lasso di tempo, secondo alcune ricostruzioni, conobbe la regina delle Amazzoni che, in cerca di un erede, decise di giacere con lui per tredici giorni. Da quel periodo in poi ogni udienza con il re era controllata da uscieri e mazzieri al cui comando vi era Carete di Lesbo, riprendendo un'usanza persiana. Altre usanze vennero poi adottate, come quelle delle vesti, diadema compreso. Anche lo stile che utilizzava nella corrispondenza cambiò: a eccezione di alcune persone fidate e stimate, come Focione o Antipatro, incominciò a utilizzare il "noi" regale e le missive che raccontavano dell'Asia venivano sigillate come solevano fare i re persiani.
Alessandro decise allora di concentrarsi su Satibarzane; giunto in Battriana, vicino a Mashhad incontrò il satrapo, che chiese di essere risparmiato. Il macedone acconsentì, restituendogli anche l'antico potere e affiancandogli un contingente macedone comandato da un suo fidato, Anaxippo. Appena allontanatosi, Alessandro seppe della morte di tutti i soldati che aveva lasciato e del tradimento del satrapo, ma non fece in tempo ad attaccarlo in quanto questi fuggì, lasciando l'intera zona (l'Aria) ai Macedoni e dirigendosi con 13000 uomini verso Besso. Quasi tutti, a eccezione del satrapo e di pochi altri, si erano rifugiati su una collina che sembrava inespugnabile, ma grazie al vento favorevole si decise di appiccare un incendio; il risultato fu disastroso per i nemici. Molti dei soldati fedeli al satrapo bruciarono, altri si gettarono dal dirupo, pochi si arresero scampando per poco alla morte. Onorando la vittoria, venne fondata un'altra città, Alessandria degli Arii, la futura Herat, e la zona venne affidata al satrapo Arsame. Quest'ultimo appoggiò, appena ne ebbe l'occasione, gli avversari di Alessandro; venne quindi affrontato e ucciso da un gruppo di soldati comandati da Erigio e il nuovo governo fu affidato al cipriota Stasanore.
Alessandro si diresse verso l'Aracosia, arrivando in Drangiana (l'attuale Afghanistan occidentale). Barsaente, sapendo del suo arrivo, preferì fuggire presso una popolazione indiana del Punjab, che lo tradì consegnandolo al conquistatore macedone; fu quindi condannato a morte per l'omicidio di Dario.
In queste regioni il re macedone fondò una serie di città con il nome di Alessandria, tra cui quella nota con il nome di Alessandria del Caucaso, che non ebbe un lungo futuro: scavi effettuati a Bor-i-Abdullah (a sud della futura Begram) portarono alla luce resti di una città fondata successivamente a quella del re macedone e di un'altra presso l'attuale Kandahar, in Afghanistan. Dopo aver indugiato per alcuni mesi (ripartì probabilmente a maggio o dopo), Alessandro arrivò sino all'Hindu Kush, celebrato da Aristotele, convinto che sopra tali vette si poteva osservare la fine del mondo orientale.
Scendendo l'Hindu Kush, i soldati macedoni dovettero affrontare la fame; il cibo era venduto a prezzi esorbitanti e non trovando foraggio per gli animali, molti di essi vennero uccisi per cibarsi delle loro carni. Se Besso avesse continuato con la sua tecnica di bruciare i campi, o se in quel momento di debolezza avesse attaccato, avrebbe avuto buone probabilità di vittoria; invece cambiò strategia, bruciando solo le barche dopo aver attraversato il fiume Osso (oggi Amudarja). Per tale condotta venne abbandonato da buona parte del suo esercito. Le sue motivazioni sono forse da ricercare nelle azioni compiute da Artabazo, che aveva sconfitto e ucciso Satibarzane in una battaglia non lontano da Herat.
Attraversando Kundz, Alessandro arrivò sino a Balkh. Per continuare l'inseguimento si cercò di evitare la marcia diurna a causa dell'eccessivo caldo. Arrivati vicino a Kilif, decise di congedare feriti, anziani e quei pochi Tessali che avevano preso congedo tempo addietro, pagandoli lautamente.
Rimaneva il problema di come attraversare quel profondo fiume, dove non era affatto facile costruirvi un ponte; si decise quindi di riempire delle pelli di paglia secca e cucirle tutte insieme, costruendo in tal modo delle zattere in grado di galleggiare. L'intero esercito riuscì ad attraversare il fiume in cinque giorni.
Besso, che si trovava in compagnia di un altro generale, Spitamene, fu infine abbandonato dai suoi compagni, tradito e fatto prigioniero. Venne successivamente consegnato nudo a Tolomeo e arrestato nell'anno 329 a.C.. Fu poi mutilato e una corte di giustizia persiana lo dichiarò colpevole di alto tradimento; venne infine giustiziato a Ecbàtana.
L'agire di Spitamene non fu inizialmente chiaro a Alessandro che pensava volesse arrendersi, mentre voleva invece solo disfarsi di un alleato poco affidabile.

#### La sorte di Parmenione e dei suoi figli
(Napoleone Bonaparte, durante l'esilio sull'isola di Sant'Elena.)
Quando le truppe di Alessandro trovarono riposo a Farah, si notò lo strano comportamento di Parmenione che non ubbidiva più agli ordini; l'ultimo datogli, quello di raggiungere il re con i suoi 25000 uomini, venne ignorato (a quel tempo il re poteva contare su una forza di poco maggiore). I figli di Parmenione ricoprivano ruoli di prestigio all'interno dell'esercito macedone, ma Nicanore morì di malattia nel mese di ottobre del 330 a.C. mentre Filota, comandante della cavalleria, fu testimone di un complotto contro il re; alcuni resoconti riportano il macedone Dimno (o Dymno) che, venuto a conoscenza dei preparativi dell'attentato contro Alessandro, raccontò il tutto al suo amante Nicomaco. Quest'ultimo rivelò, a sua volta, l'esistenza del complotto al fratello Cebalino, il quale lo riferì, tre giorni prima dell'attentato, a Filota. Passarono i primi due giorni senza che l'ufficiale avesse raccontato nulla al suo re, anche se più volte al giorno ne aveva avuto la possibilità. Cebalino, preoccupato, raccontò dell'attentato a un'altra persona, la quale corse subito da Alessandro.
Il re macedone fece convocare Dimno, il quale preferì uccidersi; l'unico dato certo allora era che Filota sapeva dell'intrigo e non ne aveva parlato con lui. Seguendo il consiglio di Cratero, durante la notte il colpevole fu sorpreso nella sua tenda, catturato e messo in catene. Differisce da questo, solo inizialmente, il racconto di Plutarco: secondo l'autore era Limno di Calestra colui che disse al suo amato Nicomaco (e fratello di Cebalino) del complotto, ma solo perché sperava che anche lui ne facesse parte come Limno stesso; inoltre Filota era da tempo controllato da una donna, Antigone. Dimno è citato da Curzio Rufo e Diodoro Siculo.
Alessandro, in Egitto, non aveva dato retta alle insinuazioni di un coinvolgimento dello stesso Filota in un complotto ordito contro di lui, ma questa volta fu condannato per alto tradimento dal tribunale dell'esercito e ucciso con i complici a colpi di lancia; secondo altri venne prima torturato e solo al momento della confessione venne ucciso. Qualcuno riferisce anche che avesse fatto il nome del vero cospiratore, un certo Egeloco, morto poco prima.
Il re macedone non si riteneva ancora soddisfatto e cercò altri possibili traditori fra gli amici di Filota; uno di essi fuggì rapidamente e i suoi fratelli vennero arrestati (ma seppero difendersi a parole fino a scagionarsi), mentre il prigioniero Alessandro di Lincestide venne condannato a morte. Alla condanna scampò invece Demetrio, una sua guardia del corpo.
Alessandro, venuto forse a conoscenza di una lettera scritta da Parmenione ai suoi figli, dove riferiva di oscuri piani, lo fece uccidere da alcuni suoi stessi ufficiali. La stessa sorte toccò al terzo figlio di Parmenione, per prevenirne una possibile ribellione; Alessandro era infatti preoccupato da una probabile unione tra i soldati di Clito e quelli fedeli a Parmenione, la quale avrebbe portato alla formazione di un esercito numericamente superiore al suo. Vi erano ancora dei simpatizzanti del generale: questi vennero radunati in una piccola unità che combatté con coraggio, mentre gli eteri, comandati in precedenza da Filota, vennero affidati a Efestione e a Clito. Prima di lasciare la città di Farah, Alessandro decise di cambiarle nome, chiamandola Proftasia (Anticipo).

#### Guerriglie in Sogdiana
Alessandro era intento a combattere il suo ultimo avversario persiano degno di nota, Spitamene, ma non fu facile, in quanto questi riuscì a mettere contro i macedoni buona parte della nobiltà della Sogdiana. Il re macedone, all'altezza del fiume Syr Darya, aveva lasciato alcuni contingenti nelle varie fortezze (sette in tutto) che dovevano proteggere i confini al nord. Trascorse un breve periodo prima che tutte le truppe venissero massacrate e gli avamposti conquistati.
In pochi giorni Alessandro riuscì a riconquistare tutte le fortezze, rendendo schiavi i sopravvissuti nemici. Solo contro Ciropoli (attuale Ura-Tjube, o poco a sudovest di Chodzent - Istaravšan, nell'attuale Tagikistan), la più imponente, ebbe difficoltà; inizialmente venne soltanto isolata e messa sotto assedio da Cratero per impedire il sopraggiungere di eventuali rinforzi nemici, ma quando cominciò l'attacco venne notato un passaggio fortuito: un corso d'acqua prosciugato che passava sotto le mura. I Macedoni riuscirono così a penetrare nella fortezza e aprirono le porte agli assalitori. Alcuni resoconti riportano che durante questa azione Alessandro fu colpito in testa e al collo da un lancio di una pietra.
Successivamente la tattica di Spitamene apparve chiara: attaccare la parte dell'impero rimasta scoperta dall'assenza di Alessandro. Attaccò così Samarcanda e il re macedone inviò circa 2300 mercenari con a capo Farnuce, restando con circa 25000 uomini. I Macedoni dovettero affrontare gli Sciti che si trovavano sul lato opposto del fiume, dapprima con l'uso di catapulte (armi mai viste da questo popolo); impauriti dalla morte di un loro generale, gli Sciti cominciarono a eseguire una ritirata ma i soldati di Alessandro attraversarono il fiume. Parte degli uomini nemici, cavalieri senza armatura o quasi, incominciarono un accerchiamento ai danni dei Macedoni, colpendoli ripetutamente con le frecce, ma furono vittime di un inganno di Alessandro, il quale aveva inviato contro di loro un'avanguardia debole, e quando essi furono circondati li assalì con un contingente più forte. I nemici fuggirono ma i macedoni, forse per avere ingerito dell'acqua malsana, non riuscirono a inseguirli.
Nel frattempo tutti i soldati inviati in precedenza da Alessandro vennero attaccati su un'isola del fiume Zeravshan e uccisi sino all'ultimo uomo in un'azione guidata direttamente da Spitamene. Alessandro, venuto a conoscenza dell'accaduto, in tre giorni con 7000 uomini al seguito cercò di raggiungere il nemico senza riuscirci; ormai il numero dei soldati era sceso a circa 25000. Gli vennero in aiuto altri 21.600 uomini provenienti dalla Grecia, guidati da Asandro e Nearco.
Alessandro lasciò una parte dei soldati a Cratero ma le incursioni di Spitamene continuarono, fino a quando quest'ultimo non subì una prima sconfitta da Ceno. Tradito subito dopo dai suoi alleati, fu offerta al re macedone la sua testa; Alessandro gli rese gli onori facendo in modo che il generale Seleuco sposasse sua figlia.
L'estrema resistenza venne dal satrapo Ossiarte che si chiuse ad Arimazes sulla Rocca Sogdiana (nei pressi dell'attuale città di Ghissar in Tagikistan) che fu presa d'assalto e conquistata nel marzo del 327 a.C. da un corpo specializzato di 300 rocciatori macedoni, cui Alessandro aveva promesso un compenso di 12 talenti argentei a testa, un'enormità visto che un talento equivaleva a circa 35 kg del prezioso metallo. D'altronde, Quinto Curzio Rufo scrisse che "Il numero dei ribelli ammontava a 30000 uomini ben armati e le alte mura a strapiombo rendevano il luogo inespugnabile; inoltre la neve profonda rendeva difficile l'avvicinamento e forniva abbondanza d'acqua ai difensori, e le scorte di cibo permettevano loro di resistere a un assedio di 2 anni. Nel perimetro la roccia aveva una diametro di circa 25 km e le case in spessa muratura ed il legname accumulato per riscaldarsi permettevano di resistere bene al freddo. E quando Alessandro intimò ad Ossiarte la resa, costui lo sfidò affermando che Alessandro avrebbe fatto meglio a procurarsi soldati alati per poter aver ragione del loro rifugio e che l'assedio era del tutto inutile". Ossiarte fece atto di sottomissione e venne risparmiato, mentre sua figlia sedicenne, Roxane, venne data in moglie ad Alessandro e lo seguì fino alla sua morte a Babilonia mentre era incinta. La campagna ebbe fine con l'assalto alla Rocca di Sisimitre (o Rocca di Chorienes), ubicata presso l'attuale Kohiten, non lungi dal Passo di Kolugha o di Derbend, nell'attuale Uzbekistan.

#### La sorte di Clito
Il proposito di Alessandro di unificare in un solo popolo Greci e Persiani e soprattutto la sua idea di dare un carattere divino alla monarchia, cominciarono ad alienargli le simpatie del suo seguito. L'opposizione si manifestò soprattutto quando decise di imporre il cerimoniale della proskýnesis, tipico della corte persiana, ai suoi sudditi occidentali; la cerimonia prevedeva che chiunque comparisse davanti al re si prosternasse davanti a lui per poi rialzarsi e ricevere il bacio e ciò andava contro l'idea greca di omaggio accettabile da parte di un uomo libero a un altro uomo. Alessandro dovette comunque abbandonare il tentativo di introdurre tale pratica (che comunque non aveva reso obbligatoria), dato che quasi tutti i Greci e i Macedoni si rifiutavano di eseguirla.

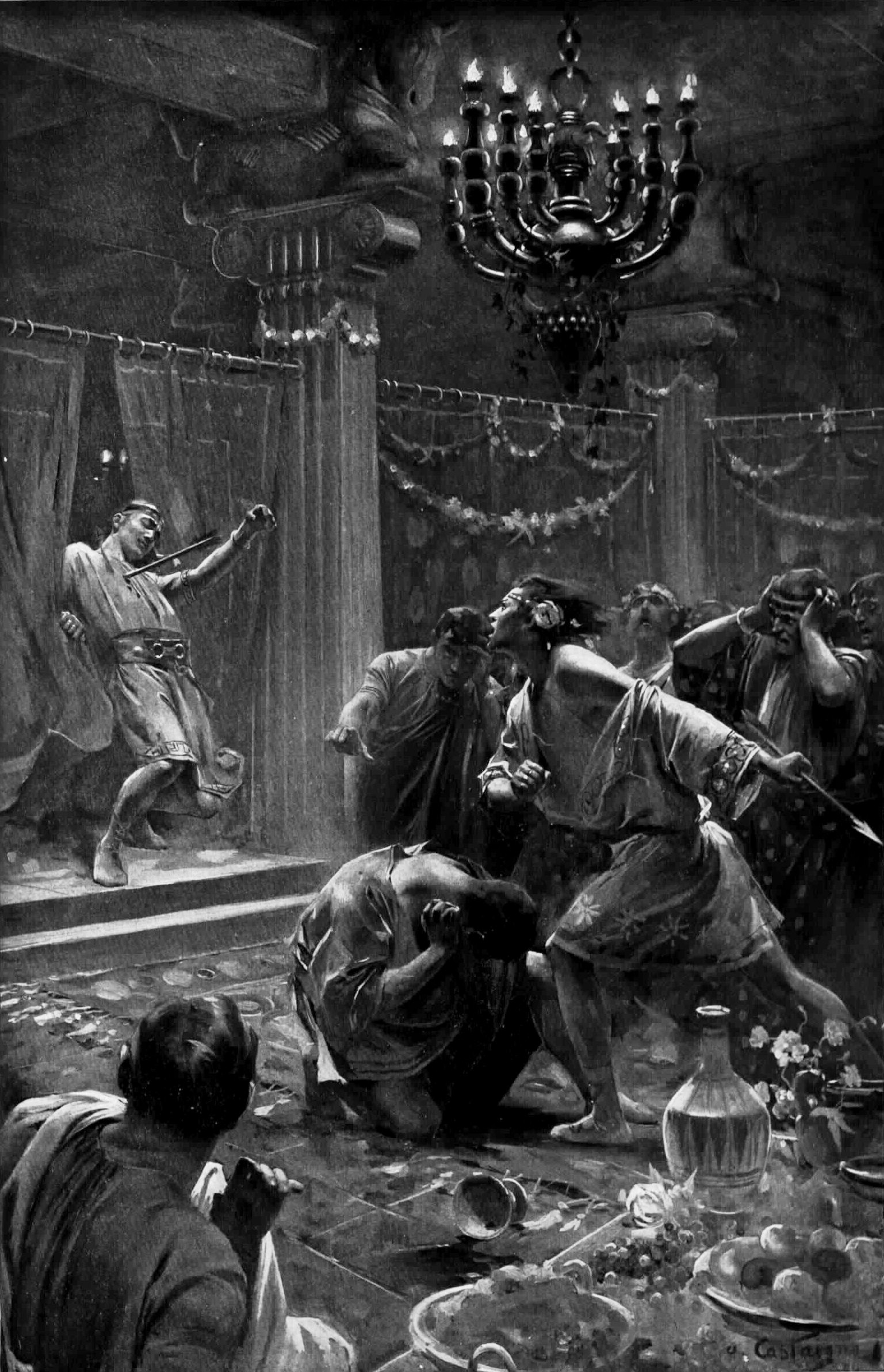
L'assassinio di Clito da parte di Alessandro Magno

A Samarcanda nel 328 a.C., Alessandro, durante una serata di festeggiamento con i suoi generali e ufficiali, accolse alcuni uomini giunti dalla costa, venuti a offrire della frutta al loro signore. 
Il re incaricò Clito il Nero di portarli al suo cospetto e, per incontrarli, dovette sospendere un sacrificio in atto, cosa mal vista dagli indovini. In seguito, durante il banchetto si ascoltarono i versi di un poeta di corte, un certo Pranico, che schernì i generali. Clito, in stato di ebbrezza, si offese più degli altri, ricordando al re di avergli salvato la vita tempo addietro (nella battaglia del Granico). Seguirono parole dure da entrambe le parti; il generale criticava aspramente la politica di integrazione fra Macedoni e Persiani perseguita da Alessandro e lo definì non all'altezza di suo padre Filippo, il vero Macedone. Il re dopo aver parlato con Artemio di Colofone e Senodo di Cardia gli lanciò contro una mela cercando subito dopo una lama, arma subito sottratta da Aristofane. Alessandro prese poi a pugni colui che aveva rifiutato di suonare la tromba mentre gli amici di Clito cercavano di allontanarlo. Il peggio avvenne quando Clito ritornò citando dei versi di Euripide, dove ricordava che il merito delle vittorie in battaglia era dei soldati, cosa che i capi dimenticavano. Al sentire quelle parole, Alessandro, anche lui in stato di ubriachezza, prese una lancia e lo trafisse, uccidendolo.
Nel 327 a.C. fu scoperta una congiura tra i paggi del re, che furono tutti condannati a morte e giustiziati. Ne fece le spese anche Callistene, nipote di Aristotele e storiografo di corte, strenuo oppositore della cerimonia della proskýnesis e maestro dei paggi, che venne tenuto prigioniero e poi giustiziato, alienando a Alessandro molte simpatie del mondo intellettuale e filosofico greco.

### Spedizione in India

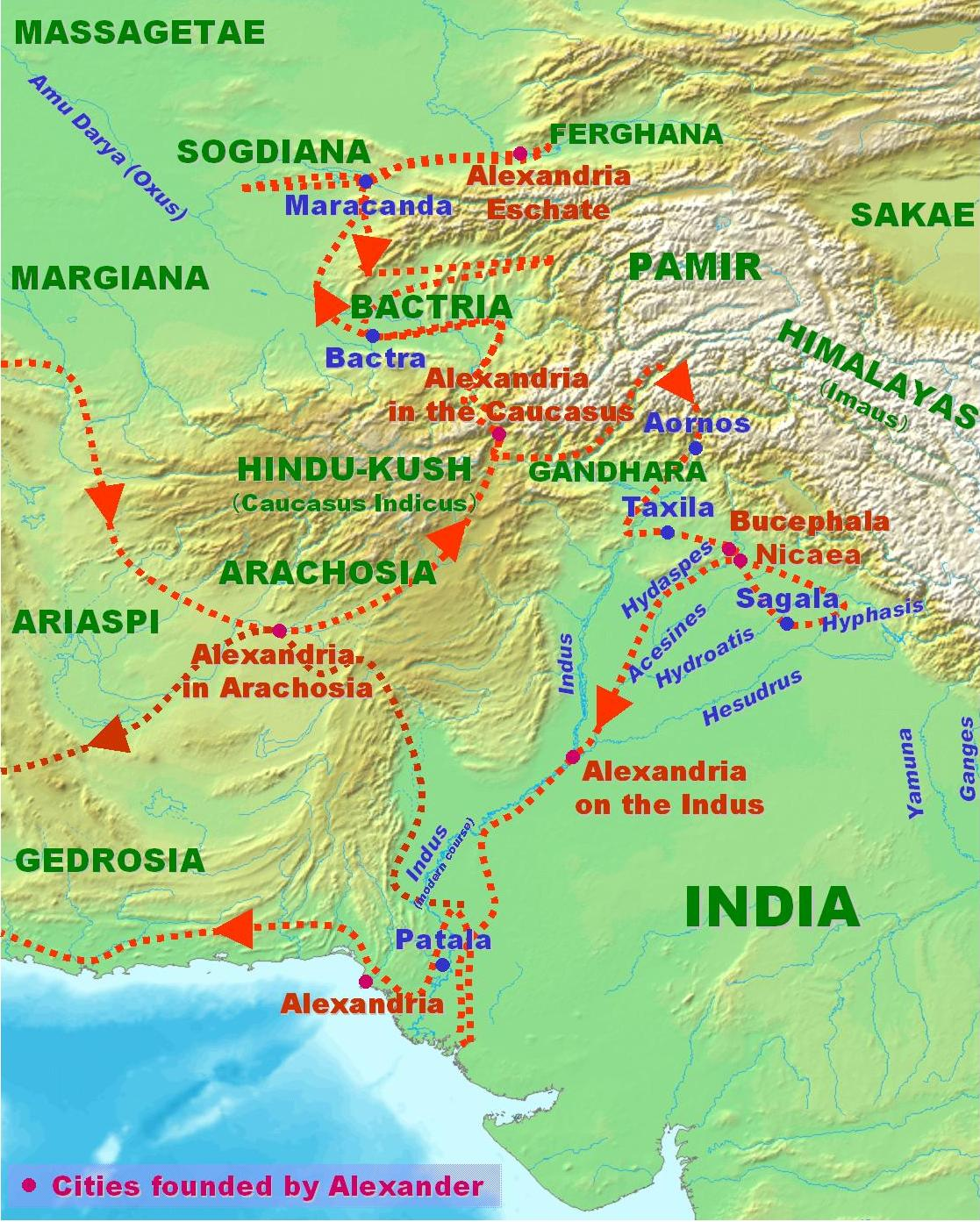
Campagna macedone in India.

Alessandro, dopo aver assoggettato la regione della Sogdiana, giunse ai confini dell'odierno Xinjiang cinese, dove fondò un'altra Alessandria, che chiamò Eschate (Ultima), l'odierna Chodjend, nell'agosto 329 a.C., in una zona della Valle di Fergana nota per i vigneti reali persiani che producevano un ottimo vino. Soggiornò ancora a Samarcanda e nella Bactriana. Sposò Rossane, figlia di un comandante della regione, per rafforzare il suo potere in quei territori.

#### Invasione dell'India
d'Indïa vide sopra 'l süo stuolo

fiamme cadere infino a terra salde»
(Dante Alighieri, Inferno, Canto XIV, 31-33; riferimento di Dante sulla pioggia di fuoco, che tormenta le anime dannate del terzo girone del settimo cerchio dell'Inferno, paragonabile alla fitta nevicata che Alessandro Magno incontrò durante la spedizione in India, la quale in seguito si trasformò in una prodigiosa pioggia infuocata e che i suoi soldati dovettero soffocare con le proprie vesti.)

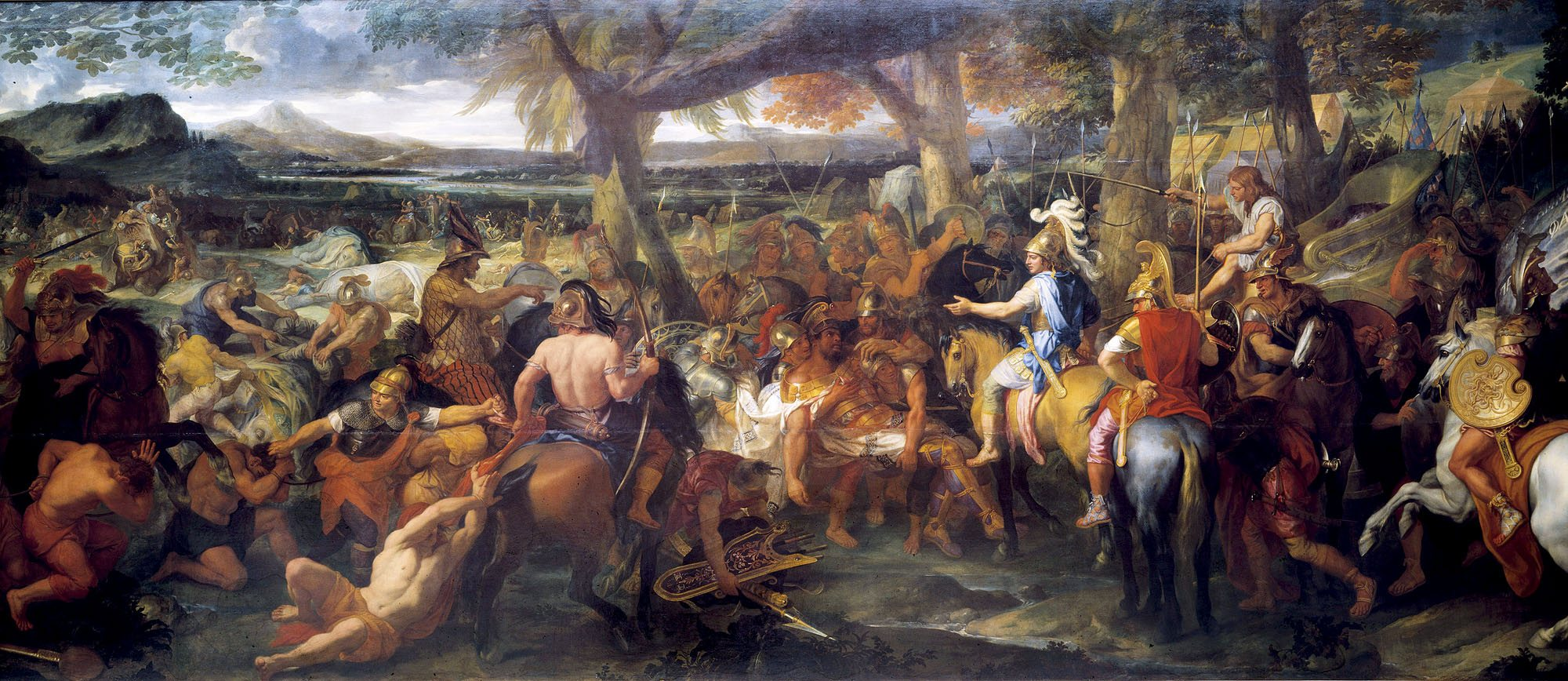
Battaglia dell'Idaspe (Charles Le Brun, 1673).

Come continuatore dell'impero achemenide, Alessandro vagheggiava un impero universale e si proponeva forse di arrivare con le sue conquiste fino al limite orientale delle terre emerse.
Gran parte dell'India nord-occidentale era stata sottomessa dai persiani al tempo di Dario I, il quale fece esplorare l'intera valle dell'Indo, ma in questo periodo la regione era suddivisa in vari regni in lotta tra loro.

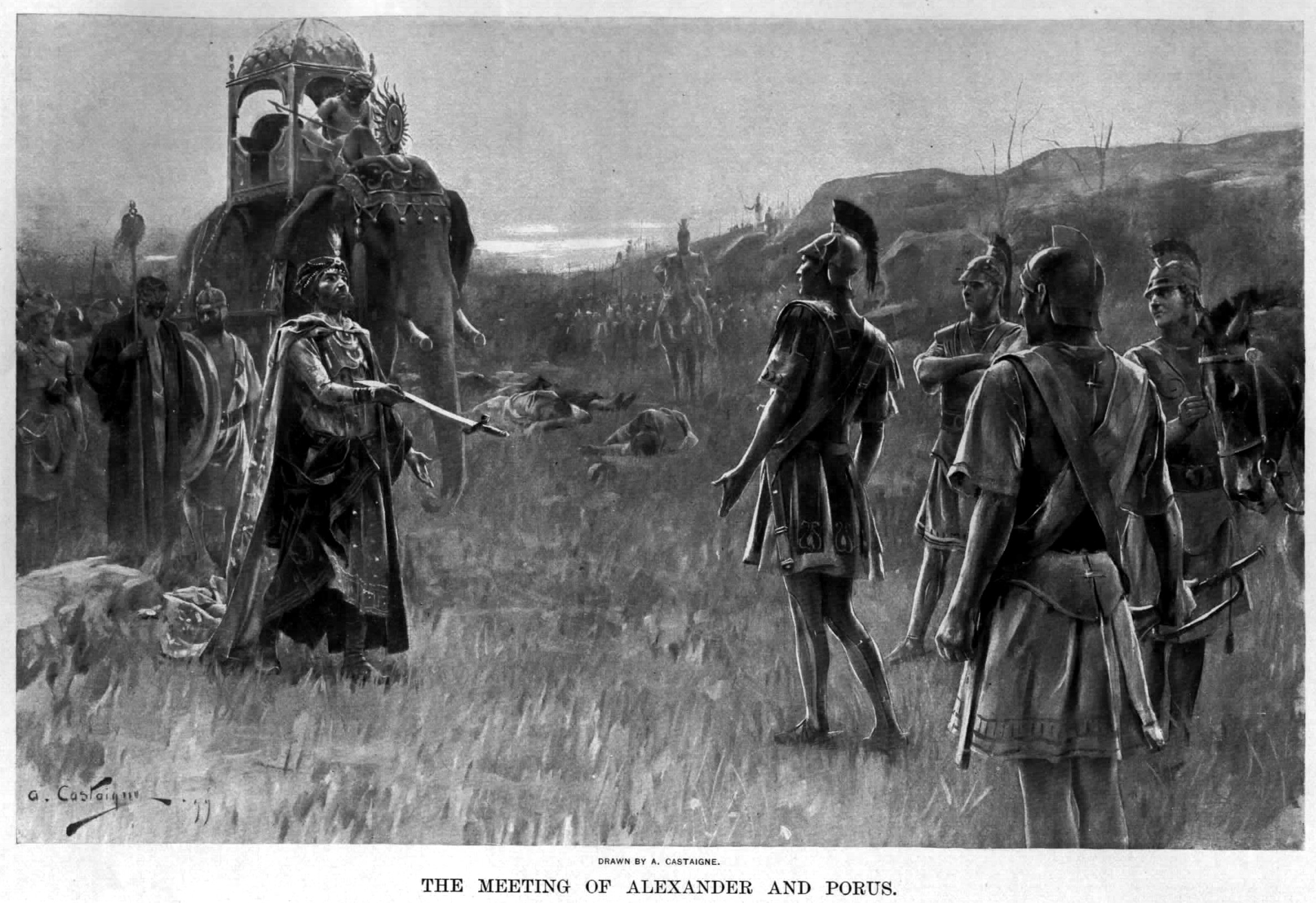
Poro si arrende ad Alessandro

Dopo aver preparato un nuovo esercito, con truppe in gran parte asiatiche (solo gli ufficiali e i comandanti erano tutti greci o macedoni), nella primavera del 326 a.C. Alessandro marciò verso l'odierna Kabul, dove venne accolto come alleato dal re di Taxila e, attraversata l'Uḍḍiyana da Ora a Bazira (attuali Udegram e Barikot), giunse all'Indo nell'estate del 326 a.C. Sconfisse nella battaglia dell'Idaspe il re indiano Poro (Purushotthama o Paurava), in una battaglia dura e sanguinosa, e fondò due città, Alessandria Nicea (odierna Mong o Mung) e Alessandria Bucefala (oggi Jehlum), quest'ultima in onore del suo cavallo Bucefalo, morto durante la battaglia in quel luogo.
Alessandro aveva forse intenzione di arrivare fino alla vallata del Gange, ma l'armata macedone giunta sul fiume Ifasi (oggi Beas), stanca dell'idea di proseguire una lunga campagna contro i potenti indiani (il Regno Magadha stava attrezzando un potente esercito di centinaia di migliaia di soldati e migliaia di elefanti che spaventava i macedoni) fra giungle monsoniche, febbri malariche ed elefanti da guerra, si rifiutò di seguirlo oltre verso est dopo un ammutinamento durato tre giorni. Arriano di Nicomedia scrive che il Macedone pianificò allora di marciare verso est, raggiungendo le rive del Gange da cui aveva appreso notizie a Taxila, per affrontare gli imperi dei Nanda: il Regno Magadha ed il Regno dei Gangaridai del Bengala, in piena decadenza, volendo raggiungere lo "Oceano Ultimo", ma i suoi uomini stanchi di marce estenuanti in un clima caldo afoso, sottoposti a settimane di piogge monsoniche che rendevano le strade acquitrini e pantano, di fronte a giungle infestate da serpenti velenosi, belve feroci ed insetti, in una terra ignota e non cartografata prima d'allora, verso una destinazione ignota con distanze altrettanto sconosciute, fecero venire meno la coesione indispensabile per continuare ad avanzare. Sempre Arriano, inoltre, narra che i macedoni, avendo trovato i coccodrilli lungo il corso dell'Indo, interpretarono la scoperta erroneamente come se il fiume fosse un affluente del Nilo per cui non si capiva il motivo per procedere oltre. Alessandro allora, a malincuore, dovette accettare la decisione dei suoi uomini ma promise che avrebbe ritentato l'impresa indiana l'anno successivo con un esercito interamente composto da soldati persiani. Attraversato l'Indo, l'avanzata macedone verso oriente fu - dunque - arrestata dalla stanchezza dei soldati. La campagna indiana si arrestò al fiume Ifasi (Beas), ultimo immissario a Est del fiume Indo. Questo grande fiume con i suoi affluenti venne a costituire così, nel progetto di Alessandro, l'estremo confine naturale e storico del suo immenso impero, in territorio dell'odierna India, in una zona tra le attuali città indiane di Gurdaspur e di Amritsar. Prima di riprendere la via del ritorno, Alessandro fece innalzare sulla riva sinistra del fiume Ifasi dodici altari agli dei, in forma di torri. Al centro una colonna di bronzo portava la scritta: "Qui si fermò Alessandro". A distanza di 2500 anni, è praticamente impossibile conoscere l'esatta ubicazione dei dodici giganteschi altari di confine, in quanto il corso - mutevole nei secoli - del fiume può averli erosi, fatti crollare, sepolti sotto diverse decine di metri di spessore di limo. Addirittura, lo studioso indiano Ranajit Pal del Bhandarkar Oriental Research Institute di Nuova Delhi, propone la suggestiva teoria che i dodici altari furono fatti asportare dal re Asoka dell'Impero Maurya che ne riciclò le colonne utilizzandole come basamento per le sue statue sparse per tutta l'India. Infine, va citata la teoria di un generale indiano, secondo cui la teoria dell'ammutinamento delle truppe di Alessandro sarebbe un falso storico. Egli ritiene che truppe che avevano marciato per otto anni attraverso deserti e pianure, attraversato fiumi imponenti, valicato vette alte anche 7000 metri, percorso circa 30000 km in ogni clima e con condizioni meteorologiche spesso avverse, e che adoravano il loro condottiero, difficilmente avrebbero scelto di ammutinarsi. La ragione più probabile fu la libera scelta di Alessandro di non proseguire oltre in quanto, gli esploratori inviati in ricognizione, avevano percorso circa 330 km e gli avrebbero riportato la notizia che il Regno di Nanda che si estendeva al di là del Beas stesse reclutando un esercito enorme per le forze macedoni, composto da 200000 fanti, 80000 cavalieri, 8000 carri da guerra, e 6000 elefanti da guerra. A riprova di ciò, il militare cita le fonti classiche secondo cui il Beas era la frontiera tra il Regno di Poro ed il reame indiano dei Nanda, che Alessandro avesse inviato esploratori in avanscoperta, che uno dei motivi di preoccupazione dei suoi soldati fosse la consistenza dell'esercito avversario ed, infine, la proposta di Alessandro di ritentare l'impresa l'anno successivo con un'armata più numerosa vista e considerata la difficoltà di aver ragione di Poro con il suo esercito molto esiguo rispetto a quello che si sarebbe dovuto affrontare in India. Egli conclude col dire che questa rinuncia divenne definitiva per Alessandro probabilmente a causa della difficoltà dell'arruolamento di ulteriori militi e questo mancato intervento in India dei Macedoni spalancò le porte, appena un lustro dopo all'ascesa dell'Impero Maurya con Chandragupta, che iniziò proprio a conquistare le terre dei Nanda, per riversarsi, poi, nei domini macedoni degli attuali Pakistan ed Afghanistan in cui il potere centrale era molto debole.
Per quanto Alessandro non ebbe l'opportunità materiale per invadere l'India, la sua fama di sovrano saggio ed invincibile penetrò ugualmente nella regione, tanto che, a tutt'oggi, si tramanda la sua epopea condita da episodi più o meno fantasiosi, come l'incontro mitologico con gli acefali (uomini senza testa che possedevano il volto incastonato nel torace) o la discesa in fondo al mare all'interno d'una campana di vetro per poter esplorare anche gli abissi.

#### Ritorno

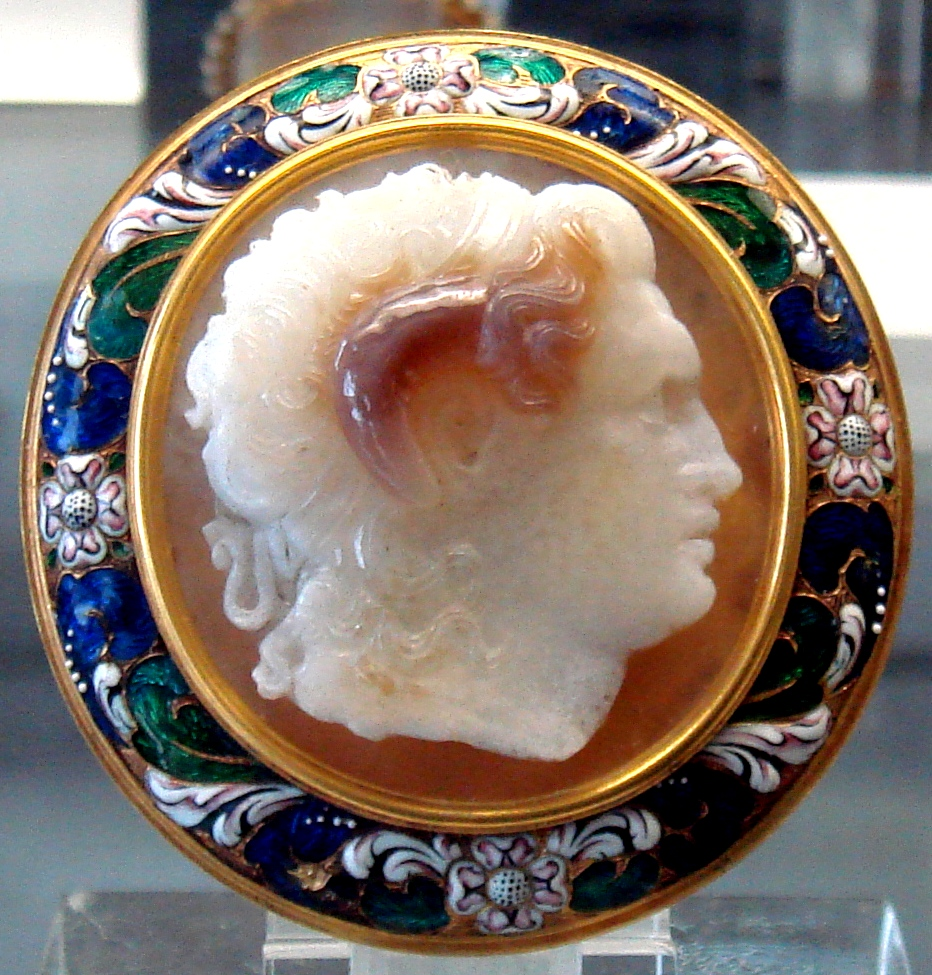
Cameo rappresentante Alessandro (325 a.C.).

Alessandro seguì quindi la valle dell'Indo fino alla sua foce, dove sorgeva la città di Pattala. Da qui spedì una parte dell'esercito, al comando di Cratero, verso l'Afghanistan meridionale, mentre egli seguì la costa attraversando la regione desertica della Gedrosia (attuale Makran nel Pakistan e nell'Iran meridionale). La discesa del corso dell'Indo fu accompagnata da una dura lotta, combattuta con inaudita ferocia, contro la guerriglia che ostacolava la marcia dell'esercito macedone, e vide tutta una serie di battaglie vittoriose (Andaca, Arigaeum, Massaga, Malavas, Euspla, Ora, Bazira. Nell'assalto alla rocca di Aorno (odierna Pir Sar, pochi chilometri ad ovest della città di Thakot, in Pakistan), nell'aprile del 326 a.C., una freccia colpì Alessandro, trapassando la corazza della sua armatura (e con essa anche la pleura e un polmone); il condottiero scampò di poco alla morte.
Inviò inoltre una flotta, al comando del cretese Nearco, a esplorare le coste del Golfo Persico sino alle foci del Tigri. La descrizione dei luoghi e dei popoli incontrati (tra cui gli Ittiofagi) fatta da Nearco ci è nota grazie soprattutto all'inserimento del suo diario negli Indikà ("Resoconti dell'India") di Arriano.

### Ultimo periodo di regno e morte

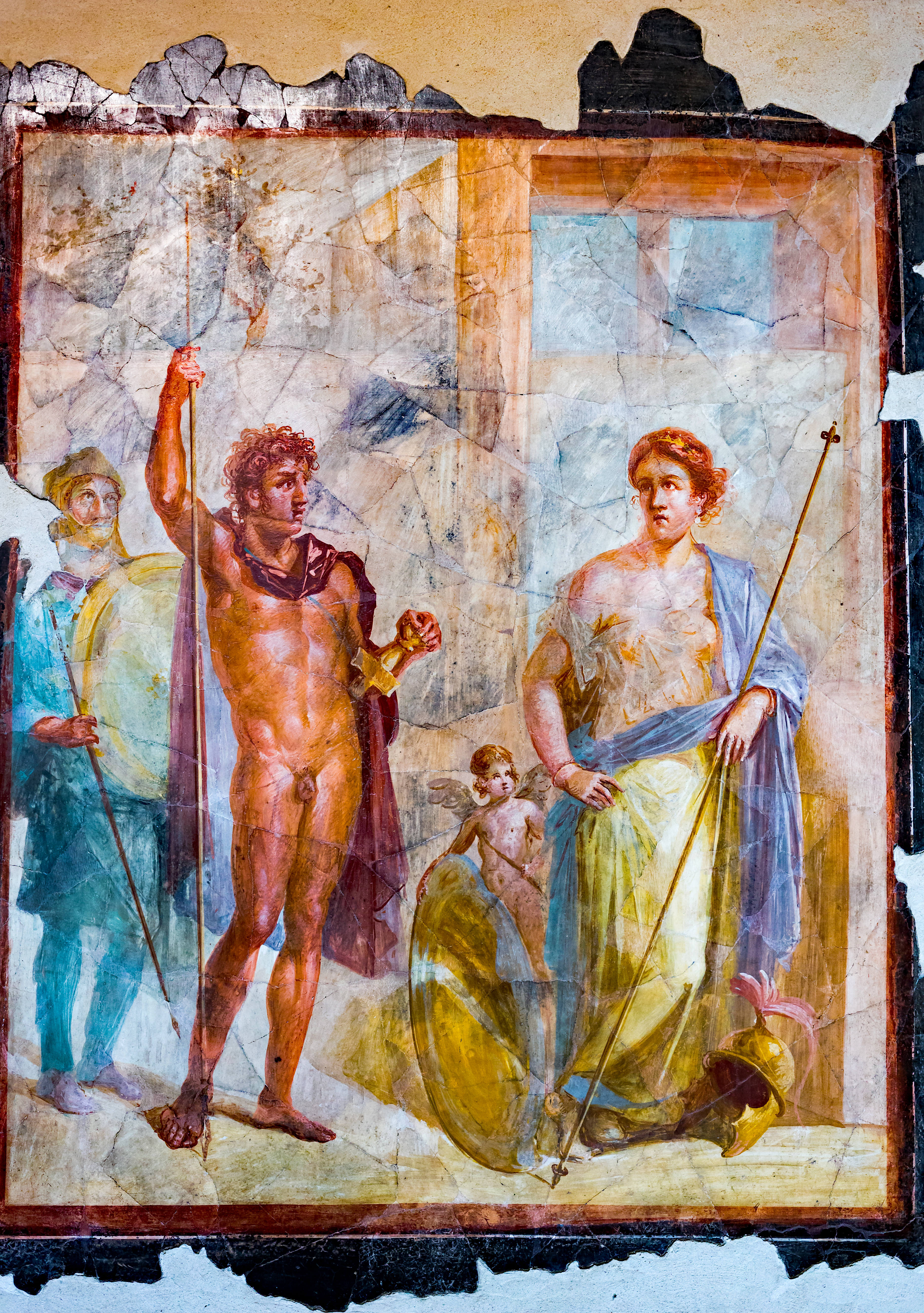
Matrimonio di Alessandro, affresco pompeiano ritenuto dalla critica copia di un'opera alessandrina ritraente le nozze fra Alessandro e Statira, rappresentati nelle vesti di Afrodite e Ares, Antiquarium di Pompei

Nel 324 a.C. Alessandro giunse nuovamente a Susa, dove venne a conoscenza della cattiva amministrazione messa in atto dai satrapi da lui un tempo graziati; fece procedere immediatamente ed energicamente contro i colpevoli, sostituendone molti con governatori macedoni.
Per perseguire il suo progetto di unione tra Greci e Persiani, il re spinse ottanta alti ufficiali del suo esercito alle nozze con nobili persiane e altri diecimila veterani macedoni si sposarono con donne della regione. Egli stesso sposò Statira II, figlia di Dario III, mentre un'altra figlia del re persiano, Dripetide, andò in sposa al suo amico Efestione.
Passò per la prima volta in rassegna il nuovo corpo militare di 30000 giovani Persiani, accuratamente scelti e addestrati per formare una falange macedone. Diecimila veterani furono congedati e rimandati in Macedonia con Cratero, quest'ultimo incaricato di sostituire Antipatro, che era venuto in contrasto con la madre di Alessandro, Olimpiade; Antipatro dovette recarsi in Asia con nuove reclute.
Durante l'inverno il re si ritirò a Ecbatana seguendo l'usanza della corte persiana. Qui morì Efestione (probabilmente per tifo addominale ed eccessivo uso di vino, contro le raccomandazioni del medico), per il quale Alessandro soffrì terribilmente: rase al suolo un vicino villaggio del popolo montanaro dei Cossei, passando alla spada tutti i suoi abitanti come "sacrificio" nei confronti dell'amico e rimase a lutto per sei mesi; inoltre progettò un grandioso monumento funerario mai finito e organizzò imponenti manifestazioni di lutto.
Nella primavera del 323 a.C. Alessandro condusse una spedizione contro gli stessi Cossei e inviò una spedizione per esplorare le coste del Mar Caspio.
Durante i preparativi di invasione dell'Arabia e la costruzione di una flotta con cui intendeva attaccare i domini cartaginesi, venne colpito da una grave malattia, che gli provocò una febbre che lo portò alla morte il 10 giugno del 323 a.C., al tramonto, a meno di 33 anni. Secondo un aneddoto «disperando della vita – racconta un emulo dello Pseudo-Callistene – Alessandro risolse di gettarsi nell'Eufrate per nascondere la sua morte ai soldati e persuadere il mondo che si era ricongiunto con i padri della sua stirpe celeste. Ma essendosi sua moglie Rossane opposta a questo disegno, egli la rimproverò piangendo di contrastare la gloria, concessagli dalla sorte, di essere un dio.» Nel suo testamento commissionava la costruzione di magnifici templi in diverse città, la costruzione di un mausoleo intitolato a suo padre (che avrebbe dovuto rivaleggiare in imponenza con le piramidi egizie), la prosecuzione dell'unione fra Persiani e Greci, la conquista dei territori cartaginesi (Nord Africa, Sicilia e Spagna), l'espansione verso occidente e la costruzione di una strada in Africa lungo tutta la costa; i suoi successori ignorarono gran parte del testamento ritenendolo eccessivamente megalomane e inattuabile.

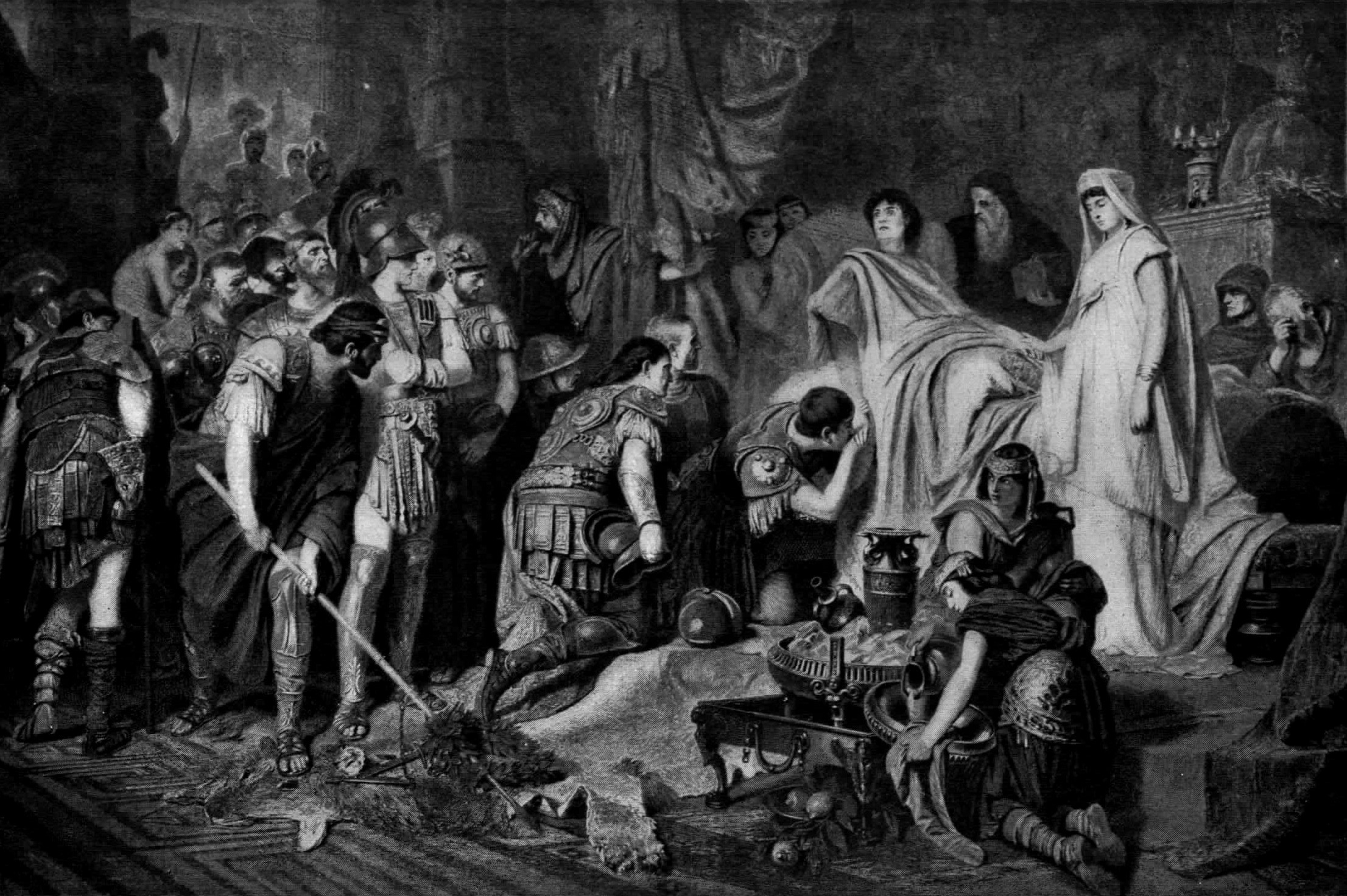
La morte di Alessandro, di Karl von Piloty.

Sulle cause della sua morte sono state proposte varie teorie, tra cui: l'avvelenamento da parte dei figli di Antipatro o da parte della moglie Rossane (in particolare avvelenamento da arsenico); una ricaduta della malaria che aveva contratto nel 336 a.C.; un eccessivo abuso di alcool durante una cena, tale da causargli coma etilico, insufficienza epatica fulminante o pancreatite acuta; conseguenze di alcolismo cronico come cirrosi epatica; o anche, secondo le caratteristiche della febbre, tifo addominale, leucemia fulminante, encefalite da virus del Nilo occidentale e molte altre. In particolare gli storici riportano di un banchetto in cui Alessandro bevve un'intera anfora di vino non diluito (come invece si usava nell'antichità), la cosiddetta "coppa di Eracle" (circa cinque litri di vino dall'alta gradazione), accusò poi un forte dolore alla schiena, "come se fosse stato trafitto da una lancia", una fitta seguita da vomito, ma si riprese dopo un po' e ricominciò a bere. Secondo gli studiosi moderni potrebbe essere un sintomo di pancreatite, degenerata poi nella complicanza di un'infezione dei focolai necrotici nel pancreas e nella sindrome da risposta infiammatoria sistemica. Un recente studio ipotizza anche la sindrome di Guillain-Barré, seguita a febbre intestinale batterica da Campylobacter jejuni, sostenendo che Alessandro sarebbe stato dichiarato deceduto prima della morte effettiva per insufficienza respiratoria, in quanto paralizzato, in coma o in stato di morte apparente. Il corpo venne infatti esposto per sei giorni e non si decompose, e questo fatto fu considerato prova dell'origine divina del re. Tuttavia, questa sarebbe l'unica prova portata a sostegno della tesi.

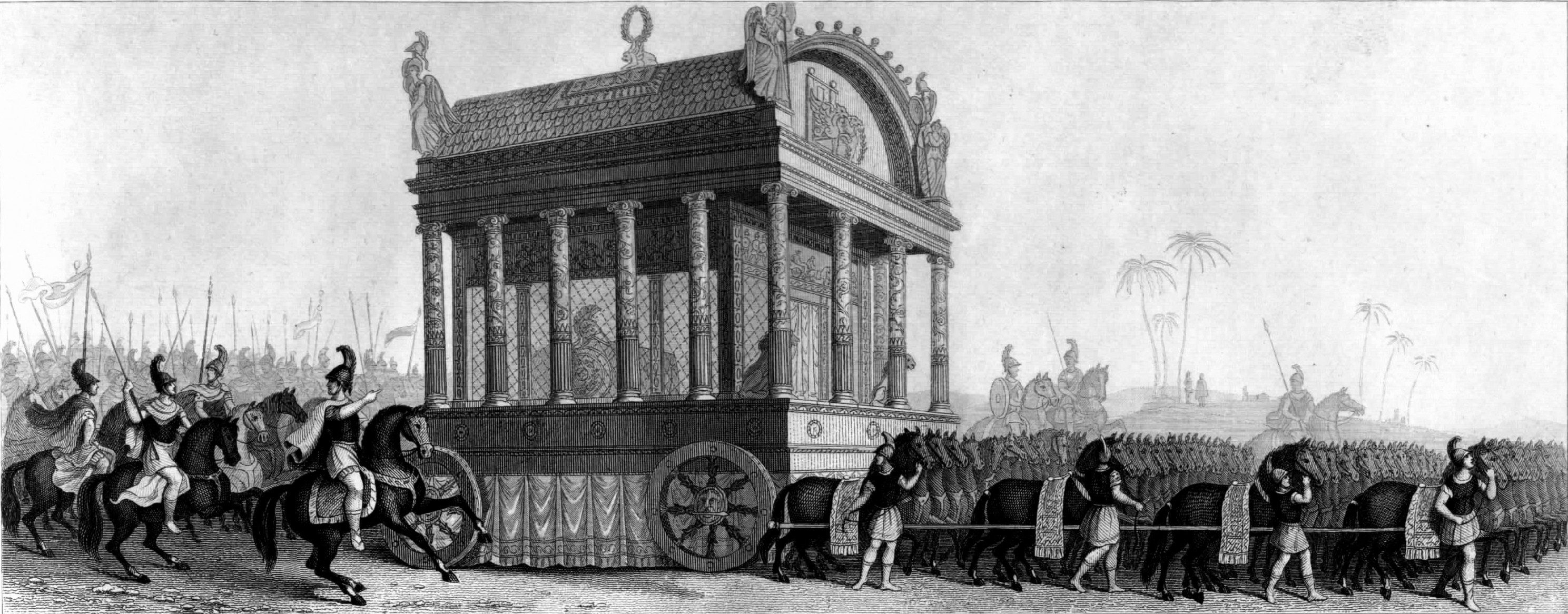
Rappresentazione ottocentesca del corteo funebre di Alessandro, basata sulla descrizione di Diodoro Siculo

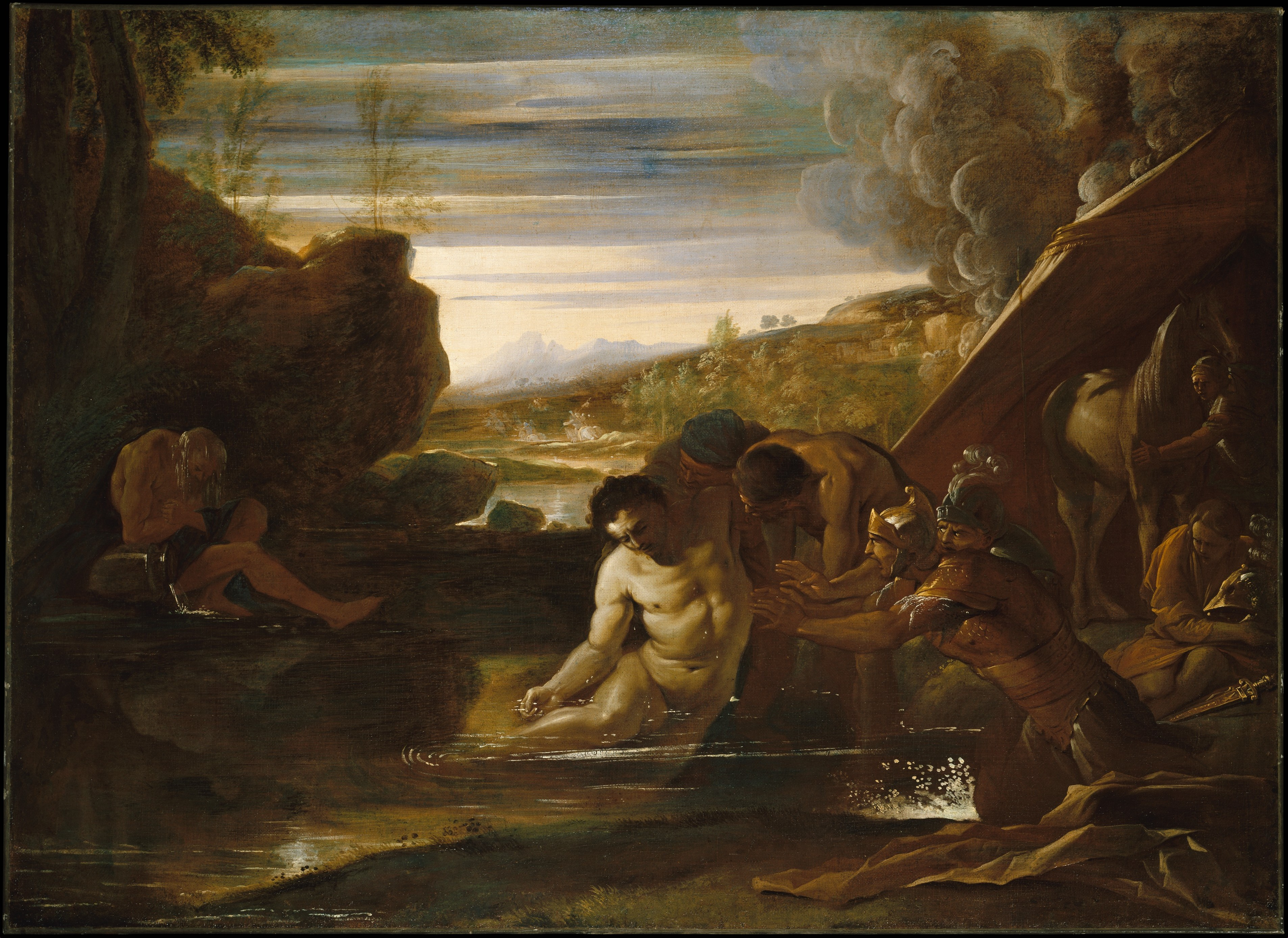
Alessandro Magno nel fiume Cidno salvato dai suoi soldati, Metropolitan Museum of Art, New York.

Secondo le notizie di Flavio Arriano, noto anche come Arriano di Nicomedia, Alessandro, già febbricitante, si ammalò per essersi bagnato nelle acque gelide del fiume Cidno: all'inizio parve riprendersi, ma poi morì probabilmente per una ricaduta di polmonite. Quinto Curzio Rufo descrive come ciò avvenne nella sua Historiae Alexandri Magni Macedonis, delineando i sintomi improvvisi di ipotermia che colpirono Alessandro dopo essersi immerso nel fiume.

### Dopo la morte
Il corpo di Alessandro venne sottoposto ad una procedura di imbalsamazione e poi, secondo Plutarco, alla mummificazione rituale dei faraoni egizi. Secondo Quinto Curzio Rufo e Giustino, Alessandro, poco prima di morire, espresse la volontà di essere sepolto nel tempio di Zeus Amon nell’Oasi di Siwa. Il condottiero, infatti, considerandosi figlio dello stesso dio Amon, non avrebbe voluto essere sepolto accanto al suo vero padre, Filippo II di Macedonia, a Ege, nel sepolcro reale degli Argeadi. Tuttavia, questo desiderio non fu esaudito.
Il luogo di sepoltura di Alessandro è stato oggetto di disputa: oggi, si ritiene che il corpo mummificato di Alessandro, contenuto in un sarcofago d'oro massiccio, possa essere stato portato in Egitto da Tolomeo I nel 321 a.C., e sepolto inizialmente nella necropoli di Saqqara; in seguito fu trasferito in un grandioso mausoleo, nella città da lui fondata, Alessandria d'Egitto (dopo lo spostamento della capitale da Menfi), centro del potere tolemaico. Esso sorgeva in un grande complesso oggi andato distrutto e fondeva elementi ellenistici ed egizi. Sono state ipotizzate diverse ubicazioni sotto l'attuale città, seguendo le descrizioni della posizione del mausoleo date da diversi storici antichi, come Strabone. Esso era, secondo alcune testimonianze ispirato a quello di Alicarnasso.

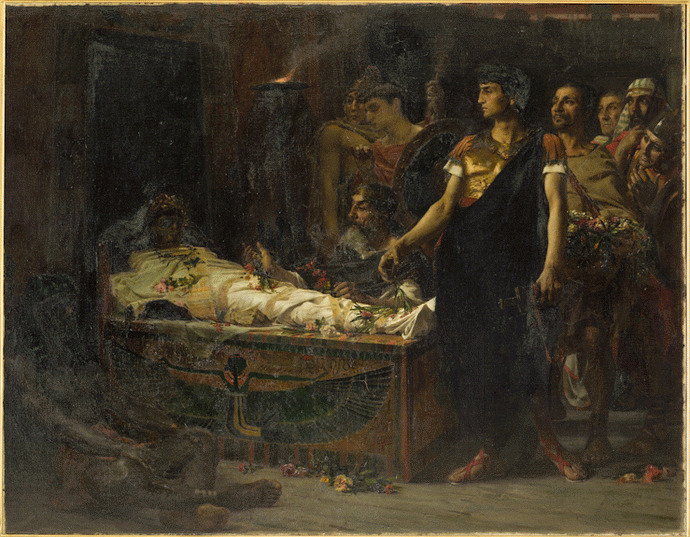
Augusto alla tomba di Alessandro, Eugène Buland, musée d'Orsay.

Numerosi personaggi celebri dell'antichità, come Cesare e Augusto, resero nel tempo omaggio alla tomba di Alessandro, ma al tempo della caduta dell'Impero romano d'Occidente si erano perse le tracce della mummia. Alcuni archeologi, come Zahi Hawass, ritengono che il corpo del re macedone sia stato in seguito messo in salvo durante un'incursione barbara nei territori dell'Impero romano d'Oriente, o per sottrarla ad alcuni cristiani locali che volevano distruggerla (in quanto il rendere omaggio a Alessandro era considerato rito pagano), e si trovi quindi tra i numerosi corpi nella "valle delle mummie dorate", presso l'oasi di Bahariya (dove si trovano anche i resti di un tempio a lui dedicato).
Nel 2014 una tomba con diverse sepolture ad Anfipoli in Macedonia (nell'odierna Grecia) è stata da alcuni identificata nella definitiva sepoltura di Alessandro, forse il luogo di una possibile traslazione dei resti del condottiero da parte dell'imperatore romano Caracalla (III secolo d.C.), ma si tratta di un'ipotesi controversa. La cosiddetta tomba di Kasta, probabilmente progettata per Alessandro, non fu mai usata per la sua scelta di non essere sepolto in Macedonia destinando il mausoleo di Anfipoli a cenotafio di Efestione (e forse in seguito vi fu sepolto il figlio Alessandro IV, che un tempo si riteneva inumato a Ege, o più probabilmente la madre Olimpiade), oppure per il fatto che Tolomeo I si impadronì dopo poco della mummia portandola in Egitto.
Secondo un ricercatore e giornalista del National Geographic, Andrew Chugg, sarebbe addirittura possibile che i resti del corpo di Alessandro si trovino sepolti a Venezia nella basilica di San Marco, in quanto le ossa del re macedone sarebbero state scambiate per errore durante il Medioevo con quelle del santo evangelista, e portate nella città italiana nel IX secolo.

## Successione

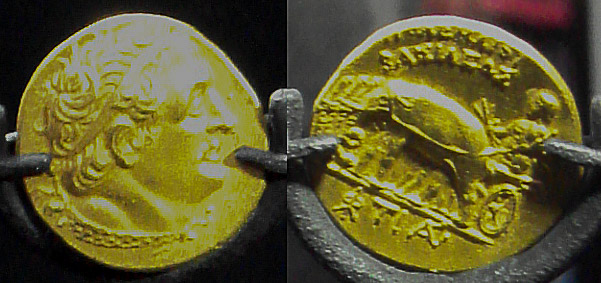
Una rara moneta di Tolomeo I; sul rovescio è raffigurato Alessandro trionfante su un carro trainato da elefanti, a ricordare il successo della campagna in India.

Alessandro ebbe due figli: Eracle di Macedonia, nato nel 327 a.C. da Barsine (figlia del satrapo Artabazus di Frigia) e Alessandro IV di Macedonia, nato postumo nel 323 a.C. dalla moglie Rossane (figlia del satrapo Ossiarte di Battriana). Aveva anche numerosi amanti, tra i quali l'amico Efestione e Bagoas. Quando adottò la poligamia, sposò anche la figlia di Dario III, Statira II, e sua cugina Parisatide II. La prima era probabilmente incinta alla morte di Alessandro. Entrambe furono comunque fatte assassinare a Susa da Rossane quando il re morì, poiché intendeva assicurare la successione a suo figlio che doveva nascere.
Al morente Alessandro fu chiesto il nome di colui che aveva scelto come suo successore. Egli diede un'indistinta risposta nella quale qualcuno comprese il nome di Eracle (il figlio avuto da Barsine) e altri «tôi kratistôi» (e cioè al migliore, al più capace).
Subito dopo il suo decesso, ci fu la cosiddetta Spartizione di Babilonia, che vide contrapporsi due linee di successione: il figlio di Alessandro avuto dalla moglie Rossane, Alessandro IV, e il suo fratellastro Filippo III Arrideo. Poiché il primo era ancora in fasce e il secondo era infermo di mente, i generali dell'esercito macedone (Diadochi) elessero un reggente, Perdicca, successivamente accettato in modo formale dall'assemblea dei soldati. Eracle, ritenuto da molti non realmente figlio di Alessandro, fu immediatamente escluso e non prese parte alle rivendicazioni.
Nel 322 a.C. Perdicca si scontrò con Tolomeo (uno dei Diadochi e satrapo d'Egitto, che si considerava fratellastro di Alessandro e Arrideo, in quanto presunto figlio illegittimo di Filippo II), contro il quale mosse guerra e rimase ucciso.
     Impero seleucide
     Impero tolemaico
     Regno di Lisimaco
     Regno di Cassandro I

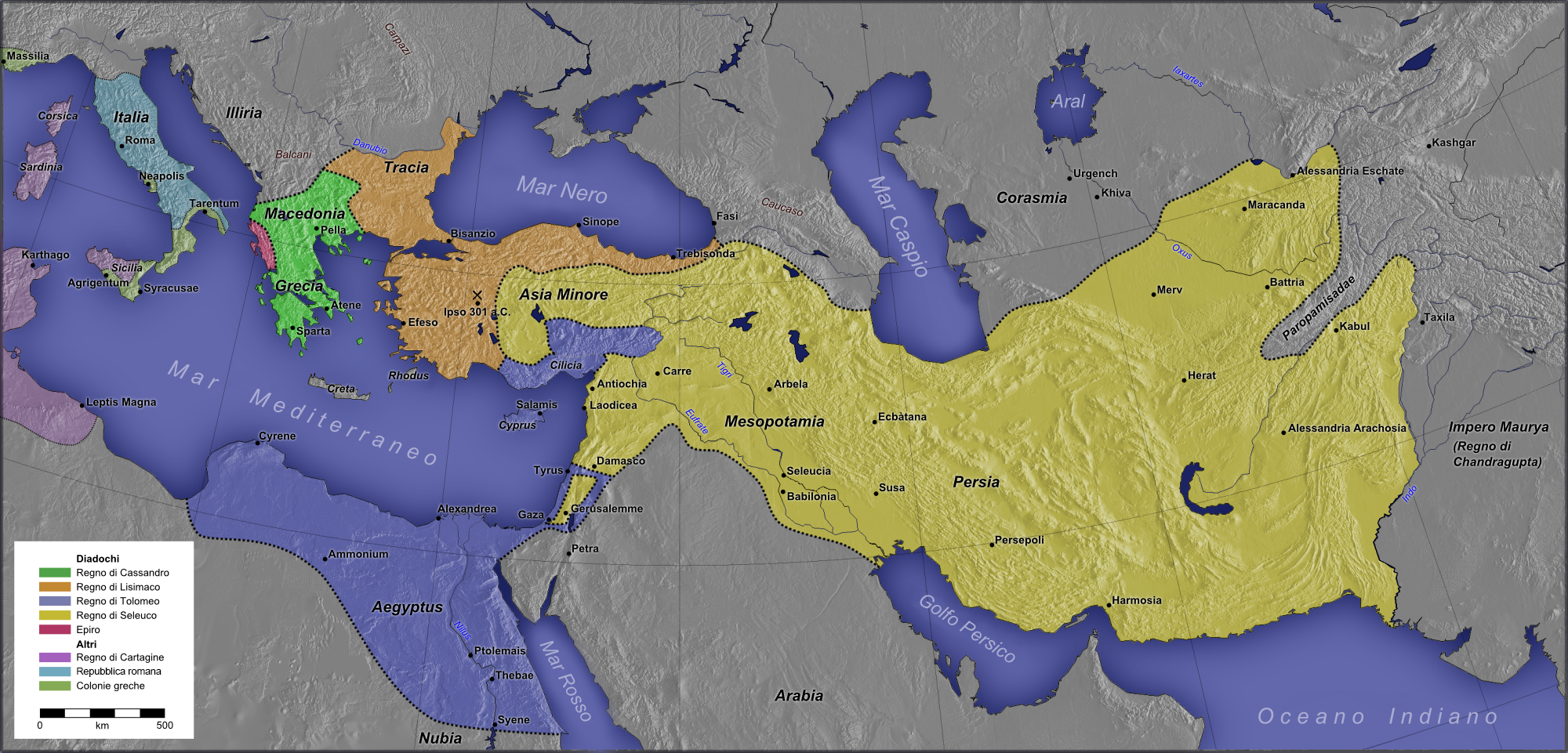
La divisione dell'impero di Alessandro: i regni dei Diadochi dopo la battaglia di Ipso (301 a.C.).
Impero seleucide
Impero tolemaico
Regno di Lisimaco
Regno di Cassandro I

Successivamente i Diadochi elessero come reggente il generale Antipatro, anche se questi non fu accettato da tutti. Ne nacque una guerra civile tra Antipatro e poi suo figlio Cassandro da una parte, e buona parte della famiglia reale argeade dall'altra, nel corso della quale trovarono la morte i familiari ancora in vita di Alessandro Magno, tra cui i due figli Eracle e Alessandro, la moglie Rossane, la madre Olimpiade, la sorella Cleopatra, fatti quasi tutti assassinare dal reggente o da suoi alleati, ma anche la cognata Euridice e il fratellastro Filippo III, fatti uccidere da Olimpiade. Successivamente i Diadochi si divisero ufficialmente l'impero, passando da satrapi a sovrani effettivi, e originando i primi quattro regni ellenistici (in seguito ulteriormente suddivisi nei secoli successivi), dove fu portata avanti la politica di Alessandro riguardo alla fusione tra costumi orientali e greci (un perfetto esempio fu il Regno indo-greco nato nel 180 a.C.). Estinta la linea maschile legittima della dinastia argeade nel 310 a.C., Cassandro (cognato di Alessandro in quanto marito di Tessalonica, figlia superstite di Filippo II), divenne re di Macedonia succedendo ad Alessandro IV. L'anno successivo Cassandro fece avvelenare Eracle, ponendo fine alla discendenza del condottiero. L'enorme territorio persiano passò invece a Seleuco, che nel 305 a.C. fondò l'Impero seleucide con diversi stati satelliti come il Regno greco-battriano, mentre Tolomeo divenne faraone d'Egitto e fondatore della dinastia tolemaica.

## Fonti storiche e leggenda
Le fonti storiche su Alessandro sono piuttosto numerose. Conosciamo l'esistenza di resoconti a lui contemporanei, provenienti dallo storico di corte Callistene, dal generale Tolomeo, dall'architetto militare Aristobulo e da Clitarco di Alessandria; queste opere sono però andate tutte perdute.
I principali storici che successivamente trattarono delle sue vicende sono:
- Flavio Arriano, storico di Nicomedia (Anabasis Alexandri, ovvero Le campagne di Alessandro, scritto in greco e di carattere prevalentemente militare);
- Quinto Curzio Rufo, storico romano (Historiae Alexandri Magni Macedonis, biografia di Alessandro in dieci libri, mutila dei primi due, in cui l'autore traccia un ritratto non privo di ombre del re macedone assieme alla successiva vicenda dei Diadochi);
- Plutarco di Cheronea, storico greco (Vita Alexandri e due orazioni De Alexandri fortuna e De Alexandri virtute);
- Diodoro Siculo, storico greco (i libri dal XVII al XXI della sua Bibliotheca historica coprono le conquiste di Alessandro e la successiva storia dei Diadochi); per lui il passaggio di Alessandro in Asia costituiva un evento di fondamentale importanza storica;[N 8]
- Giustino, storico romano, ci ha invece lasciato un'epitome (un riassunto) della storia universale di Pompeo Trogo (Historiarum Philippicarum T. Pompeii Trogi Libri XLIV);
- Paolo Orosio, storico latino cristiano (Historiarum adversus paganos libri septem), tratta ampiamente di Alessandro nel libro III, tracciandone un ritratto complessivamente negativo.

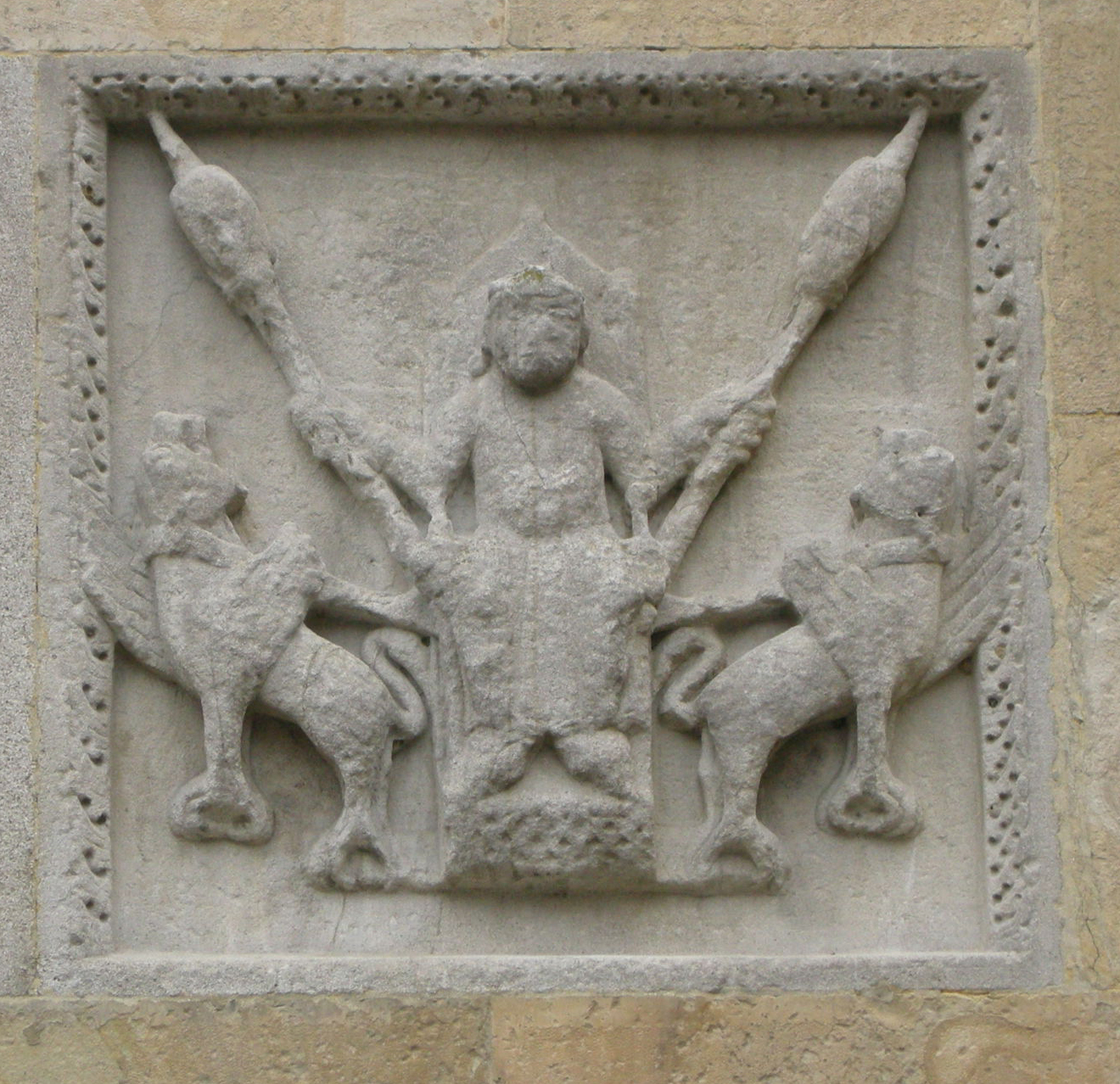
La leggenda del Volo di Alessandro, decorazione della torre del duomo di Fidenza.

Ognuno offre una differente immagine del re macedone e, come dice Strabone, "tutti coloro che scrissero di Alessandro preferirono il meraviglioso al vero".
Alessandro divenne una leggenda mentre era ancora in vita ed episodi meravigliosi furono narrati già dai suoi contemporanei che avevano assistito alle sue imprese. Oggi il suo nome viene equiparato ai più grandi condottieri di ogni tempo, come Giulio Cesare, Gengis Khan e Napoleone.
Nel secolo successivo alla sua morte, i racconti leggendari sulla sua vita furono raccolti a Alessandria d'Egitto nel Romanzo di Alessandro, falsamente attribuito a Callistene (l'autore è a volte citato come pseudo Callistene). Questo testo ebbe grande diffusione per tutta l'antichità e il Medioevo, con numerose versioni e revisioni. In epoca tardo-antica venne tradotto in lingua latina e in siriaco, da qui poi divulgato in moltissime lingue, compreso l'arabo, il persiano, il malese e le lingue slave.
È invece andata quasi completamente perduta la Alessandriade (Αλεξανδριάς), un poema epico scritto dal poeta Adriano e del quale è pervenuta una sola linea.

## Nella cultura di massa

### Letteratura
- Il Romanzo di Alessandro è una raccolta di storie con elementi fantastici e leggendari, diffuse e popolarissime fin dall'antichità, sulla sua vita. Collegato ad esso è anche il poema cavalleresco Giuramento del pavone.[272]
- Alexandros è un poemetto di Giovanni Pascoli pubblicato nel 1895 e incluso poi nei Poemi conviviali.
- Lo scrittore olandese Louis Couperus scrisse il romanzo storico Iskander. De roman van Alexander den Groote, del 1920, su Alessandro dopo l'invasione dell'Asia. Basato largamente sugli storici Quinto Curzio Rufo, Arriano e Plutarco, vi racconta le condizioni psicologiche di Alessandro negli ultimi anni di vita.
- Nel 1929, Klaus Mann pubblicò a Berlino presso la casa editrice Fischer, Alexander. Roman der Utopie.
- Robert Payne pubblicò nel 1954 il romanzo Alexander the God, sulla sua vita.
- Nel 1958, il francese Maurice Druon scrive il romanzo Alexandre le Grand.
- Dal 1969 al 1981, la scrittrice britannica Mary Renault scrisse una trilogia di romanzi storici sulla vita del macedone: Fuoco dal cielo (sui suoi primi anni fino all'adolescenza), Il ragazzo persiano (sulla sua conquista della Persia, la spedizione in India, e la sua morte, raccontate dal punto di vista di Bagoa, un eunuco persiano ed eromenos di Alessandro) e Giochi funerari (sugli eventi seguiti alla sua morte). Alexandros appare anche in altri romanzi della Renault: brevemente in La maschera di Apollo; vi si allude in Le ultime gocce di vino e indirettamente in The Praise Singer. In aggiunta, Renault scrisse anche una biografia sul macedone: The Nature of Alexander.
- Ivan Antonovič Efremov scrisse il romanzo storico Thaïs l'ateniese (1972) sulla vita dell'etera greca Thaïs, mentre segue Alessandro nelle sue campagne militari. Alessandro e Thaïs hanno una relazione amorosa nel romanzo.
- Lo scrittore francese Roger Peyrefitte scrisse una trilogia su Alessandro, qui visto da erudito: La Jeunesse d'Alexandre (1977), Les Conquêtes d'Alexandre (1979) e Alexandre le Grand (1981).
- Nel 1998, lo scrittore italiano Valerio Massimo Manfredi ha pubblicato la prima edizione della trilogia Aléxandros, che comprende Il figlio del sogno, Le sabbie di Amon e Il confine del mondo. Tali romanzi sono sempre stati pubblicati dalla Mondadori. Lo stesso autore, inoltre, ha pubblicato un saggio storico intitolato La tomba di Alessandro, che affronta le tematiche delle circostanze della sua morte, ubicazione della sua tomba e le sue volontà. Manfredi ha anche realizzato, per la trasmissione radiofonica di Rai Radio 2 "Alle Otto della Sera" un ciclo di 20 episodi riguardanti Alessandro Magno.
- Nel 2007, lo scrittore spagnolo Javier Negrete ha pubblicato il romanzo Alessandro Magno e l'aquila di Roma. In Italia il romanzo è uscito 12 anni dopo, pubblicato da Newton Compton Editori.

### Cinema e televisione
- Alessandro il Grande (Alexander the Great), regia di Robert Rossen (1956)[273][274]
- Alessandro il Grande (O Megalexandros), regia di Theodoros Angelopoulos (1980)[275]
- Alexander, regia di Oliver Stone (2004)[276][277]

Baz Luhrmann aveva pianificato un film inconsueto su Alessandro Magno, con Leonardo DiCaprio, ma la realizzazione di Oliver Stone lo ha costretto a posticipare l'evento a data da destinarsi (il film avrebbe dovuto basarsi sulla trilogia di romanzi di Valerio Massimo Manfredi Aléxandros).

### Animazione
- Nel 1999 la giapponese Madhouse ha prodotto la serie anime Alexander Senki (Cronache di Alessandro), intitolata in Italia Alexander, con il character design di Peter Chung (autore di Æon Flux);
- Nel 2003 il noto mangaka giapponese Yoshikazu Yasuhiko ha dedicato al personaggio di Alessandro il volume Alexandros;
- Nel 2006 nella light novel Fate/Zero di Gen Urobuchi appare Alessandro come "servant" convocato dal Sacro Graal.

### Musica
- Il gruppo metal britannico Iron Maiden ha inserito una canzone intitolata Alexander The Great nel proprio album Somewhere in Time del 1986. La canzone, composta completamente dal bassista Steve Harris, incomincia con una citazione di re Filippo II e descrive la vita di Alessandro Magno attraversandone i punti principali: la nascita, le sconfitte inflitte a Persiani, Sciti e Egizi, le conquiste di Persepoli, Babilonia e Susa, la leggenda del "nodo gordiano", la diffusione dell'Ellenismo e la mancata marcia sull'India, non intesa come Stato moderno ma come regione che allora comprendeva, tra gli altri territori, anche il Pakistan;
- Il musicista brasiliano Caetano Veloso ha incluso nel 1998 nel suo album Livro una canzone epica su Alessandro Magno intitolata Alexandre;
- Roberto Vecchioni ha dedicato a Alessandro Magno la canzone Alessandro e il mare, inclusa nell'album Milady del 1989.
- Nell'album Kokler (Roots) del gruppo turco dei Baba Zula, è presente una canzone dal titolo Iskender, dedicata a Alessandro. Oltre alla versione lunga, è stata inserita anche una versione dub, più corta;
- L'album The Fourth Legacy, del gruppo metal Kamelot, comprende la canzone Alexandria, che si riferisce alla città omonima del macedone, intendendola come una rappresentazione concreta della mentalità e dei sogni del sovrano.

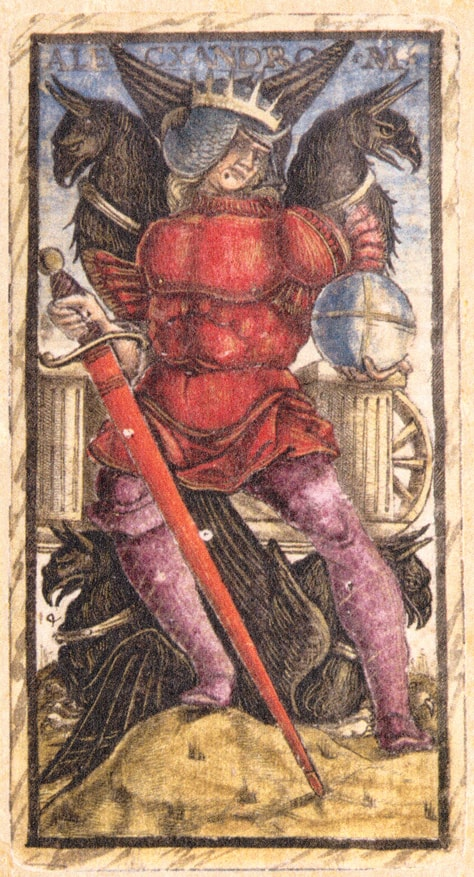
Alecxandro M. come Re di Spade nei Tarocchi Sola Busca, Pinacoteca di Brera, Milano.

### Giochi di carte
- Già sul finire del Quattrocento, la figura di Alessandro fu inserita nelle carte da gioco francesi come Re di Fiori, con la didascalia ALEXANDRE, e in tal modo si è conservata fino all'Ottocento, quando presero piede nuove raffigurazioni.[280]
- Nelle carte dei Tarocchi, il conquistatore macedone appare nel mazzo Sola Busca (oggi alla Pinacoteca di Brera) come Re di Spade, con la didascalia ALECXANDRO M.,[281] e nel mazzo Leber, anche qui come Re di Spade (oggi alla Biblioteca municipale di Rouen), con la didascalia ALEXANDER MAGNUS REX MACEDONICUS.[282]

### Videogiochi
- Il 23 novembre 2004 è uscito Alexander della Ubisoft, basato sul film diretto da Oliver Stone.
- Nel 2006 è uscito Rome: Total War: Alexander, espansione del videogioco Rome: Total War basata sulle conquiste di Alessandro.
- Nel 2009 la FX Interactive ha pubblicato Sparta II - Le conquiste di Alessandro Magno, prodotto dall'azienda russa World Forge.
- Altro videogioco ispirato dal film di Oliver Stone è Alexander: Il Tempo degli Eroi, prodotto dalla Deep Silver.

### Annotazioni
1. ↑  Il nome Alexandros deriva da ἀλέξ [aléx] e ἀνὴρ, ἀνδρὸς [anḕr, andrós] e significa "protettore dell'uomo".
2. ↑  Tale racconto fu poi oggetto di emulazione da parte di Scipione l'Africano; cf.  Braccesi Lorenzo, L'Alessandro occidentale: il Macedone e Roma, L'Erma di Bretschneider, 2006, p. 102, ISBN 978-88-8265-376-7.
3. ↑  Una volta Alessandro regalò a Leonida incenso e mirra, pregandolo in tal modo di smettere con la sua avarizia. Plutarco, Vita di Alessandro, 25, 5.
4. ↑  Aristotele era imparentato con Ermia di Atarneo, con cui poco prima Filippo aveva instaurato una pace strategica; infatti dal suo territorio si doveva partire per l'attacco alla Persia e i genitori di entrambi (Nicomaco e Aminta II) si conoscevano. Si veda  Plutarco, Vite parallele - Alessandro e Cesare, pag. 46-47, BUR, ventitreesima edizione, 2009, ISBN 978-88-17-16613-3.
5. ↑  Denominata «della cassetta»; alcuni, come Strabone (XIII, 1,27) affermano che fosse stata scritta dai compagni di Alessandro, Callistene e Anassarco. Altri sostengono che il conquistatore stesso avesse contribuito alla sua stesura
6. ↑  Probabilmente fu un seguace di Diogene ad aggiungere dei particolari alla storia dell'incontro tra il filosofo cinico e Alessandro. Confronta il testo con Plutarco, Vita di Alessandro, 14, 2-3.
7. ↑  I dodici giorni di agonia sono minuziosamente registrati nelle tracce delle Efemeridi reali, ovvero la cronaca ufficiale delle giornate del re; vedi Musti.
8. ↑  Lo considerava come «termine di riferimento per calcolare la durata dei regni degli dei egiziani». Si veda  Diodoro Siculo, Biblioteca storica, volume primo, note alle pag 172-173, Milano, BUR, 2004, ISBN 88-17-10021-8..

### Fonti
1. 1 2 3   Ernesto Damiani, La piccola morte di Alessandro il Grande, Marsilio, 2012, ISBN 978-88-317-1163-0.
2. ↑  (EN) Peter Green, Alexander the Great and the Hellenistic Age, Orion Publishing Co, 2008, pp. 15-16, ISBN 978-0-7538-2413-9.
3. ↑  (EN) Hutan Ashrafian, "The death of Alexander the Great—a spinal twist of fate", in Journal of the History of the Neurosciences, 13 (2), luglio 2004, pp. 138-142.
4. ↑  Plutarco, Vita di Alessandro, 4, 1-8.
5. ↑  Ateneo di Naucrati, I deipnosofisti, o sofisti a banchetto, 10.45 434F e 435A, si veda anche: (EN) William W. Fortenbaugh, Lyco of Troas and Hieronymus of Rhodes, Transaction Publishers, 2004,  p. 155, ISBN 978-0-7658-0253-8.
6. ↑  Plutarco, Vita di Alessandro, 32, 5.
7. ↑  (EN) Gregory S. Aldrete, Scott Bartell e Alicia Aldrete, Ancient linen body armor - Unraveling the linothorax mystery, Baltimora, Johns Hopkins University Press, 2013, ISBN 978-1-4214-0819-4.
8. 1 2  Green, p. 4.
9. ↑  Green, pp. 24-26.
10. ↑  Green, pp. 23-24.
11. ↑   Plutarco, Vita di Alessandro, 15, 8.
12. ↑   Arriano, Anabasi di Alessandro,, I, 11, 7-8.
13. ↑   Claudio Eliano, Varia Historia, 12, 7, 1533. Il testo greco originale, Ποικίλη ἱστορία, è accessibile gratuitamente on-line in Bibliotheca Augustana.
14. ↑  Secondo Platone, invece, il ruolo dell'erómenos competeva ad Achille, che era molto più giovane dell'amico ( Simposio, 179e-180a.).
15. ↑  Lane Fox, p. 34.
16. ↑  Citati, p. 15.
17. ↑  Plutarco, Vita di Alessandro, 28.
18. ↑  A. M. Chugg, "Was Alexander the Great Originally Interred in the Usurped Sarcophagus of Nectanebo II?" Kmt: A Modern Journal of Egyptology, Volume 31, Number 3, Fall 2020, pp. 66–74
19. ↑   Marta Sordi, Responsabilità, perdono e vendetta nel mondo antico, Vita e Pensiero, 1998, p. 145, ISBN 978-88-343-0081-7.
20. ↑  Lane Fox, p. 37.
21. ↑  Musti, p. 621.
22. ↑  Plutarco, Vita di Alessandro, 8, 4-5.
23. ↑  https://www.facebook.com/Ambasciatadigreciaaroma/posts/1133530133406111/
24. ↑  Nella primavera del 346 a.C., racconta Eschine che Alessandro suonava la lira e dialogava amabilmente, da Eschine, contro Timarco (p. 168)
25. ↑  Isocrate, Epistole V.
26. ↑  Frediani, p. 57.
27. ↑   Plutarco, 9, in Vite Parallele, ASIN: B00PJCIXX0.
28. ↑   Peter John Rhodes, A history of the classical Greek world: 478-323 BC, quarta edizione, Wiley-Blackwell, 2006, p. 321, ISBN 978-0-631-22564-5.
29. ↑  Mossé, p. 11.
30. ↑  Per il dialogo si veda fra gli altri:  H. A. Guerber, The Story of the Greeks, Yesterday's Classics, 2006, pp. 305-306, ISBN 978-1-59915-011-6.
31. ↑  La prima di queste è descritta in Frediani, pp. 63-64.
32. ↑  Tutta la battaglia viene descritta con particolari e mappe in Frediani, pp. 64-65.
33. ↑  Mossé, p. 13.
34. ↑  Lane Fox, p. 82.
35. ↑   George Grote, History of Greece, Volume 12, Editore Harper, 1872, p. 108.
36. ↑  Plutarco, Vita di Alessandro, 14, 6-8.
37. ↑  Strabone di Amasia: "Geografia", Vol. III; Libro V; Capo VII
38. ↑   Michael Thompson, Richard Hook, Osprey Publishing, 2007, Granicus 334 BC: Alexander's First Persian Victory, pag 23, ISBN 978-1-84603-099-4.
39. ↑  Frediani, p. 113.
40. ↑  Quelle che provenivano dall'Egitto terminato il vecchio incarico. Si veda  John Maxwell O'Brien, Alexander the Great: the invisible enemy : a biography, pag 65, Milano, Routledge, 1994, ISBN 978-0-415-10617-7.
41. ↑  Arriano, Anabasi, I, 18, 6-9.
42. ↑  Curzio Rufo, Storie di Alessandro Magno, III, 12,6; V, 1,44.
43. ↑  Diodoro Siculo, Bibliotheca historica, XVII, 24, 1 aggiunge anche che furono tolti i contributi che pagavano in precedenza, ma in realtà al posto dei tributi chiese una «contribuzione» al suo dire momentanea.
44. ↑  Musti, p. 639.
45. ↑  Ariano 1, 23, 8
46. ↑  Frediani, p. 115.
47. ↑  Lane Fox, p. 133.
48. ↑   James R. Ashley, The Macedonian Empire: The Era of Warfare Under Philip II and Alexander the Great, 359-323 B.C., pag 207, McFarland, 2004, ISBN 978-0-7864-1918-0.
49. ↑   William Mitford, The history of Greece Volume 5, pag 153, Cadell and Davies, 1818.
50. ↑  Curzio Rufo, Storie di Alessandro Magno, VIII, 1, 36.
51. ↑  Lane Fox, p. 136.
52. ↑  Citati, p. 23.
53. ↑  Arriano, Anabasi, I, 22, 6.
54. ↑  Arriano, Anabasi, I, 24, 1.
55. ↑  Arriano, Anabasi, I, 26, 4.
56. ↑  Arriano, Anabasi, I, 25, 10.
57. ↑  La donna riferì che di Alessandro l'uomo portava solo il nome, da Aristobulo, fr, 2 b Jacoby
58. ↑  Curzio Rufo, Storie di Alessandro Magno, III, 7, 11.
59. ↑  La descrizione non è riportata da Diodoro; Mossé, p. 17.
60. ↑  Plutarco, Vita di Alessandro, 18, 4.
61. ↑  Lane Fox, p. 109.
62. ↑  Curzio Rufo, Storie di Alessandro Magno, III, 1, 20.
63. ↑  Diodoro Siculo, Bibliotheca historica, XVII: 29,1-2 e 31,3.
64. ↑  Senofonte, Anabasi 1,21,22
65. ↑  Diodoro Siculo, Bibliotheca historica, XVII, 30, 4.
66. ↑  Plutarco, Vita di Alessandro, 18, 6.
67. ↑   Luisa Prandi, Callistene: uno storico tra Aristotele e i re macedoni, pag. 101, Editoriale Jaca Book, 1985, ISBN 978-88-16-95017-7.
68. ↑  Plutarco, Vita di Alessandro, 19, 2-9.
69. ↑   Donald W. Engels, Alexander the Great and the logistics of the Macedonian army, pag 46, University of California Press, 1980, ISBN 978-0-520-04272-8.
70. ↑  Arriano, Anabasi di Alessandro, Libro II, cap. VI.
71. ↑   Daniele Forconi, Il crollo dell'impero persiano, in Alessandro Magno, Firenze, Giunti Gruppo Editoriale, 2002,  p. 53, cit., ISBN 88-09-02760-4.
72. ↑  Lane Fox, p. 165.
73. ↑  Plutarco, Vita di Alessandro, 20, 5-7.
74. 1 2  Le cifre sono prese da Frediani, pp. 134-135.
75. ↑  Curzio Rufo, Storie di Alessandro Magno, III, 9, 2.
76. ↑  Ogni ordine sarebbe stato impartito ed eseguito in metà tempo, così in Senofonte, Anabasi, 1,8,21
77. ↑  Lane Fox, pp. 167-168.
78. ↑  Arriano, Anabasi, II, 6.
79. ↑  Lane Fox, p. 173.
80. ↑  Plutarco, Vita di Alessandro, 20, 10.
81. ↑  Curzio Rufo, Storie di Alessandro Magno, III, 11, 27.
82. ↑  Musti, p. 641.
83. ↑  Curzio Rufo, Storie di Alessandro Magno, III, 12, 7.
84. ↑  Diodoro Siculo, Bibliotheca historica, XVII, 37, 6.
85. ↑  Arriano, Anabasi, II, 12, 1.
86. ↑  Citati, p. 99.
87. ↑   M. A. Dandamaev, A political history of the Achaemenid empire, Ancient Near East, pag 323, BRILL, 1989, ISBN 978-90-04-09172-6.
88. ↑  Ateneo, Dipnosofisti, XIII 607 f 608 a
89. ↑  Plutarco, Vita di Alessandro, 21, 7-9.
90. ↑  Arriano, Anabasi, II, 14, 4-9.
91. ↑  Curzio Rufo, Storie di Alessandro Magno, IV, 2, 2.
92. ↑  Giustino, XI,10.11
93. 1 2  Diodoro Siculo, Bibliotheca historica, XXX, 18.
94. ↑  Curzio Rufo, Storie di Alessandro Magno, IV, 3, 9.
95. ↑   Rufus J. E. Atkinson, Virginio Antelami, Tristano Gargiulo, Quintus Curtius, Lorenzo Valla, 1998, Storie di Alessandro Magno, Scrittori greci e latini. Volume 1, pag 101, ISBN 978-88-04-43468-9.
96. ↑  Lane Fox, pp. 187-188.
97. ↑  Diodoro Siculo, Bibliotheca historica, XVII, 41, 3.
98. ↑  Arriano, Anabasi, II, 25, 13; con tale data non concorda Plutarco, che indica la ricezione della missiva nella primavera del 331 a.C.
99. ↑  Citati, pp. 101-102.
100. ↑  Curzio Rufo, Storie di Alessandro Magno, IV, 3, 24-26.
101. ↑  Curzio Rufo, Storie di Alessandro Magno, IV, 4, 2.
102. ↑  Plutarco, Vita di Alessandro, 25, 1-3.
103. ↑  Frediani, p. 162.
104. ↑   W. W. Tarn, Alexander the Great: Volume 2, Sources and Studies, Volume 2, pag 120, Cambridge University Press, 2003, ISBN 978-0-521-53137-5.
105. ↑  Curzio Rufo, Storie di Alessandro Magno, IV, 4, 12.
106. ↑  Arriano, Anabasi, II, 24.
107. ↑   Edward Farr, History of the Persians, pag 252, Robert Carter, 1850.
108. ↑  Lane Fox, p. 190.
109. ↑  Arriano, Anabasi, II, 24, 6.
110. ↑  Arriano, Anabasi, II, 26, 2.
111. ↑  Curzio Rufo, Storie di Alessandro Magno, IV, 6, 8.
112. ↑  Diodoro Siculo, Bibliotheca historica, XVII, 48.
113. ↑  Arriano, Anabasi, II, 26, 26-27.
114. ↑  Curzio Rufo, Storie di Alessandro Magno, IV, 6, 19.
115. ↑  Frediani, p. 170.
116. ↑  Lane Fox, p. 192.
117. ↑   N. G. L. Hammond, The Genius of Alexander the Great, pag 96, UNC Press, 1998, ISBN 978-0-8078-4744-2.
118. ↑  Curzio Rufo, Storie di Alessandro Magno, IV, 6, 25.
119. ↑  Flavio Giuseppe, Antichità giudaiche, XI, 337 [VIII, 5]
120. ↑  (EN) The Book of Daniel. Old Testament, su Britannica. URL consultato il 20 luglio 2023.
121. ↑  Musti, p. 643.
122. ↑  Mossé, p. 19.
123. ↑  Arriano, Anabasi, III, 1-4.
124. ↑  Citati, p. 24.
125. ↑  «C'è un'isola nel mare ondoso, dinnanzi all'Egitto, la chiamano Faro» Omero, Odissea, 4,354-355, traduzione di Domenico Magnino da  Plutarco, Alessandro Cesare, pag 97, BUR, ventitreesima edizione, 2009, ISBN 978-88-17-16613-3.
126. ↑  Arriano, Anabasi, III, 1-5.
127. ↑  Plutarco, Vita di Alessandro, 26, 8.
128. ↑   Alan K. Bowman, L'Egitto dopo i faraoni, pag 228, Giunti, 1997, ISBN 978-88-09-21082-0.
129. ↑  Arriano, Anabasi, III, 2, 2.
130. ↑   Plutarco, Alessandro Cesare, pag.99, BUR, ventitreesima edizione, 2009, ISBN 978-88-17-16613-3.
131. ↑  Lane Fox, pp. 206-207.
132. ↑  Callistene, fr. 14 Jacoby
133. ↑  Si confronti Polibio XII,23
134. ↑  Diodoro Siculo, Bibliotheca historica, XVII, 51, 3.
135. ↑  Plutarco, Vita di Alessandro, 27, 5-7.
136. ↑  Plutarco, Vita di Alessandro, 27, 9.
137. ↑  Arriano, Anabasi, III, 4, 5.
138. ↑  Arriano, Anabasi, VI, 19, 4.
139. ↑  Mossé, p. 22.
140. ↑  Arriano, Anabasi, III, 7, 3.
141. ↑  Curzio Rufo, Storie di Alessandro Magno, IV, 9, 13.
142. ↑  Curzio Rufo, Storie di Alessandro Magno, IV, 9, 17-21.
143. ↑  Lane Fox, p. 233.
144. ↑  Arriano, Anabasi, III, 8, 2.
145. ↑  Plutarco, Vita di Alessandro, 31, 11-12.
146. ↑  Lane Fox, p. 234.
147. ↑  Plutarco, Vita di Alessandro, 32, 3-4.
148. ↑  Musti, p. 645.
149. ↑  Plutarco, Vita di Alessandro, 31, 6-7.
150. ↑  Le stesse indicazioni si hanno da Tolomeo e Aristobulo, si veda  Plutarco, Alessandro Cesare, pag 111, BUR, ventitreesima edizione, 2009, ISBN 978-88-17-16613-3.
151. ↑  Non potevano superare i 12000 uomini secondo  Hans Delbrück, History of the Art of War: Warfare in antiquity, pag 212, U of Nebraska Press, 1990, ISBN 978-0-8032-9199-7., mentre Robin Lane Fox cita 30000 uomini, Lane Fox, p. 236.
152. ↑  Marco Giuniano Giustino,11,6,11
153. ↑  Diodoro Siculo, Bibliotheca historica, XVII, 39, 4.
154. ↑  Arriano, Anabasi, III, 8.
155. ↑  Secondo la fonte il problema più grande dell'esercito persiano era costituito dall'inettitudine del comandante in campo. Si veda William W. Tarn. Storia del mondo antico, volume V, p 311
156. ↑  Curzio Rufo, Storie di Alessandro Magno, IV, 9, 10.
157. ↑  Arriano, Anabasi, III, 8, 3-5.
158. ↑  Lane Fox, p. 237.
159. ↑  Arriano, Anabasi, III, 9, 1.
160. ↑  Plutarco, Vita di Alessandro, 32, 9-11.
161. ↑  J.F.C. Fuller, The Generalship of Alexander the Great, 1958, pag 178
162. ↑  Frediani, p. 191.
163. ↑  Diodoro Siculo, Bibliotheca historica, XVII, 58, 5.
164. ↑  Curzio Rufo, Storie di Alessandro Magno, IV, 15, 14-17.
165. ↑  Curzio Rufo, Storie di Alessandro Magno, IV, 15, 11.
166. ↑  Plutarco, Vita di Alessandro, 33, 9-11.
167. ↑  Lane Fox, p. 245.
168. ↑  Frediani, p. 193.
169. ↑  Mossé, p. 23.
170. ↑  Arriano, Anabasi, III, 15, 2.
171. ↑  Curzio Rufo, Storie di Alessandro Magno, IV, 16, 16.
172. ↑  Arriano, Anabasi, III, 15, 6.
173. ↑   William Napoleon Hendricks, A comparison of Diodorus' and Curtius' accounts of Alexander the Great, pag 94, Duke University, 1974.
174. ↑  Frediani, p. 197.
175. ↑  Curzio Rufo, Storie di Alessandro Magno, IV, 16, 29.
176. ↑  Plutarco, Vita di Alessandro, 34, 1-2.
177. ↑  Dell'aiuto fornito da Faillo nella seconda guerra persiana si veda Erodoto, 8,47
178. ↑  Plutarco, Vita di Alessandro, 35, 1-4.
179. ↑  Lane Fox, pp. 255-256.
180. ↑  Da una descrizione di un soldato tessalo, Strabone XV,3.3
181. ↑  Plutarco, Vita di Alessandro, 36, 2.
182. ↑  Plutarco, Vita di Alessandro, 36, 7.
183. ↑   Plutarco, Alessandro Cesare, pag 133, BUR, ventitreesima edizione, 2009, ISBN 978-88-17-16613-3.
184. ↑  Plutarco, Vita di Alessandro, 39, 12-13.
185. ↑  Frediani, p. 201.
186. ↑  J.F.C. Fuller, The Generalship of Alexander the Great, 1958, pag 228
187. ↑  Arriano, Anabasi, III, 18, 2.
188. ↑  Curzio Rufo, Storie di Alessandro Magno, V, 3, 17.
189. ↑  Diodoro Siculo, Bibliotheca historica, XVII, 68, 4.
190. 1 2  Frediani, p. 202.
191. ↑  Lane Fox, p. 264.
192. ↑  Curzio Rufo, Storie di Alessandro Magno, V, 7, 20.
193. ↑  Lane Fox, p. 266.
194. ↑  Arriano, Anabasi, III, 18, 11-12.
195. ↑  Plutarco, Vita di Alessandro, 38, 7-8.
196. ↑  J. Dryden, Alexander's Feast, vv 49-69
197. ↑  Lane Fox, pp. 268-269.
198. ↑  Lane Fox, p. 273.
199. ↑  Frediani, pp. 204-205.
200. ↑   Arriano, The Campaigns of Alexander, traduzione di Aubrey De Sélincourt, revised, with a new introduction and notes by James R. Hamilton, Harmondsworth, Penguin Classics, 1971,  p. 184, ISBN 0-14-044253-7.
201. ↑  Lane Fox, pp. 275-280.
202. ↑  Plutarco, Vita di Alessandro, 43, 3-5.
203. ↑  Arriano, Anabasi, II, 14, 6-8.
204. ↑  Arriano, Anabasi, III, 25, 3.
205. ↑  Plutarco, Vita di Alessandro, 44, 3-5.
206. ↑  Curzio Rufo, Storie di Alessandro Magno, VI, 6, 2.
207. ↑  Lane Fox, p. 285.
208. ↑  Curzio Rufo, Storie di Alessandro Magno, IV, 6, 32.
209. ↑  Frediani, p. 207.
210. ↑  Arriano, Anabasi, III, 25, 8.
211. ↑  Lane Fox, p. 304.
212. ↑   Richard Stoneman, Alexander the Great, pag 67, Routledge, 2004, ISBN 978-0-415-31931-7.
213. ↑  Arriano, Anabasi, III, 29, 4.
214. ↑   Plutarco, Alessandro Cesare, pag 141, BUR, ventitreesima edizione, 2009, ISBN 978-88-17-16613-3.
215. ↑   Ernest Picard, Préceptes et jugements de Napoléon, Berger-Levrault, 1913, pag. 314.
216. ↑  Lane Fox, p. 289.
217. ↑   Quintus Curtius Rufus, J. E. Atkinson, Virginio Antelami, Tristano Gargiulo, Fondazione Lorenzo Valla, 2000, Storie di Alessandro Magno, pag 47, ISBN 978-88-04-47408-1.
218. ↑  Limno in questo racconto viene ucciso e non si uccide. Da Plutarco, Vita di Alessandro, 49, 3-7.
219. ↑  Plutarco, Vita di Alessandro, 48, 4-7.
220. ↑  Diodoro Siculo, Bibliotheca historica, XVII, 79-80.
221. ↑  Arriano, Anabasi, III, 26, 1.
222. ↑  Musti, pp. 648-649.
223. ↑  Arriano, Anabasi, III, 26, 2-3.
224. ↑  Lane Fox, p. 290.
225. ↑  Curzio Rufo, Storie di Alessandro Magno, VI, 9, 14.
226. ↑  Musti, p. 649.
227. ↑  Curzio Rufo, Storie di Alessandro Magno, VII, 3, 8.
228. ↑  Lane Fox, p. 298.
229. 1 2  Frediani, p. 211.
230. ↑   Rufus Quintus Curtius, Quintus Curtius, De rebus gestis Alexandri Magni libri superstites, pp. 505-506, J. Antonelli, 1840.
231. ↑  Arriano, Anabasi, IV, 4, 1.
232. ↑  Arriano, Anabasi, IV, 4, 9.
233. 1 2 3  Lane Fox, p. 313.
234. ↑  Curzio Rufo: "De rebus gestis Alexandri Magni regis Macedonum"; Liber Decem
235. ↑  Plutarco, Vita di Alessandro, 50, 3-9.
236. ↑  Plutarco, Vita di Alessandro, 51, 1-6.
237. ↑  I versi esatti recitati da Clito secondo quanto riportato sono quelli dell'Andromaca, 693
238. ↑  Mossé, p. 105.
239. ↑  Arriano di Nicomedia: "Anabasi d'Alessandro" Vol. III; Libro III; Capi 3 - 5
240. ↑  Ranajit Pal: "An altar of Alexander now standing near Dehli"; Scholia ns Vol. 15 (2006);pp. 78-101. ISSN 1018-9017
241. ↑  Brig D. S. Sarao: "Alexander The Great's India Campaign - Some Lore and Some Facts"; Indian Defence Rewiev; 2020; August 01st
242. ↑   Georges Radet, cap. XXIX, in Alessandro Magno, BUR Biblioteca Univ. Rizzoli, 2005.
243. ↑  "Disease, not conflict, ended the reign of Alexander the Great". The Independent on Sunday. accesso Aug 21, 2011.
244. 1 2   Intestinal Bug Likely Killed Alexander The Great, su sciencedaily.com. URL consultato il 3 gennaio 2022.
245. ↑  Antonio Guzmán Guerra, Il figlio di Alessandro. La battaglia per l'eredità del conquistatore macedone, National Geographic, Storica, n. 90, agosto 2016, p. 35
246. ↑  Sbarounis C.N., The death of Alexander the Great, Hell Iatr 1995; 61: 162–6.
247. ↑  (EN) Katherine Hall, Did Alexander the Great Die from Guillain-Barré Syndrome? (PDF), in The Ancient History Bulletin, vol. 32, n. 3-4, 2018,  pp. 106-128, ISSN 0835-3638 (WC · ACNP). URL consultato il 3 gennaio 2022.. Cfr. anche  Aristide Malnati, Alessandro Magno sepolto vivo, conferme sulla morte, su quotidiano.net, 8 aprile 2019. URL consultato il 31 marzo 2020.
248. 1 2 3  Chugg, Andrew (2007). The Quest for the Tomb of Alexander the Great. Lulu.com. p. 25. ISBN 0-9556790-0-1.; si veda anche in italiano: Andrew Michael Chugg, La tomba perduta di Alessandro il Grande, Periplus, pp. 341
249. ↑  Anabasi di Alessandro (᾿Ανάβασις ᾿Αλεξάνδρου 2,4,7).
250. ↑  Historiae Alexandri Magni Macedonis (Storie di Alessandro Magno il Macedone)

«Il fiume Cidno scorre attraverso la città. Era allora estate, il calore della quale brucia con la vampa del sole nessun'altra costa più di quella della Cilicia, ed era incominciato il momento più caldo del giorno. L'acqua limpida del fiume invitò il re coperto di polvere e sudore, a lavarsi il corpo ancora accalorato; così, dopo essersi tolto la veste, di fronte all'esercito, - pensando che sarebbe stata anche una bella cosa, se avesse mostrato ai suoi di accontentarsi di un abbigliamento semplice e poco costoso - si immerse nel fiume. Non appena entrate le membra iniziarono ad irrigidirsi con un improvviso brivido, poi il pallore si diffuse, e il calore vitale abbandonò quasi tutto il corpo. I servitori accolgono fra le braccia Alessandro simile ad uno morente, e lo portano privo di conoscenza nella tenda. Grande preoccupazione e quasi lutto c'era già nell'accampamento. Tutti, piangendo, si lamentavano che dopo tante peripezie e pericoli il re più famoso di ogni tempo e di ogni ricordo potesse esser loro portato via non già in combattimento, ucciso dal nemico, ma mentre rinfrescava il suo corpo in acqua.»
(Storie di Alessandro Magno il Macedone.)
251. ↑  Robert S. Bianchi. "Hunting Alexander's Tomb". Archaeology.org. accesso Aug 21, 2011.
252. ↑   Lauren O'Connor, The Remains of Alexander the Great: The God, The King, The Symbol, 2008.
253. ↑  Alexander the Great at War: His Army - His Battles - His Enemies. Osprey Publishing. 2008. p. 123. ISBN 1846033284.
254. ↑  Saunders, Nicholas (2007). Alexander's Tomb: The Two-Thousand Year Obsession to Find the Lost Conqueror. Basic Books. ISBN 0465006213., pag. 162
255. ↑  Saunders, op. cit., pagg. 64-segg.
256. ↑  La tomba di Alessandro Magno, National Geographic Storica
257. ↑  Saunders, op. cit., pagg. 203-04
258. ↑  Egypt Unwrapped: Alexander the Great's Lost Tomb, documentario National Geographic
259. ↑  (EN) Tomb Near Serres Wife, Son of Alexander?, su greece.greekreporter.com.
260. ↑  Andrew Chugg, Proof that the Amphipolis Tomb was not Built for Hephaistion
261. ↑  Andrew Michael Chugg,  The Occupancy of the Amphipolis Tomb
262. ↑  (EN) Chugg, Andrew, 1, in The Identity of the Occupant of the Amphipolis Tomb Beneath the Kasta Mound, Macedonian Studies Journal, vol. 2, 2021, ISSN 2204-3128 (WC · ACNP).
263. ↑  (EN) Giorgos Christides, Greeks captivated by Alexander-era tomb at Amphipolis, su bbc.co.uk, BBC, 22 settembre 2014. URL consultato il 2 aprile 2015.
264. ↑  (EN) Greek Government - Ministry of Culture and Sports - 12th November 2014 Press Release (in Greek), su yppo.gr, 12 novembre 2014. URL consultato il 6 aprile 2020 (archiviato dall'url originale il 4 marzo 2016).
265. ↑   Chi è sepolto in S. Marco a Venezia? È ora di analizzare quei resti, su saturniatellus.com.
266. ↑   Peter Green, Alexander the Great and the Hellenistic Age, 2007, ISBN 978-0-297-85294-0.
267. ↑  Diodoro Siculo, Bibliotheca historica, XVII, 117.
268. ↑  «all'ottimo», secondo una traduzione ottocentesca accessibile online presso Books Google (Biblioteca storica di Diodoro Siculo volgarizzata dal Cav. Compagnoni, Milano, Sonzogno, 1822, VI, p. 172).
269. ↑   Mary Renault, The Nature of Alexander, 2001,  pp. 100-101, ISBN 978-0-14-139076-5.
270. ↑  Phang, Spence, Kelly, Londey 2016, p. 462.
271. ↑  Leiden University Library, Cod. Or. 1970 Hikayat Iskandar Zulkarnain-Tale of Iskandar the Two-Horned
272. ↑  (FR) Martin Gosman, Au carrefour des traditions scripturaires: les "Vœux du Paon" et l'apport des écritures épique et romanesque, in Société Rencesvals pour l'étude des épopées romanes (a cura di), Au carrefour des routes d'Europe: la Chanson de Geste. Tome I, vol. 1, Aix-en-Provence, Presses universitaires de Provence, 1987,  pp. 551-565, DOI:10.4000/books.pup.3910, ISBN 9791036541742, LCCN 87138938, OCLC 1109022540, SBN MIL0111141. URL consultato il 14 maggio 2023.
273. ↑  Alessandro era interpretato da Richard Burton, con Fredric March e Claire Bloom
274. ↑  (EN) Alexander the Great, su Variety, 31 dicembre 1955.
275. ↑  (EN) Alexander the Great, su Time Out, 10 settembre 2012.
276. ↑  Interpretato dall'attore Colin Farrell, girato con la consulenza storica di Robin Lane Fox
277. ↑  (EN) Alexander, su American Film Institute.
278. ↑   Stop all'Alessandro Magno con DiCaprio e la Kidman, su Fantasy Magazine, 5 novembre 2004.
279. ↑  (EN) Christopher Marc, Baz Luhrmann Says Mel Gibson Nearly Played Leonardo DiCaprio's Father In His Unmade 'Alexander The Great' Epic, su The Playlist, 26 giugno 2022.
280. ↑  [Cfr. Romain Merlin, Origine des cartes à jouer, Paris, Rapilly, 1869, p.106.]
281. ↑  [Cfr. Laura Paola Gnaccolini (a cura), Il segreto dei segreti, Milano, Skira, 2012, p.22.]
282. ↑  [Cfr. Giordano Berti, Antico Tarocco Italiano I, Bologna, Nuova Alfa, 1987, p.92.]